# Universidad de El Salvador

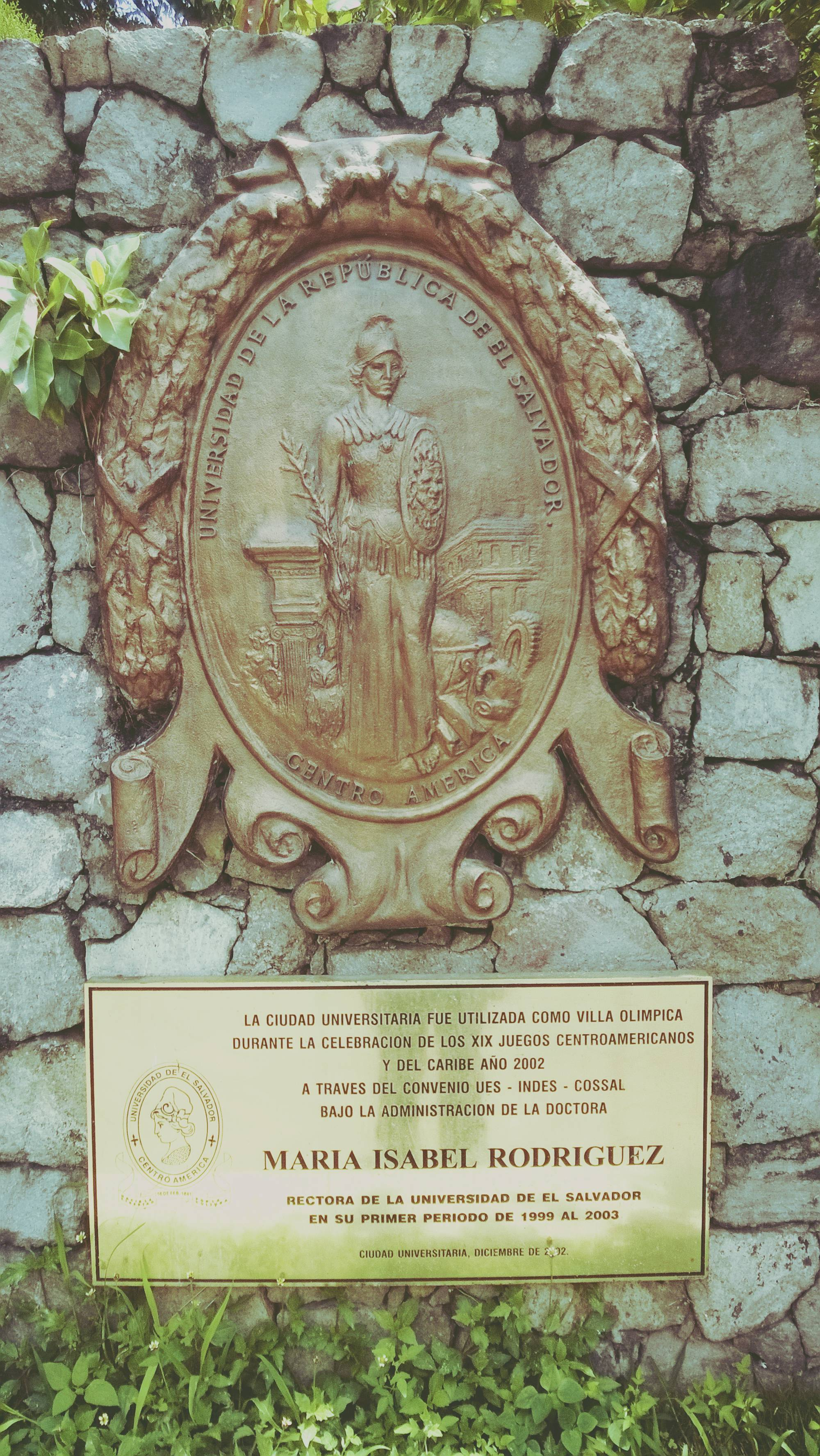
Escudo de la UES (cuya figura central es la diosa romana Minerva).

La Universidad de El Salvador (UES) es la institución de educación superior más grande y antigua de la República de El Salvador, y la única universidad pública del país. Su sede central, la Ciudad Universitaria, se ubica en la ciudad y el departamento de San Salvador; y además cuenta con sedes regionales en las ciudades departamentales de Santa Ana, San Miguel y San Vicente. También cuenta con un Centro Tecnológico de Agricultura y Ganadería (CETAG-UES), ubicado en la Estación Experimental y de Prácticas, propiedad de la Facultad de Ciencias Agronómicas, en la localidad de San Luis Talpa, La Paz. Por su historicidad, su influencia, su cantidad de estudiantes, su oferta académica, su expansión por todo el país y las dimensiones de cada una de sus sedes, al menos las principales en cada una de las cuatro regiones en que se divide la nación, la UES es considerada como el principal centro de estudios de educación superior de toda la república salvadoreña.
La UES está conformada por nueve facultades históricas ubicadas en la Ciudad Universitaria, aunadas a tres facultades multidisciplinarias en el resto del interior del país, que en conjunto, imparten diversas carreras de educación superior. La sede central alberga la estructura del gobierno universitario, la Editorial Universitaria, la Librería Universitaria, la clínica de Bienestar Universitario, la radio YSUES que pertenece al periódico El Universitario, y la Biblioteca Central, la cual se suma a otras nueve bibliotecas, más aún las que hay presentes una por cada facultad, así como otras carteras autónomas. También posee el Complejo Deportivo de la Universidad de El Salvador, escenario donde se realizaron parte de los XIX Juegos Centroamericanos y del Caribe. Este complejo deportivo es actualmente sede del Club Deportivo UES, equipo de fútbol salvadoreño.
Esta casa de estudios superiores es considerada una fuerza política debido a su trascendencia académica, estudiantil, administrativa y de su infraestructura, lo que se ha reflejado en diferentes épocas de importancia en El Salvador; sobre todo desde finales del siglo XIX, la época de los gobiernos liberales y la llamada república cafetalera; la época del autoritarismo militar; la guerra civil; los acuerdos de paz y en la actualidad. Sin lugar a dudas, la UES ha desempeñado un papel fundamental en el proceso de desarrollo de la sociedad salvadoreña sobre los ámbitos educativo, social, científico, económico y político. Algunos de los personajes más importantes de la historia de El Salvador se han formado en esta alma mater. Su símbolo es la deidad romana Minerva, equivalente latina de la diosa griega de la sabiduría, Atenea.
A partir de 2016 esta institución pone en marcha el nuevo modelo de Universidad de El Salvador en línea, una modalidad de educación a distancia la cual, además de facilitar el acceso de la población a carreras universitarias a través de cualquier aparato electrónico con conexión a Internet, ha ampliado a 16 subsedes de la UES en todo el territorio nacional para la realización de exámenes, laboratorios, tutorías, entre otras actividades en las que, en algún momento, se requiera una modalidad semipresencial. Las 16 subsedes antes mencionadas se encuentran estratégicamente ubicadas en diferentes localidades de los 14 departamentos de la república, de tal suerte que ninguna persona tenga a más de 30 km de distancia una subsede de la Universidad en línea. Aunque algunas universidades privadas poseen modalidades de educación a distancia para salvadoreños en el exterior o modalidades semipresenciales a nivel de posgrado, esta es, con diferencia, la mayor cobertura universitaria a nivel de pregrado dentro del territorio de la república.

## Historia

### Antecedentes: la educación básica y media
En 1770, San Salvador elevó al rey Carlos III de España la solicitud para crear un obispado católico y una institución educativa en su respectivo territorio.
En las Cortes de Cádiz, el diputado por San Salvador, José Ignacio Ávila, presentó el 21 de marzo de 1812 una petición para que sus habitantes tuvieran un centro educativo para la juventud de esa localidad, conforme a lo dispuesto por la Iglesia católica en el Concilio de Trento. Por su parte, el diputado por Sonsonate ante las cortes españolas, José Mariano Méndez y Cordero, pidió en 1821 que se establecieran centros de educación media en Cartago, Comayagua, San Salvador, Santa Ana y Quezaltenango.
En julio de 1823, uno de los diputados de la Asamblea Constituyente que aprobaría la Constitución de la República Federal de Centroamérica de 1824, propuso la adopción del sistema lancasteriano para las escuelas del nuevo país. Con este método educativo desarrollado por Joseph Lancaster y Andrew Bell en el Reino Unido, los alumnos más aventajados, con la supervisión de un maestro, darían instrucción a los principiantes. A comienzos de 1824, los diplomáticos de la Federación Centroamericana recibieron instrucciones de contratar los servicios de maestros calificados para poner en práctica el sistema lancasteriano.
En 1825, lo que luego fue la escuela salvadoreña, estaba completamente abandonada. Existían pocas escuelas de primeras letras en las principales ciudades del país. La instrucción era rudimentaria y se enseñaba cualquier cosa porque no había un plan definido para la educación nacional. Este fue un período difícil porque los reclutamientos forzosos, el deterioro económico y la inestabilidad generalizada afectaron el incipiente sistema escolar que dejaron los españoles.
Por decreto legislativo del 29 de abril de 1825 se ordenaba el establecimiento de un colegio de educación científica para jóvenes, que por su índole, talento y disposición, indicaran ser aptos para recibirla. Pero esta ley nunca fue aplicada. Por decreto legislativo del 5 de septiembre de 1832, se declaró que era obligación del gobierno implantar escuelas de primeras letras en todos los pueblos que tengan o deban tener municipalidad. Por decreto ejecutivo del 8 de octubre de 1832 se estableció en cada cabecera departamental una Junta de Educación Pública, equivalente a un Departamento Técnico Escolar, que formarían el jefe político, el regidor decano, el sacerdote católico de la localidad y dos vecinos de los más connotados por su ilustración y sus ideas en pro de la civilización. A principios de 1831, el presbítero católico Narciso Monterrey logró fundar en la capital un colegio que desapareció al poco tiempo de su creación.
En 1832, el maestro brasileño José Coelho, que había trabajado en Guatemala enseñando con el sistema lancasteriano, fue contratado por el gobierno salvadoreño. A su llegada al país, José Coelho fundó en 1833 el colegio conocido como "La Aurora de El Salvador", que daría paso a la posterior creación de una escuela normal en 1858.
Por decreto ejecutivo del 3 de febrero de 1841, se ordenaba establecer escuelas de primeras letras en todos los pueblos y valles que tuvieran más de ciento cincuenta habitantes. Pero más que una política realista, esta ley fue una declaración del compromiso del gobierno con la educación, puesto que para 1848 ese objetivo no se había alcanzado.
Por ese tiempo hubo varios intentos de fundar una institución de educación superior para el país. En 1836, Antonio José Cañas, Narciso Monterrey y Francisco Dueñas se pronunciaron públicamente en este sentido sin obtener ningún resultado favorable. Isidro Menéndez y Francisco Malespín, al igual que Antonio José Cañas y Narciso Monterrey, soñaban con establecer una universidad salvadoreña; pero la escasez de fondos y la carencia de profesores se oponía a ello. Habría que esperar hasta el año de 1841 para que El Salvador contara finalmente con su propia casa de estudios superiores.

### SigloXIX

#### La fundación de la UES y los primeros años de su existencia

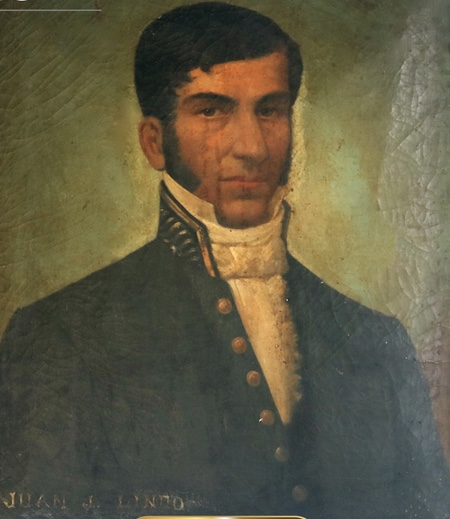
Licenciado Juan Lindo, Presidente de El Salvador (1841 - 1842) y de Honduras (1847 - 1848). Durante su período presidencial correspondiente en cada país fueron fundadas la UES y la UNAH, respectivamente.

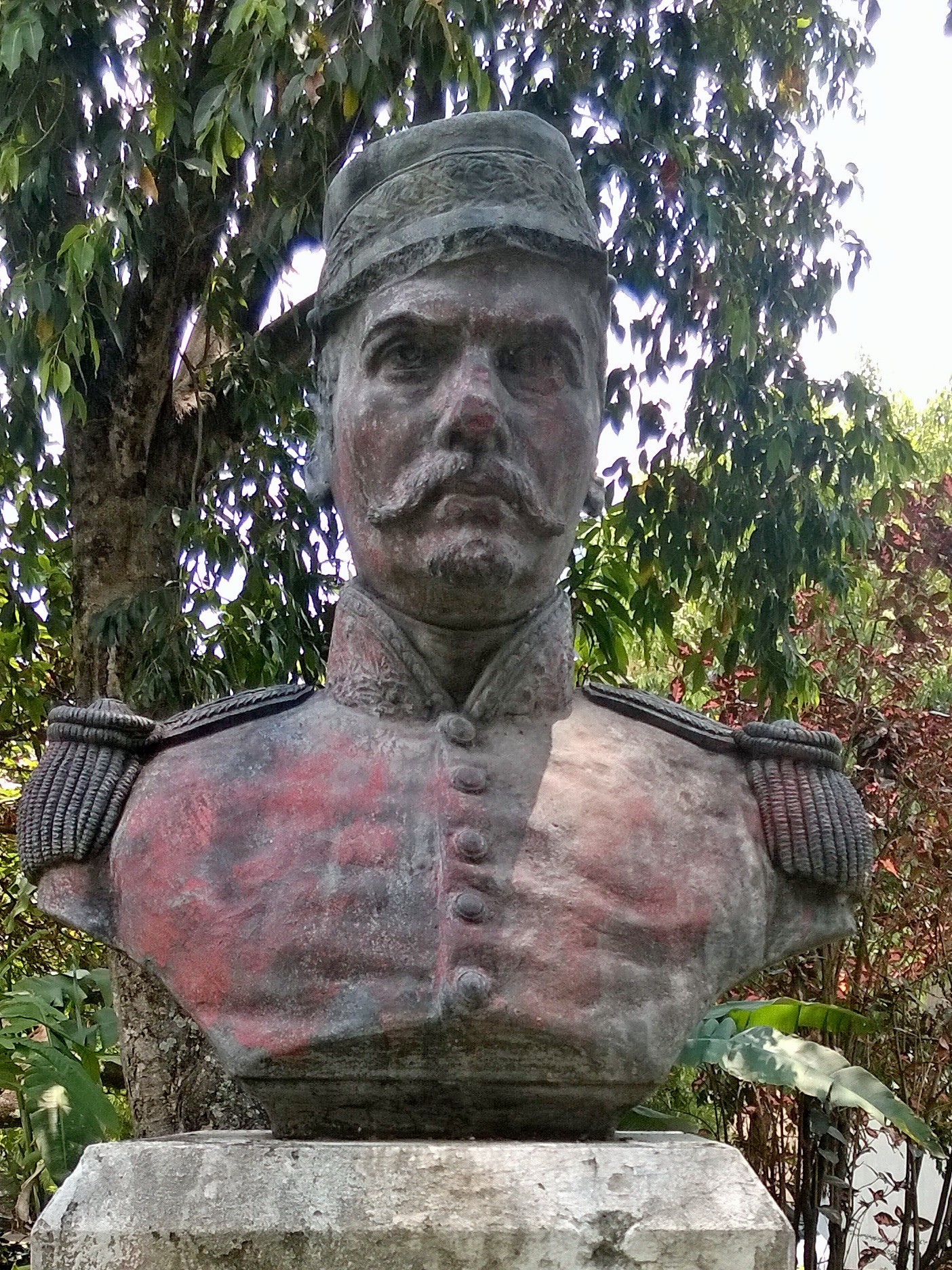
Busto de Francisco Malespín en el campus central de la Universidad de El Salvador.

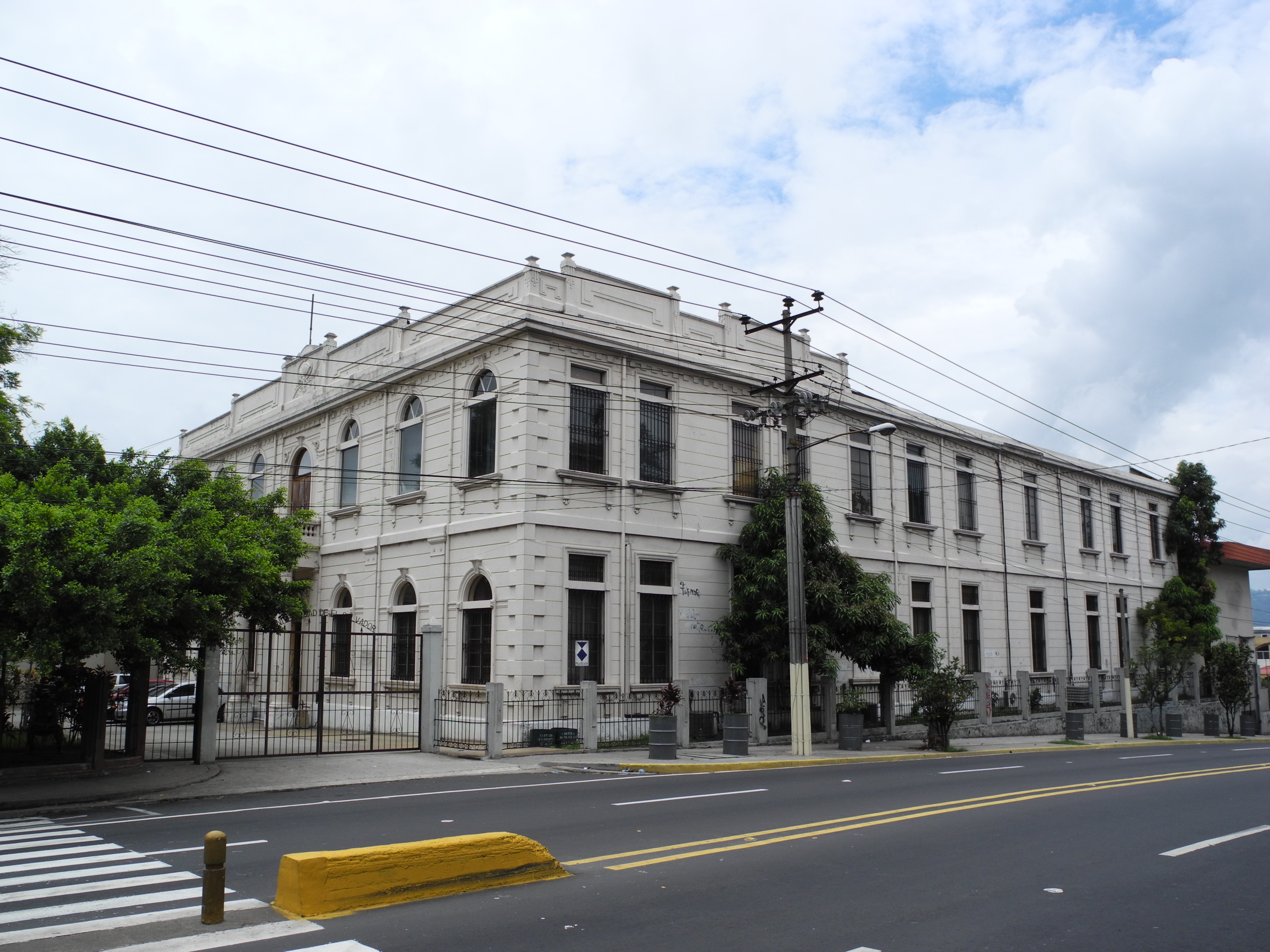
Edificio histórico de la Escuela de Medicina de la UES, San Salvador.

La Universidad de El Salvador fue fundada el 16 de febrero de 1841, por Decreto Legislativo de la Asamblea Constituyente, emitido durante el mandato del Presidente de la República, Juan Lindo, ante la decidida intervención del general Francisco Malespín. La comunidad universitaria, frente a este hecho histórico, considera a Juan Lindo como el fundador del primer centro de educación superior del país; pero algunos historiadores rechazan esta idea, alegando que el decreto legislativo de erección de la alma mater nunca fue aprobado por iniciativa presidencial; o argumentando que el nacimiento de la UES se debe exclusivamente al trabajo de la Asamblea Constituyente que la estableció legalmente; o bien por afirmar que Juan Lindo en realidad se opuso a la creación de esta universidad pública. La UES fue erigida con el objetivo de proporcionar un centro de educación superior para la juventud nacional, y así evitar que los salvadoreños que tenían la posibilidad y el deseo de cursar estudios superiores, decidieran emigrar a Guatemala o a Nicaragua para completar su formación académica, respectivamente, en la Universidad de San Carlos o en la Universidad de León, tal como lo hacían desde la época colonial.
El Decreto Legislativo de Fundación de la Universidad de El Salvador fue expedido por iniciativa de los diputados de la Asamblea Constituyente, Narciso Monterrey y Antonio José Cañas, y firmado el mismo día de su aprobación por el presidente Juan Lindo. En sus primeros años, la UES tuvo una existencia precaria por el exiguo apoyo económico que recibía por parte del Estado.
Anteriormente, el 2 de febrero de 1841, El Salvador había sido declarado formalmente como Estado independiente de la extinta República Federal de Centroamérica por la misma Asamblea Constituyente que aprobaría el decreto legislativo de creación de la UES, y que posteriormente emitiría también la Constitución del 18 de febrero de 1841, con la cual quedaba derogada la que había sido expedida el 12 de junio de 1824. Las bases de esta nueva Constitución ya habían sido fijadas por este mismo organismo colegiado mediante decreto legislativo del 24 de julio de 1840. Esta Asamblea Constituyente iniciaría sus sesiones el 23 de junio de 1840 y las clausuraría el 19 de febrero de 1841.
La UES nació al mismo tiempo que El Salvador comenzaba a organizarse como Estado independiente de la desaparecida Federación Centroamericana y bajo una fuerte influencia de la Iglesia católica. Sin embargo, la identidad de la Universidad de El Salvador se formó mientras tomó protagonismo en el desarrollo de los acontecimientos históricos, como es el caso de la Reforma Agraria Liberal ejecutada por el gobierno del presidente Rafael Zaldívar, con las leyes de extinción de las tierras comunales y ejidales de 1881 y 1882, respectivamente, en la que los académicos universitarios realizaron un fuerte cuestionamiento sobre esta reforma agraria inversa, y fue así como con hechos como este se reconoció el inicio de una universidad crítica.
Por el mismo Decreto Legislativo del 16 de febrero de 1841 fue fundado conjuntamente con la Universidad de El Salvador un centro de educación media, conocido como el "Colegio de la Asunción", con el propósito de preparar a los bachilleres que posteriormente ingresarían a estudiar en la alma mater.
El Colegio de la Asunción se instaló el 16 de octubre de 1841 en el edificio que había pertenecido al convento católico de San Francisco. La primera matrícula fue de ocho estudiantes, de los cuales solo uno concluyó su carrera. Su primer rector fue el presbítero católico Crisanto Salazar, quien duró en sus funciones hasta febrero de 1842. La UES, entre tanto, tenía reservado su espacio en este mismo local, en cuya fachada principal se leía la inscripción "El General de la Universidad". El 15 de mayo de 1843, por orden del presidente Juan José Guzmán, el doctor Eugenio Aguilar fue nombrado rector de la Universidad de El Salvador y catedrático de filosofía, quien desempeñaría sus labores dentro de la UES hasta finales de 1845; y aunque se había anunciado la apertura de sus clases para el 1 de julio de 1843, éstas solo comenzaron a ser impartidas por él a partir del 11 de agosto de 1843, contando con la asistencia de 23 estudiantes diarios.
Posteriormente Eugenio Aguilar llegaría a ocupar la silla presidencial entre 1846 y 1848. Pero la alma mater tendría que esperar hasta 1847 para iniciar la vida universitaria propiamente dicha cuando recibió a los primeros 23 bachilleres graduados en 1846 en el Colegio de la Asunción. El 4 de junio de 1846, durante el gobierno del presidente Eugenio Aguilar, se ordenó la construcción de un edificio propio para la UES. Los primeros estatutos de la alma mater, entre tanto, fueron emitidos por el Órgano Ejecutivo el 20 de diciembre de 1847; aunque serían sometidos posteriormente a la aprobación del parlamento salvadoreño bicameral, el cual, finalmente, decidió emitir unos nuevos estatutos para la UES el 27 de febrero de 1849.
El primer egresado de la promoción de 1846 del Colegio de la Asunción fue el joven Ireneo Chacón al obtener su Diploma de Bachiller en Derecho Civil. Ireneo Chacón se convertiría también en el primer graduado de la UES al recibir su título de licenciado, y algunos años después llegaría a ser el primer rector de la alma mater formado en su seno. Su título de licenciado lo obtuvo en 1851 por parte de la Facultad de Jurisprudencia.
Por medio del decreto ejecutivo del 21 de marzo de 1841 fue creada la Tesorería Específica de Instrucción Pública, cuyo objeto de recaudación serían los productos de la Receptoría de Zacatecoluca. Con estos fondos se buscaba reanimar el trabajo de la UES.
El aumento del número de estudiantes hizo que el primer local del Colegio de la Asunción fuera insuficiente para atender la demanda de ingreso a sus aulas. Por esta razón, el 3 de diciembre de 1844 fue trasladado al local que había albergado al antiguo convento católico de Santo Domingo. Sin embargo, el Colegio de la Asunción estuvo a punto de cerrarse en 1844 ante la escasez de recursos económicos necesarios para su sostenimiento, por lo que su rector le pidió ayuda al presidente Francisco Malespín, quien le entrega sus charreteras de oro puro y espada con empuñadura del mismo precioso metal, además de un casco de plata, para que el rector empeñara esos objetos y así pagara las deudas contraídas con el fin de que el Colegio de la Asunción siguiera funcionando. Pero el rector le devolvió esas prendas porque consiguió por otros medios el dinero necesario para cubrir la cantidad adeudada.
En la UES, desde el mismo momento en que comenzó su vida real, se fundaron y organizaron las primeras cátedras y se rindieron los primeros exámenes tanto escritos como orales. Y hacia 1850 comienzan a delinearse las diferentes facultades de la UES.
La influencia del clero católico en las actividades educativas del Colegio de la Asunción era muy grande. Los estudiantes eran sometidos a un severo régimen disciplinario y tenían prohibida toda lectura que no estuviera preparada de antemano. Las actividades académicas se fundamentaban en un concepto exclusivamente religioso de la vida. En 1845, ante la actitud de rebeldía demostrada por la juventud salvadoreña contra este sistema educativo represor y enemigo del librepensamiento, el primer obispo católico de San Salvador, Jorge de Viteri y Ungo, conocido por su actuación intolerante y autoritaria, intervino en este conflicto estudiantil ordenando la expulsión de siete jóvenes del Colegio de la Asunción, al cual ya no regresaron más.
El gobierno de la UES, de acuerdo con los estatutos del 20 de diciembre de 1847, estaba dividido entre el Claustro Pleno, formado por todos los académicos a nivel nacional; el Claustro de Consiliarios, integrado por los catedráticos universitarios de las distintas secciones y dos representantes de cada una de las clases, quienes eran elegidos por el Claustro Pleno; y el Claustro de Hacienda, compuesto por cinco miembros encargados de los fondos de la UES, los cuales también fueron elegidos por el Claustro Pleno. Por mayoría de votos, el Claustro Pleno nombró al rector, vicerrector, secretario, tesorero y bibliotecario de la alma mater.
El presidente Eugenio Aguilar es considerado por diversas fuentes como el verdadero primer rector de la UES; no obstante que las mismas listas de rectores aparecidas en las publicaciones oficiales de la alma mater le otorgan tal distinción al doctor Crisanto Salazar, quien realmente fue el primer rector del Colegio de la Asunción. Esto se debe a que al haber sido fundados al mismo tiempo estos dos establecimientos educativos, se han producido errores en cuanto a quien fue el primer rector de cada uno de ellos, ya que el Colegio de la Asunción comenzó sus actividades antes de que las iniciara la UES.
Por Decreto Ejecutivo del 15 de noviembre de 1847, publicado en la Gaceta de El Salvador N.º 36, Tomo N.º 1, del 26 de noviembre de 1847, el presidente Eugenio Aguilar establece en el Colegio de la Asunción una cátedra de medicina. Esta fecha es considerada por la comunidad universitaria como la de la fundación de la Facultad de Medicina; si bien la misma y el Protomedicato fueron organizados hasta el 28 de febrero de 1849, según una noticia publicada en la Gaceta de El Salvador N.º 1, Tomo N.º 2, del 2 de marzo de 1849.

#### La vida de la UES como universidad claustral

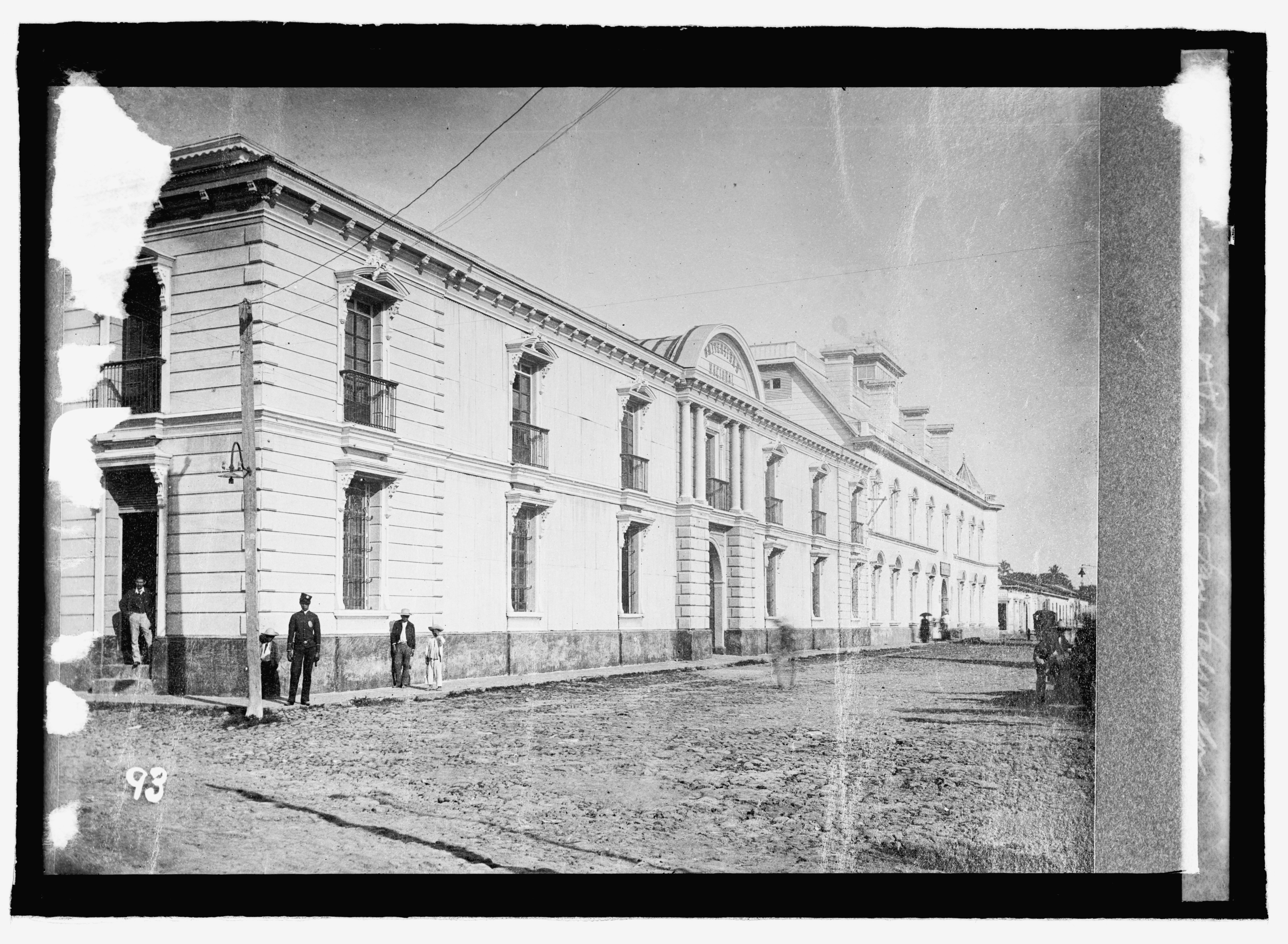
Edificio de la Universidad Nacional, actualmente conocida como Universidad de El Salvador, en San Salvador, la capital de El Salvador.

El gobierno del presidente Doroteo Vasconcelos trató de limitar la influencia del clero católico en la UES, cuyos miembros ocupaban los dos tercios del Claustro de Consiliarios, y al mismo tiempo, promovió ante el congreso salvadoreño bicameral la aprobación del decreto legislativo del 28 de febrero de 1849 que gravaba con un medio por ciento sobre el activo sucesoral inventarial a favor de la educación nacional y que debería recaudar el rector y el claustro, con destino al tesoro universitario; y el 3 de octubre de 1850 dispuso que la Tesorería Peculiar de Instrucción Pública, en la capital, y los administradores de alcabalas en los departamentos, recaudaran el impuesto establecido en el referido decreto legislativo, encargando a los gobernadores departamentales y jueces de primera instancia la vigilancia de su cumplimiento.
El 19 de noviembre de 1850 se estableció la enseñanza de la química a cargo del licenciado Julio Rossignón, para lo cual, se creó la Facultad de Farmacia. En ese tiempo se tenía la idea de que los estudios universitarios solo debían servir para preparar profesionales que desempeñarían cargos públicos como el de Presidente de la República o de Ministro de Estado. Pero el licenciado Julio Rossignón, apartándose de ese criterio, destacó la importancia de la asignatura de química para promover el desarrollo industrial y económico del país. Y fue así como la Facultad de Química y Farmacia inició sus actividades el 19 de noviembre de 1850 con el nombre de Facultad de Farmacia. En 1961 se inauguró su propio edificio en la Ciudad Universitaria y en 1973 fue sometida a un proceso de reorganización.
Por medio del decreto legislativo del 6 de febrero de 1852 se estableció que por cada cabeza de ganado que se introdujera al país, ya fuera de tránsito o destinada al consumo interno, se pagaría dos reales en moneda efectiva por todo derecho al momento de su introducción, y disponiendo además que ese dinero serviría íntegra y exclusivamente para la UES.
El 31 de julio de 1853 el gobierno del presidente Francisco Dueñas inauguró el primer edificio construido con la intención de que fuera ocupado por la UES. Sin embargo, dicha edificación fue destruida por el terremoto que asoló a la capital el 16 de abril de 1854. Ante esta calamidad pública, el presidente José María San Martín ordenó el 10 de julio de 1854 el traslado de la UES y del Colegio de la Asunción a San Vicente, donde permanecerían durante cuatro años; pero el presidente Gerardo Barrios ordenó su regreso a San Salvador el 16 de septiembre de 1858, reiniciando las actividades en una casa particular hasta el 9 de abril de 1861, cuando fue inaugurado el antiguo edificio reconstruido.
Unos nuevos estatutos fueron aprobados para la alma mater el 5 de diciembre de 1854, los cuales dividían el gobierno de la UES en el Claustro Pleno, conformado por todos los doctores y licenciados, con excepción de los que no estaban incorporados a ella; el Claustro de Consiliarios, compuesto por el rector, secretario, catedráticos de las clases y un representante de cada una de las clases mayores; y el Claustro de Hacienda, integrado por tres miembros del Claustro de Consiliarios con la misión de ejercer la contraloría de todos los ingresos y egresos de la alma mater. Pero durante su estadía en San Vicente, la UES cayó en un período de postración, debido a las epidemias de fiebre y del cólera que afectaron a la comunidad universitaria, disminuyendo el número de alumnos y profesores, y no produciendo más que resultados mediocres, lo cual llevaría al gobierno del presidente Miguel Santín del Castillo a tomar la decisión de entregar a la Compañía de Jesús, según diversas fuentes, la dirección de la alma mater, o bien solo la del Colegio de la Asunción. De cualquier modo, las autoridades salvadoreñas hicieron las gestiones para traer de Guatemala a un grupo de jesuitas; pero la llegada al poder de Gerardo Barrios impidió que ese proyecto se llevara a cabo.
El presidente Gerardo Barrios, por medio del decreto ejecutivo del 6 de septiembre de 1859, suprimió el Claustro de Consiliarios, que era la Junta de Gobierno de la UES, sustituyéndolo por el Consejo de Instrucción Pública, compuesto por el rector, el vicerrector, un representante de cada sección de la alma mater, un secretario y un prosecretario, todos ellos nombrados por el gobierno. Con esta acción, Gerardo Barrios apartaba al clero católico, que estaba parapetado en el Claustro de Consiliarios, del gobierno de la alma mater para poder llevar a cabo la aplicación de sus ideas liberales. También se aprobaron nuevos estatutos para la UES en este mismo año. Además de todo esto, Gerardo Barrios decidió enviar a varios becarios a estudiar a Europa, pero al comprobar que esa medida no rindió lo esperado, determinó hacer venir a profesores del extranjero para impartir clases en la UES.
De esta manera, queda en evidencia que la UES, desde su fundación hasta 1859, emuló un modelo universitario con las características típicas de las universidades coloniales; sin desconocer que al mismo tiempo coexistieron visiones modernas y críticas de las prácticas y preceptos tradicionales.
Con el último gobierno del presidente Francisco Dueñas, el cual abarcaría el período comprendido de 1863 a 1871, la hegemonía del clero católico volvió a la UES. Pero Francisco Dueñas, aunque era de tendencia conservadora, mantuvo en su mayor parte la obra hecha en la UES por su predecesor Gerardo Barrios.
En el periódico estatal El Constitucional del 19 de agosto de 1864, emitido durante el gobierno del presidente Francisco Dueñas, apareció publicado el plan de estudios de la Facultad de Agrimensura. En 1879 fue creada, en su lugar, la Facultad de Ingeniería Civil. Su fundación obedeció a la necesidad de los terratenientes de delimitar las propiedades agrícolas porque ya se percibía el proyecto de extinción de los ejidos y de las comunidades de los indígenas. Ya en ese mismo año de 1879 el rector de la UES se quejaba de que no hubiera ningún salvadoreño capaz de diseñar un puente. Pero otras fuentes, de manera contradictoria, sostienen que fue hasta el 28 de junio de 1927 que se aprobó la apertura de la Escuela de Ingeniería Civil y que en mayo de 1933 se graduaron los primeros ingenieros civiles; y aparte de eso, por expresar que en la década de 1930 la Facultad de Ingeniería cambió su nombre por el de Facultad de Ingeniería y Arquitectura para poder incorporar en su seno a dos jóvenes salvadoreños que se habían graduado como arquitectos en el extranjero, lo cual se hizo en 1935; o bien, por afirmar que la actual Facultad de Ingeniería y Arquitectura fue fundada finalmente en la década de 1960.
El 8 de enero de 1866 la UES decidió otorgarle el título de doctor al presidente Francisco Dueñas y al propio rector y Ministro de Relaciones Exteriores y de Instrucción Pública, Gregorio Arbizú, quienes hasta entonces eran licenciados. Francisco Dueñas había sido rector de la UES algunos años antes.
En 1866 el gobierno del presidente Francisco Dueñas había decidido suprimir el Colegio de la Asunción, conocido oficialmente en ese entonces como el "Colegio Nacional". No obstante, ese centro educativo continuó funcionando y el 5 de marzo de 1867 se nombró al doctor Darío González como su director. Pero el Colegio de la Asunción o Colegio Nacional estaba destinado a desaparecer, y las últimas noticias que se tienen de su existencia se remiten a los exámenes practicados el 13 de septiembre de 1869. El 19 de enero de 1872, el gobierno del presidente Santiago González decidió cederle el edificio del Colegio Nacional a Camilo Escobar, pero al comprobar que este no había organizado ninguna clase en ese local, derogó esa disposición el 12 de noviembre de 1872; y una vez que dicha edificación estuvo recuperada, se ordenó fundar en ella una Escuela Normal Central bajo la dirección del ciudadano español Fernando Velarde.
La autonomía universitaria para la UES fue reconocida por primera vez mediante Decreto Legislativo del 23 de octubre de 1871, publicado en el Boletín Oficial N.º 47, Tomo N.º 1, del 6 de abril de 1872, el cual fue aprobado por la Asamblea Constituyente que había emitido la Constitución del 16 de octubre de 1871, para ser ratificado por el parlamento salvadoreño bicameral el 11 de marzo de 1872. Sin embargo, esta autonomía universitaria no pasó de ser letra muerta porque el gobierno continuó interviniendo en los asuntos internos de la alma mater.
Un nuevo terremoto que azotó a la capital el 19 de marzo de 1873 destruyó el edificio que había estado ocupado por la UES desde 1861. A raíz de este nuevo desastre natural, la UES se instaló provisionalmente en el antiguo Palacio Nacional que sería consumido por un incendio el 19 de noviembre de 1889, aunque después andaría de manera errante por diversos locales. Posteriormente el gobierno del presidente Rafael Zaldívar decidió ceder permanentemente a la alma mater una nueva edificación valorada en más de 25000 pesos y que estaba destinada originalmente para alojar una casa de huérfanos, mediante Acuerdo Ejecutivo del 18 de septiembre de 1878, publicado en el Diario Oficial N.º 223, Tomo N.º 5, del 20 de septiembre de 1878.
Durante el gobierno del presidente Santiago González fueron erigidas otras dos instituciones públicas de educación superior: las Universidades de Occidente y de Oriente, con sus respectivas sedes en las ciudades de Santa Ana y San Miguel. La Universidad de Occidente fue creada mediante Decreto Ejecutivo del 22 de septiembre de 1874, publicado en el Boletín Oficial N.º 14, Tomo N.º 3, del 26 de septiembre de 1874. Y por su parte, la Universidad de Oriente fue creada mediante Decreto Ejecutivo del 15 de octubre de 1874, publicado en el Boletín Oficial N.º 18, Tomo N.º 3, del 17 de octubre de 1874. No obstante, estas instituciones educativas fueron suprimidas por el gobierno del presidente Rafael Zaldívar a través de la Ley Orgánica y Reglamentaria de Instrucción Pública, aprobada mediante Decreto Ejecutivo del 30 de enero de 1885, publicado en el Diario Oficial N.º 26, Tomo N.º 18, del 30 de enero de 1885. Con la desaparición de estas dos universidades públicas, la UES volvió a tener el monopolio de la educación superior en el país hasta 1965, cuando nace la Universidad Centroamericana José Simeón Cañas (UCA) como la primera universidad privada salvadoreña.
Por Acuerdo Ejecutivo del 30 de enero de 1875, publicado en el Diario Oficial N.º 16, Tomo N.º 1, del 2 de febrero de 1875, el gobierno del presidente Santiago González decidió imprimir en la tipografía nacional un periódico universitario por cuenta del erario nacional. Fue así entonces como apareció el 5 de mayo de 1875 el primer número de la revista "La Universidad", como el órgano oficial de divulgación del quehacer científico y cultural de la UES, si bien dicha publicación en realidad nació como un periódico, habiendo adquirido el carácter de revista en 1888. Sin embargo, otras fuentes difieren en este punto al señalar que para 1880 la UES todavía carecía de un periódico propio, y que el gobierno del presidente Rafael Zaldívar dispuso que se elaborara uno en la imprenta estatal, o bien, más concretamente, se ordenó mediante Acuerdo Ejecutivo del 20 de septiembre de 1880, publicado en el Diario Oficial N.º 221, Tomo N.º 9, del 22 de septiembre de 1880, que se designara una sección de ese periódico estatal para la publicación de los artículos escritos por los miembros de la comunidad universitaria. Y fue así como la "Sección Universitaria" apareció por primera vez en el Diario Oficial N.º 231, Tomo N.º 9, del 8 de octubre de 1880. Aparte de ello, otras fuentes afirman contradictoriamente que hacia 1888, durante el gobierno del presidente Francisco Menéndez, fue creada la revista La Universidad, bien como la primera publicación de este género hecha en la UES, o en su caso, para sustituir a otra revista denominada "La Universidad Nacional", la cual había sido fundada en 1875.

#### El cambio de la UES hacia una universidad científica

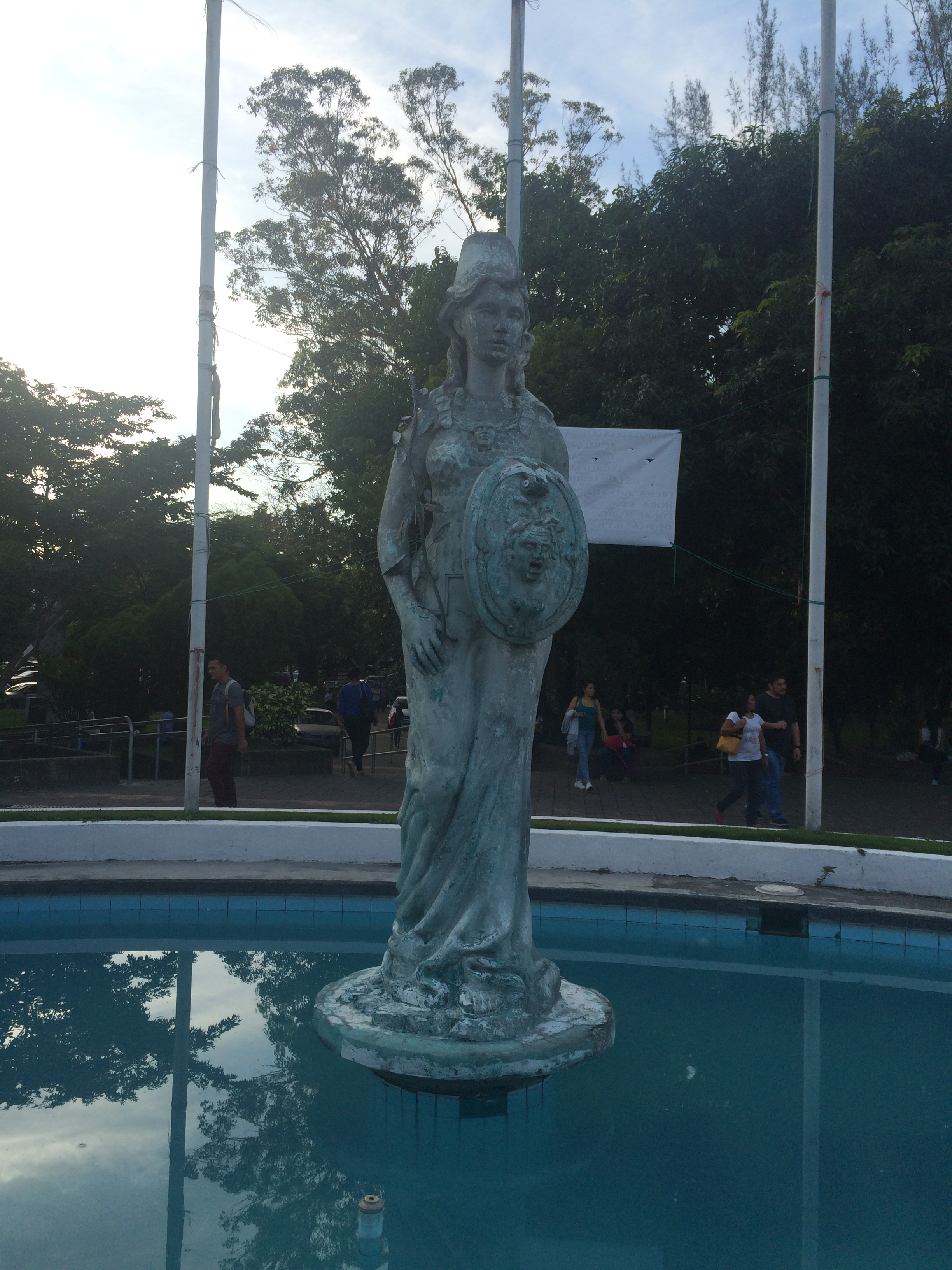
Escultura de Minerva, ícono de la UES, en la entrada principal del recinto universitario. Dicha imagen fue diseñada y elaborada por estudiantes de la Escuela de Artes Plásticas de la Facultad de Ciencias y Humanidades. Fue develada oficialmente el 18 de febrero de 1999 y tiene una altura de 2,60 m.

Con el gobierno del presidente Rafael Zaldívar comenzó la transformación de la UES de una universidad claustral a una universidad científica. Incluso en las ceremonias de aperturas de clases realizadas a partir del 1 de enero de 1879 dejó de participar el clero católico. Pero sería bajo el gobierno del presidente Francisco Menéndez que el proceso de conversión de la alma mater de una institución educativa confesional católica a una laica quedaría finalizado con la desaparición definitiva de la facultad de teología de la enseñanza universitaria.
Los estatutos de la UES publicados el 19 de octubre de 1880 organizaron el gobierno de la alma mater en un Consejo Superior de Instrucción Pública integrado por el rector, vicerrector, secretario general, prosecretario, fiscal y un consejero por cada facultad, todos ellos nombrados por el gobierno, con excepción de los consejeros, quienes eran elegidos por la totalidad de académicos del país.
Desde la época de fundación de la UES se habían impartido las cátedras de derecho y se habían graduado abogados; pero la Facultad de Derecho solo sería creada hasta el 19 de octubre de 1880 con el nombre oficial de Facultad de Jurisprudencia y Ciencias Políticas y Sociales, la cual cambiaría su denominación en 1918 por la de Facultad de Jurisprudencia y Ciencias Sociales. Pero otras fuentes discrepan en este asunto al aseverar que la fundación de la Facultad de Derecho se remonta al mismo año de nacimiento de la UES, y que la misma fue dividida poco antes de la aprobación de los estatutos publicados el 19 de octubre de 1880 en dos entidades distintas: la Facultad de Jurisprudencia y la Facultad de Ciencias Políticas y Sociales.
La Ley Orgánica y Reglamentaria de Instrucción Pública, que fue aprobada y publicada el 30 de enero de 1885 por el gobierno del presidente Rafael Zaldívar, anuló la autonomía universitaria al someter a la UES al Órgano Ejecutivo. Pero con la llegada del gobierno del presidente Francisco Menéndez, se aprobó el Acuerdo Ejecutivo del 12 de agosto de 1885, publicado en el Diario Oficial N.º 184, Tomo N.º 19, del 13 de agosto de 1885, que suspendió los efectos de esta normativa y volvió a declarar vigentes los estatutos emitidos el 14 de octubre de 1880, hasta que el 16 de febrero de 1886 fueron publicados los nuevos estatutos de la UES, con los cuales se le devolvía la autonomía universitaria a la alma mater. Sin embargo, otra fuente afirma de modo contradictorio que por medio de la Ley Orgánica y Reglamentaria de Instrucción Pública, que fue aprobada y publicada el 30 de enero de 1885 por el gobierno del presidente Rafael Zaldívar, se decidió sustituir a la UES y a las Universidades de Occidente y de Oriente, creadas estas últimas por el gobierno del presidente Santiago González en 1874, por un conjunto de escuelas profesionales totalmente independientes entre sí; pero que el 12 de agosto de 1885 el gobierno del presidente Francisco Menéndez suspendió los efectos de esta normativa y volvió a declarar vigentes los estatutos emitidos el 14 de octubre de 1880; y que finalmente, por los estatutos aprobados el 15 de febrero de 1886, la UES fue totalmente restablecida y se le otorgó autonomía universitaria; y que las escuelas profesionales, por su parte, quedaron definitivamente extinguidas; en tanto que las Universidades de Occidente y de Oriente, suprimidas por el gobierno del presidente Rafael Zaldívar en 1885, ya no reaparecieron. No obstante, el mismo gobierno del presidente Francisco Menéndez decidió suprimir posteriormente la autonomía universitaria mediante Decreto Ejecutivo del 26 de diciembre de 1887, publicado en el Diario Oficial N.º 303, Tomo N.º 23, del 28 de diciembre de 1887.
El gobierno del presidente Francisco Menéndez, una vez que suprimió la autonomía universitaria, intervino de lleno en la vida académica de la UES cuando creó laboratorios de medicina, química, farmacia y mineralogía; fundó los museos zoológico y mineralógico de antigüedades; estableció la biblioteca del rectorado; y cuando organizó varias expediciones científicas; entre otras actividades. Por Acuerdo Ejecutivo del 9 de diciembre de 1871, publicado en el Boletín Oficial N.º 34, Tomo N.º 1, del 16 de diciembre de 1871, el gobierno del presidente Santiago González decidió donar la Biblioteca Nacional a la Universidad de El Salvador; pero esa situación llegó a su fin cuando el gobierno del presidente Francisco Menéndez ordenó que la misma fuera separada de la alma mater, mediante Acuerdo Ejecutivo del 21 de septiembre de 1887, publicado en el Diario Oficial N.º 220, Tomo N.º 23, del 22 de septiembre de 1887.
El 20 de septiembre de 1889, la joven Antonia Navarro, estudiante de la Facultad de Ingeniería de la UES, defendió públicamente su tesis para optar al grado académico de Doctora en Ingeniería Topográfica, la cual se titulaba La luna de las mieses, convirtiéndose así en la primera mujer en obtener un título universitario en El Salvador y en toda Centroamérica.
El gobierno del presidente Rafael Zaldívar decidió sustituir a la UES por un conjunto de escuelas profesionales totalmente independientes entre sí; pero esa medida fue revertida por el gobierno del presidente Francisco Menéndez, el cual, curiosamente, propuso después este mismo proyecto de creación de las escuelas profesionales a la comunidad universitaria; pero este no se llevó a cabo ante la oposición de los miembros de la alma mater. No obstante, el 27 de junio de 1890 el gobierno del presidente Carlos Ezeta decidió suprimir el Consejo Superior de Instrucción Pública y el rectorado de la UES, creando en su lugar las escuelas profesionales, para hacer realidad, de esta manera, el sueño frustrado de Francisco Menéndez. De todos modos, esa medida fue derogada el 25 de septiembre de 1890, aunque volvería a aplicarse mediante decretos ejecutivos del 2 y 6 de abril de 1894, solo para ser anulada nuevamente el 16 de junio de 1894. Por otra parte, unos nuevos estatutos fueron aprobados para la UES el 14 de febrero de 1891.
Con la reorganización administrativa de la UES decretada por Ezeta el 2 de abril de 1894, el gobierno se encargó de nombrar los miembros de las juntas directivas de las facultades mientras estas promulgaban sus leyes orgánicas. El 6 de abril, los doctores José Trigueros y Ramón Bengoechea fueron nombrados respectivamente decanos de las facultades de Jurisprudencia y Medicina y Farmacia, quedando por el tiempo sin organización la Facultad de Ingeniería. El 20 de abril el gobierno accedió a la solicitud de Leon Goons e incorporó al ingeniero Marcos A. Letona de Sensuntepeque, quien había estudiado en la Universidad Católica de Lovaina, en Bélgica, a la aún no organizada Facultad de Ingeniería como ingeniero de construcciones civiles y mecánicas. La Facultad de Medicina y Farmacia se instaló el 10 de abril. El nombramiento de Bengoechea se volvió impopular con, según el nuevo decano, "alguno de [sus] comprofesores, como reducido número de [sus] alumnos," y provocó una huelga de estudiantes de medicina y farmacia. El decano presentó una renuncia al puesto así como de la cátedra de bacteriología y anatomía patológica el 12 de abril, pero no fue admitida por el gobierno de Ezeta. Luis Guevara, uno de los vocales suplentes de la junta directiva, renunció a su cargo el 24 de abril y fue reemplazado por el doctor Manuel Palomo. Al día siguiente, el gobierno emitió un acuerdo ejecutivo, dando a los alumnos en huelga de la Escuela de Medicina hasta el 15 de mayo para que regresen a sus clases, so pena de perder el curso y la suspensión de las clases; pero pocos días después, la Revolución de los 44 estalló en Santa Ana. Los Ezeta dejaron el país y el 10 de junio de 1894, el general Rafael Antonio Gutiérrez tomó la presidencia del país. El nuevo gobierno provisional anuló varias leyes de Ezeta y el 16 de junio, suprimió la reforma universitaria del 2 de abril y los nombramientos del 6 de abril, quedando restablecido el Consejo de Instrucción Pública y quedando el doctor Carlos Bonilla como rector de la UES.
El gobierno del presidente Rafael Antonio Gutiérrez, ante las críticas expresadas en su contra por la prensa estudiantil, decidió reformar el régimen disciplinario de la UES para prohibir a los estudiantes que publicaran escritos ofensivos contra las autoridades de la alma mater, con lo cual se tenía el pretexto legal para expulsar de la UES en los últimos días de 1897 a dos alumnos que eran los directores del periódico universitario "El Látigo": José Gustavo Guerrero y Vicente Trigueros. En apoyo a estos estudiantes sancionados, sus demás compañeros iniciaron una huelga a principios de 1898, por lo que la UES fue cerrada por el gobierno. Como respuesta a esta última acción de Rafael Antonio Gutiérrez, los alumnos acordaron fundar la "Universidad Libre de El Salvador", cuya existencia fue efímera por razones económicas, ya que solo funcionó del 19 de enero al 5 de febrero de 1898. Sin embargo, la rebeldía estudiantil se ganó la simpatía de la opinión pública, lo que obligó a Rafael Antonio Gutiérrez a rectificar su conducta, reabriendo la alma mater y otorgándole la autonomía universitaria mediante Decreto Ejecutivo del 28 de septiembre de 1898, publicado en el Diario Oficial N.º 232, Tomo N.º 45, del 29 de septiembre de 1898, el cual nunca fue aplicado por impedirlo el golpe de Estado del 14 de noviembre de 1898 que llevó a ocupar el despacho presidencial al general Tomás Regalado y que obligó a cerrar la UES nuevamente. Con su llegada al poder, la UES fue abierta de nuevo mediante decreto ejecutivo del 7 de enero de 1899 y se revisaron sus estatutos; pero la autonomía universitaria ya no reapareció, debido a que por medio del Decreto Ejecutivo del 31 de enero de 1899, publicado en el Diario Oficial N.º 26, Tomo N.º 46, del 31 de enero de 1899, el nuevo gobierno decidió anular los efectos de esa medida; y a la vez, dispuso mediante acuerdo ejecutivo aprobado y publicado en esa misma fecha en el Diario Oficial, que el rector, el secretario y el fiscal de la UES, serían nombrados por el Órgano Ejecutivo; mientras que los miembros del Consejo de Instrucción Pública serían elegidos por todos los académicos de la alma mater.

### SigloXX

#### La UES en las tres primeras décadas de la nueva centuria

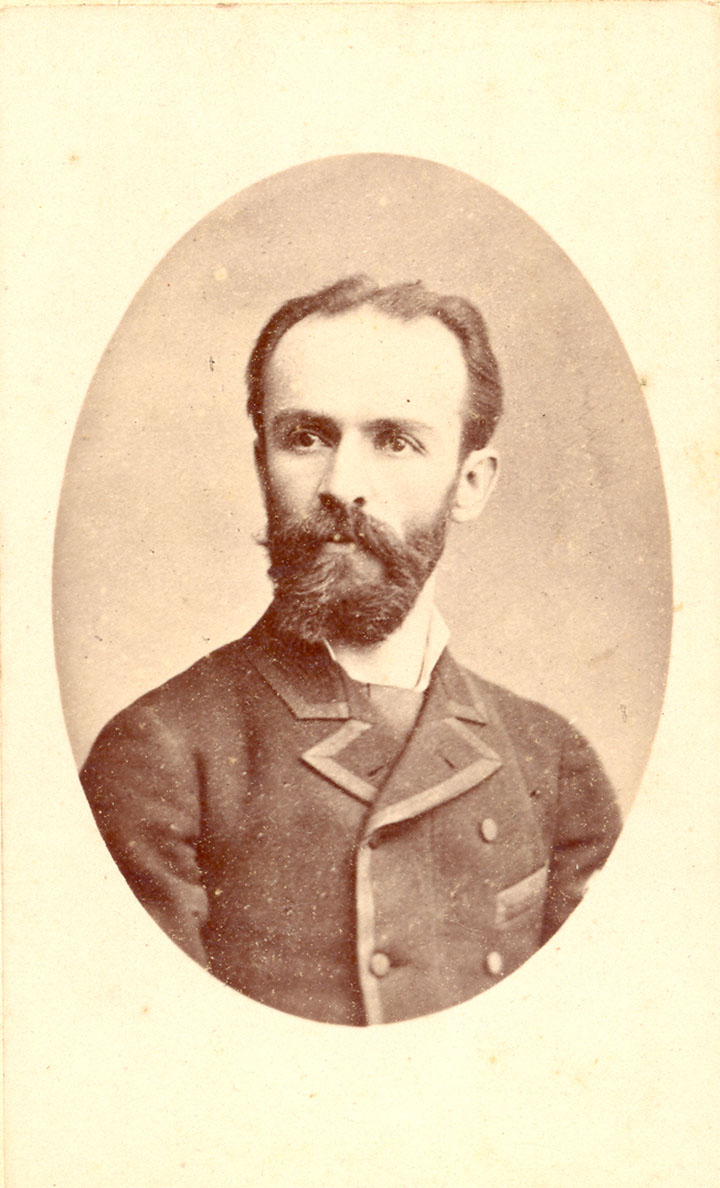
Dr. Emilio Álvarez Lalinde, médico colombiano graduado de la Universidad de El Salvador.

Positivistas como Gerardo Barrios, David J. Guzmán y Santiago I. Barberena, transformaron la Universidad de El Salvador a partir de 1860 y se dio más énfasis en la profesión y la experimentación. El pensamiento positivista fue dominante hasta el principio del siglo XX y es hasta 1910 que se regresó al humanismo y vitalismo. En esa época reaccionaron al positivismo personajes como Alberto Masferrer, Francisco Gavidia y Salarrué. La Universidad de El Salvador comenzó a romper con el énfasis profesionista en 1944 mediante una revolución educativa que priorizó el desarrollo académico de su planta docente y sus bibliotecas; democratizó el ingreso universitario, invitó a distinguidos profesores visitantes y realizó un amplio programa de investigaciones científicas, que dio un alto grado de prestigio a la Universidad de El Salvador a nivel internacional. Este período histórico es recordado como “la época de oro de la UES”.
Por Decreto Legislativo del 14 de marzo de 1901, publicado en el Diario Oficial N.º 140, Tomo N.º 54, del 13 de junio de 1903, fueron suprimidos el Consejo de Instrucción Pública y el rectorado de la UES, estableciéndose en su lugar las escuelas profesionales. Fue por eso por lo que el presidente Pedro José Escalón, en su mensaje leído ante el congreso salvadoreño en 1905, expresó que las facultades profesionales organizadas en virtud del decreto legislativo de disolución de la UES funcionaban con toda regularidad. De este modo, la UES fue sustituida por esta clase de instituciones educativas durante casi seis años, hasta que finalmente fue restablecida a partir del 1 de enero de 1909 mediante Decreto Ejecutivo del 15 de diciembre de 1908, publicado en el Diario Oficial N.º 296, Tomo N.º 65, del 17 de diciembre de 1908. Así pues, el gobierno de la UES quedó establecido por el rector, los catedráticos de la respectiva facultad y el secretario, quien haría las veces de fiscal. Todos constituían lo que se denominó Consejo Directivo que intervendría en los respectivos asuntos de cada facultad. El 24 de febrero de 1913 se publicaron los nuevos estatutos de la UES y el 1 de marzo de 1913 fue inaugurado el edificio de la Escuela de Medicina. Pero en 1914 el gobierno de la UES fue reestructurado en un Consejo Universitario compuesto por el rector, secretario general, decanos y secretarios de las facultades (llamadas oficialmente "escuelas"), dos catedráticos designados por sus respectivas juntas directivas y un fiscal.
Al amparo de la Ley Orgánica y Reglamentaria de Instrucción Pública, que fue aprobada y publicada el 30 de enero de 1885 por el gobierno del presidente Rafael Zaldívar, se aprobó un nuevo plan de estudios universitarios que incluyó por primera vez la profesión especial de dentista que estaría adscrita a la Facultad de Medicina, el cual no pudo ser aplicado debido a la caída de Rafael Zaldívar ante el triunfo del movimiento insurreccional que llevó al poder a Francisco Menéndez en ese mismo año, si bien en este nuevo gobierno se gestionó el restablecimiento de los estudios de dentista. Pero fue durante el gobierno del presidente Tomás Regalado cuando se emitió el decreto ejecutivo del 15 de diciembre de 1889 que establecía como anexo a la Facultad de Medicina la profesión especial de dentista. Este decreto ejecutivo comenzó a regir a partir del 1 de enero de 1900. Y fue así como se creó el Gabinete Dental que se convertiría en la Facultad de Odontología el 27 de diciembre de 1920 con el doctor José Llerena como su primer decano. Pero otra fuente, de modo diverso, sostiene que durante el gobierno del presidente Francisco Menéndez fue emitido un decreto ejecutivo de fundación de lo que ahora es la Facultad de Odontología de la UES, el cual, sin embargo, solo comenzó a ser aplicado a partir del día 16 de diciembre de 1899 mediante orden aprobada por el presidente Tomás Regalado, a petición del rector Ricardo Moreira; que las clases iniciaron el día 2 de enero de 1900; que no obstante, la actual Facultad de Odontología funcionó durante sus primeros años como un Gabinete Dental que estaba adscrito a la Facultad de Medicina, en una época en que la profesión de odontólogo era ejercida por salvadoreños que se habían graduado en el extranjero; que el Gabinete Dental se transformó en la Facultad de Odontología en 1920, siendo nombrado el doctor José Llerena como su primer decano y el título que se concedía a los graduados pasó de ser de dentista al de cirujano dentista; y que en 1958 la Facultad de Odontología se trasladó a la Ciudad Universitaria.
Por Acuerdo Ejecutivo del 1 de junio de 1915, publicado en el Diario Oficial N.º 126, Tomo N.º 78, del 1 de junio de 1915, el gobierno del presidente Carlos Meléndez expresaba que había adquirido del doctor Alberto Luna un número considerable de documentos históricos relativos a Centroamérica, y considerando que era conveniente que tan importantes documentos se conservaran lo más cuidadosamente posible, decidió establecer un Archivo Histórico en la UES, el cual que estaría bajo la inmediata dependencia, vigilancia y responsabilidad del rector.
En 1918 fue fundado el periódico universitario "Opinión Estudiantil", como un medio de comunicación crítico de los alumnos de la UES hacia las actuaciones del gobierno. Entre sus primeros redactores se encontraban Inocente Rivas Hidalgo, Rafael Angulo Alvarenga, Alfonso Rochac, Raúl Gamero, Maximiliano Patricio Brannon, Miguel Ángel Alcaine y Rafael Antonio Carballo.
En 1919 los estudiantes de medicina de la UES realizaron varias acciones de protesta contra la Compañía del Tranvía en San Salvador y Santa Tecla por aumentar el pasaje de un día para otro y por haber sido rechazados brutalmente por los conductores. Las medidas tomadas en represalia por los estudiantes terminaron con la quema de un tranvía y la destrucción de otros en diversas zonas de la capital. Al final el servicio de tranvías mejoró y los empleados trataron a los usuarios con más consideración y respeto.
Durante la época de la Dinastía Meléndez-Quiñones, la UES estuvo sujeta al Órgano Ejecutivo. Sin embargo, en este tiempo hubo una gran actividad académica y cultural en la UES. Por estos años se llevó a cabo la celebración de concursos literarios, científicos, históricos y artísticos. Por decreto ejecutivo del 6 de abril de 1916 se crearon cursos breves con el propósito de hacer que la enseñanza universitaria fuera más intensiva y extensiva. También se establecieron en la UES premios para certámenes estudiantiles. Además de esto, se abrió un concurso de música; se inauguraron exposiciones de pinturas; se realizó una campaña contra el analfabetismo; se protegieron y se fomentaron los estudios históricos; se abrió una exposición del libro y del periódico; se conocieron los nombramientos de los primeros títulos de académicos honorarios: Alberto Masferrer, en ensayo y periodismo, y Roberto Archibald Lambert y Friedich Fulleborn, en Ciencias Naturales; fue creado por decreto ejecutivo del 15 de marzo de 1923 el Centro Editorial Universitario con la misión de publicar obras científicas, literarias y artísticas de autores nacionales; y finalmente se promovieron en la UES ciclos de conferencias sobre los temas más variados.
Con la llegada del gobierno del presidente Pío Romero Bosque, el parlamento salvadoreño, a iniciativa de los estudiantes de la UES, levantó el estado de sitio que se mantenía en el país por ese tiempo; mientras que el nuevo gobierno decidió otorgarle la autonomía universitaria a la UES por medio del Decreto Ejecutivo del 23 de mayo de 1927, publicado en el Diario Oficial N.º 115, Tomo N.º 102, del 23 de mayo de 1927. De este modo, se estableció que la UES estaba constituida por las distintas facultades federadas, que serían gobernadas por sus respectivos decanos, pero teniendo al rector, que sería nombrado por el Órgano Ejecutivo, como jefe general; en tanto que los decanos serían elegidos por el cuerpo de profesores, pero quedándole al Órgano Ejecutivo el derecho de dictar la última palabra. No obstante este ligamen de dependencia al gobierno, el presidente Pío Romero Bosque nunca intervino en los asuntos internos de la UES.
En 1927, durante el gobierno del presidente Pío Romero Bosque, fue creada la Asociación General de Estudiantes Universitarios Salvadoreños (AGEUS). Entre sus fundadores se encontraban Alfonso Luna, Mario Zapata y Agustín Farabundo Martí, quienes fueron fusilados por el gobierno del presidente Maximiliano Hernández Martínez el 1 de febrero de 1932, por considerar que eran los líderes del levantamiento campesino que había ocurrido a mediados del mes pasado en la zona occidental del país. La AGEUS fue disuelta finalmente en el año 2000. No obstante, las autoridades de la UES mantuvieron la esperanza del resurgimiento de la AGEUS, ya que en el artículo 82-C del Reglamento General de la Ley Orgánica de la UES de 2001, agregado al texto original de ese cuerpo normativo mediante una reforma aprobada el 6 de junio de 2003, se expresa que a nivel general de la alma mater se reconoce la existencia de una sola asociación general representativa de los intereses de los estudiantes de la UES, la cual se denominará Asociación General de Estudiantes de la Universidad de El Salvador, que se abreviará "AGEUS", y que se constituirá de carácter federativo por las asociaciones generales de cada una de sus doce facultades. Y por su parte, el artículo 8 del Reglamento de la Gestión Académico-Administrativa de la Universidad de El Salvador, aprobado en 2013, dispone que el Comité de Ingreso Universitario estará integrado por el Vicerrector Académico, quien lo coordinará; los Vicedecanos, el Secretario de Asuntos Académicos y dos representantes estudiantiles designados por la Asociación General de Estudiantes de la Universidad de El Salvador; y que mientras esta última no esté constituida y registrada legalmente, la representación estudiantil será asumida por dos representantes estudiantiles designados, uno por el Consejo Superior Universitario y otro por la Asamblea General Universitaria y sus respectivos suplentes.

#### La UES durante la dictadura militar de Maximiliano Hernández Martínez

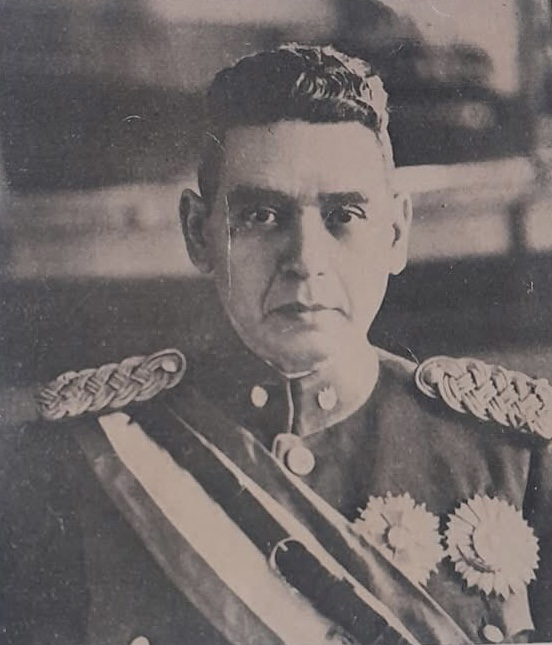
El general Maximiliano Hernández Martínez gobernó El Salvador entre 1931 y 1944 en calidad de dictador y fue el presidente que inauguró el período de gobiernos militares y autoritarios en este país por casi 50 años.

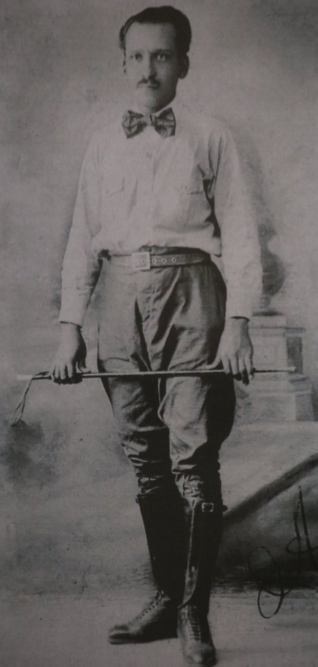
La Asociación General de Estudiantes Universitarios Salvadoreños (AGEUS) fue una organización estudiantil de la Universidad de El Salvador (UES). Entre sus fundadores se encontraban los estudiantes universitarios Alfonso Luna, Mario Zapata y Agustín Farabundo Martí, quienes fueron fusilados por el gobierno del presidente Maximiliano Hernández Martínez el 1 de febrero de 1932, por considerar que eran los líderes del levantamiento campesino que había ocurrido a mediados del mes pasado en la zona occidental de El Salvador.

El gobierno del presidente Maximiliano Hernández Martínez, después de reprimir brutalmente el levantamiento campesino de 1932, decidió suprimir la autonomía universitaria que gozaba la UES desde el 23 de mayo de 1927, argumentando que se había convertido en un foco de comunistas. Esta medida fue tomada mediante Decreto Ejecutivo del 2 de febrero de 1932, publicado en el Diario Oficial N.º 27, Tomo N.º 112, del 2 de febrero de 1932. La UES permaneció en manos del Órgano Ejecutivo hasta el 1 de mayo de 1933, cuando accedió a devolverle la autonomía universitaria, que no pasaría de ser puramente teórica, por medio del Decreto Ejecutivo del 2 de mayo de 1933, publicado en el Diario Oficial N.º 100, Tomo N.º 114, del 6 de mayo de 1933. El gobierno del presidente Maximiliano Hernández Martínez le otorgó un aumento presupuestario a la alma mater, y al mismo tiempo, por medio de la expulsión de la UES, tomó medidas represivas contra los estudiantes que querían ejercer el derecho de representatividad y de organización gremial dentro de ella. La Asociación General de Estudiantes Universitarios Salvadoreños (AGEUS), entre tanto, era controlada y espiada. Los alumnos iniciaron por ese tiempo un movimiento destinado a obtener representación en el gobierno de la UES, y al final, consiguieron el derecho de presenciar a regular distancia las sesiones de las autoridades universitarias, pero sin voz ni voto. Pero otra fuente, de modo discrepante, expresa que el 15 de julio de 1936 fue aprobado un decreto ejecutivo de reformas a los estatutos de la UES, en ese entonces vigentes, en donde se reconocía, con voz y voto, el derecho de representación estudiantil en los órganos de gobierno de la alma mater. El aumento presupuestario otorgado para la UES entre 1931 y 1935 ha sido interpretado como efecto de una red clientelar organizada por este mandatario con el objeto de mantenerse en el poder, y con esta medida buscaba tener una relación armónica con la UES para que ella fuera una base de apoyo a su régimen militar. Sin embargo, a partir de 1935 la asignación presupuestaria para la UES es drásticamente reducida, debido a que la red clientelar se había ampliado y la propia UES dejó de ser importante para legitimar a este gobierno.
En abril de 1936 el gobierno del presidente Maximiliano Hernández Martínez ordenó buscar y comprar un terreno para construir una Ciudad Universitaria. El 12 de octubre de 1937 se decidió adquirir la hacienda o "Finca San Carlos", pero como no tenía buen acceso, se abrió el Parque Escobar, donde se ubicaría después el Hospital de Maternidad, y se prolongó la 25 Avenida Norte con la denominación de Avenida Universitaria, aunque después llevaría el nombre del doctor José Gustavo Guerrero. El 4 de diciembre de 1937 los apoderados legales de la UES firman el contrato de compraventa de veinte manzanas de la Finca San Carlos para construir en ese terreno la futura Ciudad Universitaria. Un poco más tarde, en julio de 1949, la UES compró al Instituto de Vivienda Urbana otra parte de la Finca San Carlos; y en 1966 realizó una nueva adquisición de terreno.
En el artículo 54 de la Constitución del 20 de enero de 1939, que había sido emitida principalmente para permitir la reelección presidencial de Maximiliano Hernández Martínez, se dispuso que los establecimientos educativos costeados o subvencionados con fondos públicos serían organizados y controlados directamente por el Órgano Ejecutivo, con lo cual quedaba anulada de nuevo la autonomía universitaria de la UES; si bien las mismas fuentes referidas a la historia de la alma mater citan erróneamente al artículo 155 de esa Ley Fundamental, que realmente se ocupaba de la administración de los fondos públicos. Posteriormente, la misma Asamblea Constituyente que aprobó esa Ley Suprema, en consonancia con dicha disposición constitucional, estableció que el Órgano Ejecutivo asumiría la organización y control de la Universidad de El Salvador, mediante Decreto Legislativo N.º 16, del 25 de enero de 1939, publicado en el Diario Oficial N.º 21, Tomo N.º 126, del 27 de enero de 1939. Pero curiosamente, al final de la publicación de dicho cuerpo legal se omitió consignar la mención de uno de los ministros del gobierno de esa época, y para enmendar tal error, ese mismo decreto legislativo fue publicado nuevamente en el Diario Oficial N.º 39, Tomo N.º 126, del 18 de febrero de 1939. Como muestra de inconformidad, el rector Sarbelio Navarrete criticó esa disposición constitucional y renunció a su cargo público en la UES como señal de protesta por la pérdida de la autonomía universitaria.
Por Decreto Legislativo N.º 2, del 15 de febrero de 1941, publicado en el Diario Oficial N.º 38, Tomo N.º 130, del 15 de febrero de 1941, el congreso salvadoreño declaró días de fiesta nacional el 16, 17 y 18 de febrero de 1941, con motivo del primer centenario de la fundación de la Universidad de El Salvador, aunque las celebraciones duraron dos días más, y el 19 de febrero de 1941 se inauguró la Avenida Universitaria.
En abril de 1944, los estudiantes de la UES organizaron la "Huelga de Brazos Caídos" que obligó al presidente Maximiliano Hernández Martínez a renunciar al poder en mayo de ese mismo año.

#### La UES rumbo a la constitucionalización de su autonomía universitaria
En la gestión del rector Carlos A. Llerena (1944-1950) se aprobó la fundación de la Facultad de Ciencias Económicas (7 de febrero de 1946), de la Facultad de Humanidades  (13 de octubre de 1948) y del Instituto Tropical de Investigaciones Científicas (creado en 1948 o en 1950, según diversas fuentes, y sustituido en 1963 por otra dependencia universitaria), en las ramas de Ciencias Naturales, Biología, Geología, Química, Geofísica, Oceanografía, Astronomía, Meteorología, Patología Tropical y Arqueología Precolombina.
La Facultad de Ciencias Económicas fue fundada el 7 de febrero de 1946. Sus primeros 182 estudiantes fueron recibidos el 16 de mayo de 1946. Su primer decano en funciones fue el doctor David Rosales. En el mismo año de su fundación se empezaron a impartir las cátedras de Historia Económica General, Elementos de Sociología y Filosofía, Nociones Generales de Derecho, y Matemáticas Preparatorias (Álgebra). A finales de 1965 se termina la construcción del edificio destinado para albergar a la Facultad de Ciencias Económicas en la Ciudad Universitaria.
La Facultad de Humanidades fue creada el 13 de octubre de 1948 y su primer decano fue el doctor Julio Enrique Ávila. Originalmente estaba organizada por las escuelas de Filosofía y Letras, Ciencias de la Educación y la de Matemáticas y Ciencias Exactas. Pero en 1955 experimentó su primera reestructuración. El 1 de marzo de 1969 se convirtió en la Facultad de Ciencias y Humanidades.
Por otra parte, en 1949 se iniciaron los trabajos de construcción de la Ciudad Universitaria en el antiguo terreno de la Finca San Carlos.
Gracias a las gestiones del rector de la UES, Carlos A. Llerena, y del secretario de educación pública, el gobierno provisional del presidente Andrés Ignacio Menéndez emitió el Decreto Ejecutivo N.º 9, del 27 de julio de 1944, publicado en el Diario Oficial N.º 170, Tomo N.º 137, del 29 de julio de 1944, con el cual le otorgaba la autonomía universitaria a la UES. Sin embargo, esta situación hizo comprender a los estudiantes y profesores de la UES que la autonomía universitaria debía estar incorporada en el texto constitucional para que su existencia no dependiera de la voluntad de los gobiernos de turno manifestada mediante frágiles y efímeros decretos ejecutivos. Por esta razón, los estudiantes de la UES lucharon para que la autonomía universitaria tuviera reconocimiento constitucional. Y sus esfuerzos fueron coronados con el éxito cuando se estableció en el artículo 205 de la Constitución del 7 de septiembre de 1950 la autonomía universitaria para la UES en los aspectos docente, administrativo y económico. Los estudiantes de la UES le solicitaron a la Asamblea Constituyente de 1950, en primer lugar, que reconociera la autonomía universitaria de la alma mater en los aspectos docente, administrativo y económico, y por otra parte, que otorgara también el dos y medio por ciento de asignación presupuestaria para ella, ya que estimaban que el uno y medio por ciento que recibía por ese entonces era insuficiente para cubrir sus necesidades; pero esta última propuesta no fue incluida en el nuevo texto constitucional. No obstante, esta disposición permaneció sin variantes en el artículo 204 de la Constitución del 8 de enero de 1962. En 1951 se aprobaron la Ley Orgánica y el Estatuto Orgánico de la UES. Con estos nuevos instrumentos jurídicos, los estudiantes consiguieron una representación proporcional con la de las autoridades y docentes en el gobierno de la UES.

#### La UES en la mitad delsigloXX
El rector Carlos A. Llerena, quien estaba al frente de la dirección de la UES desde 1944, fue reelegido el 19 de julio de 1950 para un nuevo período de gestión, pese a la oposición de los estudiantes a su nuevo nombramiento. Algunos alumnos se tomaron el edificio de la UES en señal de protesta. Las autoridades universitarias, por su parte, solicitaron la intervención de los cuerpos de seguridad para recuperar el local ocupado por los estudiantes. Así las cosas, el 3 de agosto de 1950, los agentes policiales entraron a las instalaciones universitarias por un "boquete" abierto en el edificio del correo nacional y apresaron a los alumnos que se encontraban en su interior. Ante este hecho, los estudiantes de la UES se fueron a la huelga, y fue esta última medida de presión, sumada al impacto mediático que comenzaba a tener el movimiento estudiantil, lo que finalmente obligó al rector Carlos A. Llerena a interponer su renuncia el 13 de septiembre de 1950.
Desde la década de 1950, la Universidad de El Salvador se convirtió en el principal referente de pensamiento de la izquierda salvadoreña y fue uno de los núcleos más importantes de oposición a los gobiernos autoritarios y militaristas del país, y fue por esta actitud por la que muchos de sus estudiantes y catedráticos fueron víctimas de la represión militar.
En la Ciudad Universitaria, a principios de 1955, ya se había concluido con la construcción de los dos edificios del Instituto Tropical de Investigaciones Científicas; y en junio de ese mismo año, finalmente, se entregó también el edificio de la Facultad de Jurisprudencia y Ciencias Sociales completamente terminado.
El edificio de la UES, cedido permanentemente por el gobierno del presidente Rafael Zaldívar el 18 de septiembre de 1878, fue consumido por un incendio desatado en la noche del 9 de noviembre de 1955. A raíz de este siniestro, la UES se instaló en el antiguo edificio de las Madres del Sagrado Corazón, el cual era un colegio católico. Conmocionado por esta tragedia, el parlamento salvadoreño declaró un día de duelo nacional por la destrucción del antiguo edificio de la UES, mediante Decreto Legislativo N.º 1980, del 10 de noviembre de 1955, publicado en el Diario Oficial N.º 208, Tomo N.º 169, del 11 de noviembre de 1955.
En 1958, durante el período de gestión del rector Romeo Fortín Magaña, fue creada la Editorial Universitaria de la UES y se nombró a Benjamín Cisneros como su primer director, quien vendió a la UES la maquinaria, el equipo, el terreno y el edificio de lo que se llamó Editorial Universitaria, aunque sería sustituido en ese mismo año por el escritor Ítalo López Vallecillos; pero otra fuente expresa que la Editorial Universitaria nació en 1957 cuando Benjamín Cisneros vendió su Imprenta Cisneros a la UES, y que fungió como su primer director, aunque al año siguiente fue reemplazado por Ítalo López Vallecillos.

#### La UES durante la era de las primeras intervenciones militares
El 2 de septiembre de 1960, por orden del presidente José María Lemus, cuerpos de seguridad ingresaron violentamente a la UES, cuya intervención militar concluyó con la golpiza y captura del rector, Dr. Napoleón Rodríguez Ruiz, así como de otras personas que se encontraban en el lugar, resultando también un empleado universitario muerto y varios miembros de la comunidad universitaria heridos como consecuencia de estos hechos. 
El gobierno del presidente Julio Adalberto Rivera se distinguió por un apoyo sustancial y un acercamiento a la UES, lo cual ha sido atribuido a la amistad de este mandatario salvadoreño con el rector Fabio Castillo Figueroa, quien fue su compañero de colegio. También se ha explicado que está relación armónica con la UES se mantuvo para evitar que ella se volviera un campo fértil para los grupos revolucionarios, para lo cual su gobierno procuró atraer a su lado a alumnos críticos con cargos públicos o becas para estudiar en el extranjero, y al mismo tiempo se preocupó por otorgar un aumento significativo a la asignación presupuestaria destinada para la UES. De cualquier manera, su gobierno sostuvo una relación menos conflictiva con la UES y hubo menos acciones represivas.

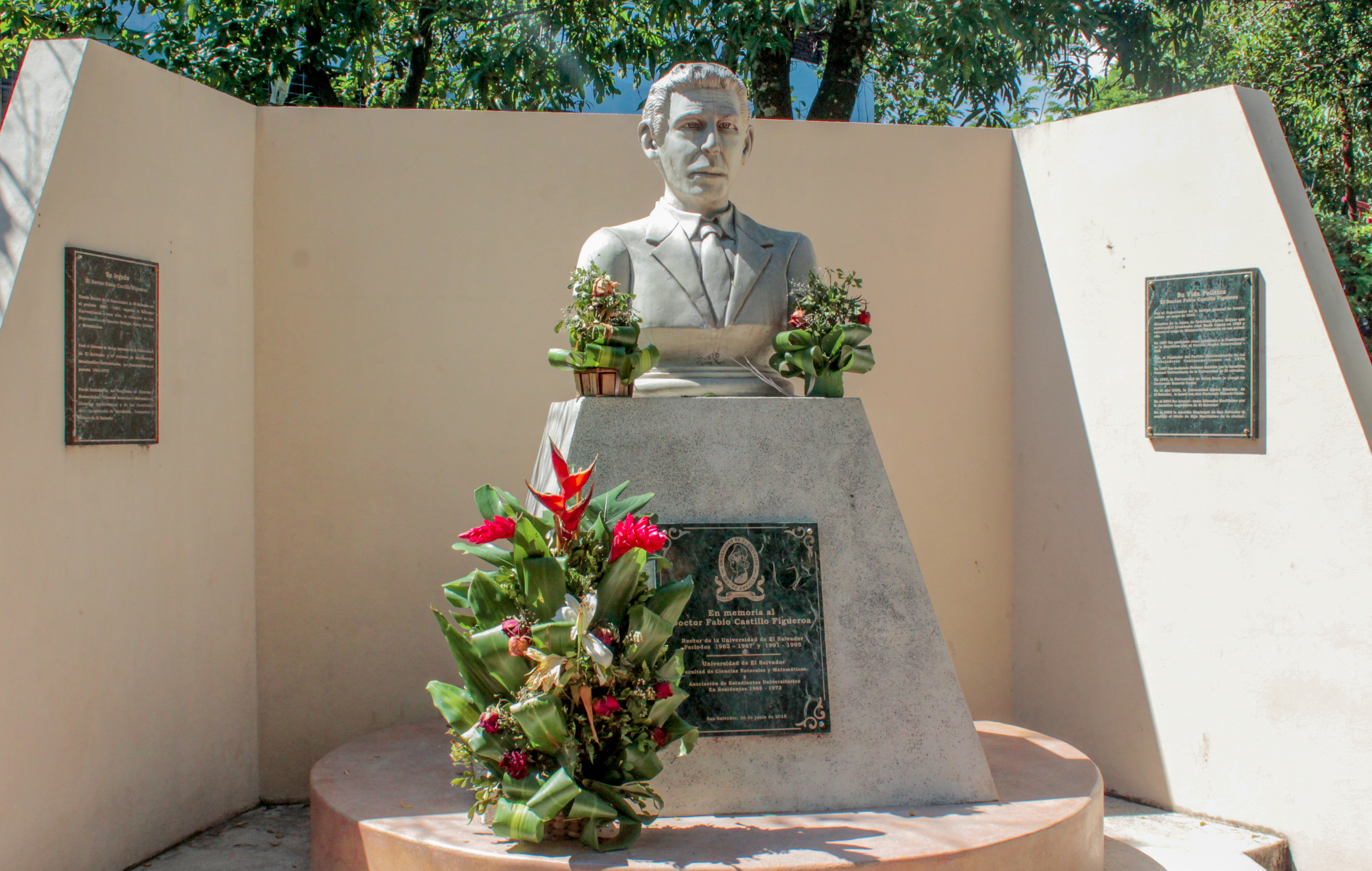
Busto del Dr. Fabio Castillo Figueroa, fundador de la Facultad de Ciencias Naturales y Matemática de la UES y primer secretario general del PRTC, el cual se organizó en direcciones locales en cada uno de los países centroamericanos.

En el período de gestión del rector Fabio Castillo Figueroa (1963-1967) se llevó a cabo un amplio plan de reforma universitaria en los aspectos académico, docente, de planificación, de extensión universitaria y bienestar estudiantil, y de participación de ayuda internacional y privada. Esta reforma universitaria se hizo con el objetivo de incorporar a la UES al desarrollo nacional.
El 21 de agosto de 1964 fue fundada la Facultad de Ciencias Agronómicas. Entre los recursos que ella pone a disposición de sus estudiantes se encuentra una estación experimental de 143 manzanas en San Luis Talpa, La Paz, con instalaciones para la agricultura, ganadería y agroindustria.
Pero el rector Fabio Castillo Figueroa fue visto siempre con recelo por la clase más conservadora del país. Su esfuerzo de establecer programas de cooperación con los países socialistas le causó muchos problemas fuera y dentro de la UES. Sus ideas generaron mucha oposición en la Facultad de Ingeniería y Arquitectura (FIA). Y su iniciativa de segregar la carrera de ingeniería agronómica de la FIA fue rechazada por las autoridades de la misma. Así pues, cuando el Consejo Superior Universitario (CSU) aprobó la creación de la Facultad de Ciencias Agronómicas, la Junta Directiva de la FIA tomó la decisión de separarse de la UES el 19 de noviembre de 1964, constituyéndose así en una facultad independiente de la alma mater. La Asamblea General Universitaria (AGU), en sesión extraordinaria celebrada el 3 de diciembre de 1964, destituyó al decano y a los demás miembros de la Junta Directiva de la FIA. Posteriormente, el Consejo Superior Universitario (CSU) nombró a un decano en funciones y reemplazó a los directores de las escuelas de la FIA. En esta crisis institucional, los estudiantes y docentes favorables a la escisión de la FIA ocuparon el edificio de la administración académica de ésta, aunque posteriormente sería tomado por los alumnos y profesores contrarios a este cisma, lo cual daría paso el 3 de enero de 1965 a un tiroteo intenso provocado por el decano destituido de la FIA contra estos últimos ocupantes del referido edificio. Para acabar con el problema de la secesión de la FIA, el decano en funciones de ella y el fiscal universitario, con la autorización del rector Fabio Castillo Figueroa, solicitaron la intervención de la Guardia Nacional, la cual acabó rápida y eficazmente con el movimiento separatista.
El 16 de julio de 1965 fue creado el Centro Regional de Occidente. Pero solo iniciaría sus actividades al año siguiente de su fundación, con sede en la ciudad de Santa Ana, bajo el nombre oficial de Centro Universitario de Occidente. En abril de 1966 empiezan las gestiones administrativas, en mayo de 1966 abre sus puertas a los estudiantes en el auditórium del Colegio Bautista, y el 1 de abril de 1967 comienza a operar en su propio local. El 4 de junio de 1992 se convirtió en la Facultad Multidisciplinaria de Occidente. Y por su parte, el 17 de junio de 1966 fue creado el Centro Universitario de Oriente con sede en la ciudad de San Miguel, el cual inició sus actividades en diferentes locales alquilados. El 4 de junio de 1992 se transformó en la Facultad Multidisciplinaria Oriental.
El gobierno del presidente Santiago González había fundado en 1874 las Universidades de Occidente y de Oriente, con sus respectivas sedes en las ciudades de Santa Ana y San Miguel. Pero con la decisión del gobierno del presidente Rafael Zaldívar de suprimir estas dos universidades públicas en 1885, la UES volvió a ser hasta 1965 la única institución de estudios superiores del país y la que concentraba la mayor parte de la comunidad intelectual de El Salvador. En ese año se autorizó la creación de la primera universidad privada del país: la Universidad Centroamericana José Simeón Cañas (UCA). Curiosamente, durante el gobierno del presidente José María Lemus fue aprobada la Ley General de Educación Universitaria mediante Decreto Legislativo N.º 3121, del 29 de agosto de 1960, publicado en el Diario Oficial N.º 158, Tomo N.º 188, del 29 de agosto de 1960, con la cual se permitía establecer en el país otras universidades públicas e incluso crear universidades privadas; pero esa normativa fue derogada por la Junta de Gobierno mediante Decreto Ley N.º 2, del 26 de octubre de 1960, publicado en el Diario Oficial N.º 198, Tomo N.º 189, del 26 de octubre de 1960. Se considera que las universidades privadas surgieron como una respuesta de los sectores conservadores de la sociedad salvadoreña, que buscaban una alternativa más acorde a su pensamiento, ante la línea progresista que adoptó la Universidad de El Salvador.
Para finales de los años 60 y principios de los 70, las diferentes oficinas de la UES se terminaron de instalar y comenzaron a funcionar en la nueva Ciudad Universitaria que demoró varios años en ser construida.
En la década de los setenta surgieron dentro de la UES grupos estudiantiles cercanos a los movimientos armados de izquierda revolucionaria como el ERP, FPL, PCS, PRTC, RN y FAL. El gobierno militar, por su parte, inició una campaña contra la comunidad universitaria, acusándola de ser un centro de adoctrinamiento marxista.
En 1970 estalló en la UES la "Huelga de Áreas Comunes", que en realidad fue una revuelta estudiantil que provocó la destitución de un decano, la renuncia de otros cuatro decanos, la del fiscal universitario, la del rector y la de un ministro del gobierno del presidente Fidel Sánchez Hernández, y que a la larga allanaría el camino para la intervención militar sufrida por la UES el 19 de julio de 1972.
Por sentencia definitiva del 18 de julio de 1972, pronunciada en el proceso de inconstitucionalidad con referencia número 1-71, y publicada en el Diario Oficial N.º 133, Tomo N.º 236, del 18 de julio de 1972, la Corte Suprema de Justicia declaró inconstitucionales las reformas del Estatuto Orgánico de la UES de 1951, aprobadas por el Consejo Superior Universitario en la sesión ordinaria N.º 504, del 29 de septiembre de 1970, y ratificadas en la sesión extraordinaria N.º 525, celebrada por el mismo organismo universitario el 10 de febrero de 1971, por considerar que eran contrarias a la Constitución del 8 de enero de 1962, debido a que no habían sido enviadas al Órgano Ejecutivo para su aprobación ni fueron publicadas en el Diario Oficial. Al día siguiente, por iniciativa del Órgano Ejecutivo, el congreso salvadoreño derogó la Ley Orgánica de la UES de 1951, alegando que las elecciones de autoridades universitarias efectuadas en 1971 conforme a las reformas estatutarias declaradas inconstitucionales eran nulas, y el gobierno del presidente Arturo Armando Molina, entre tanto, realizó una intervención militar contra las instalaciones de la UES.
Por medio del Decreto Legislativo N.º 41, del 19 de julio de 1972, publicado en el Diario Oficial N.º 134, Tomo N.º 236, del 19 de julio de 1972, el parlamento salvadoreño autorizó al Órgano Ejecutivo para intervenir militarmente en la Universidad de El Salvador a través del uso de los agentes de la Fuerza Armada, quienes utilizaron tanquetas y artillería pesada; quemaron muchas bibliotecas; efectuaron arrestos de cientos de personas en ese mismo día; y además, detuvieron a otras quince personas junto al rector de la Universidad de El Salvador, Rafael Menjívar, y al decano de la Facultad de Ciencias y Humanidades, Fabio Castillo Figueroa, quienes terminaron sufriendo un encarcelamiento y un posterior exilio forzado en Nicaragua.
El congreso salvadoreño, al mismo tiempo que derogó la Ley Orgánica de la UES de 1951, decidió crear una comisión ad hoc encargada de custodiar y administrar el patrimonio universitario. Dicha comisión ad hoc estaba integrada por un presidente, un secretario, un tesorero y dos asesores, de acuerdo a lo establecido por el Decreto Ejecutivo N.º 3, del 20 de julio de 1972, publicado en el Diario Oficial N.º 135, Tomo N.º 236, del 20 de julio de 1972.
La Universidad de El Salvador permaneció cerrada por un año, mientras el gobierno del presidente Arturo Armando Molina trató de eliminar a los intelectuales detrás de la oposición y el centro de la agitación estudiantil. Desde este trágico acontecimiento, el movimiento estudiantil se mantuvo trabajando desde la clandestinidad y organizando el trabajo reivindicativo que saldría a la luz pública un tiempo después. Posteriormente se aprobaron la Ley Orgánica de la UES de 1972 y los Estatutos de la UES de 1973. La UES fue entregada finalmente a las nuevas autoridades universitarias el 5 de julio de 1973.
El 18 de noviembre de 1976, la UES fue cerrada por las propias autoridades universitarias, luego de conocer la muerte de un custodio de la misma por cinco impactos de bala y de la detonación de artefactos explosivos. Ante la petición de un grupo de padres de familia encaminada a normalizar las actividades académicas en la UES, el gobierno del presidente Arturo Armando Molina decidió crear el Consejo de Administración Provisional de la Universidad de El Salvador (CAPUES). De esta manera, la UES fue abierta de nuevo en 1977 después de que se estableciera el CAPUES. Este organismo estatal, cuyas funciones debían terminar en 1978, fue erigido oficialmente por Decreto Legislativo N.º 247, del 31 de marzo de 1977, publicado en el Diario Oficial N.º 65, Tomo N.º 255, del 1 de abril de 1977, aunque su existencia sería prorrogada hasta 1982 mediante Decreto Legislativo N.º 363, del 22 de septiembre de 1977, publicado en el Diario Oficial N.º 186, Tomo N.º 257, del 7 de octubre de 1977. No obstante, poco tiempo después el CAPUES fue sustituido por un Consejo Directivo Provisional de la Universidad de El Salvador como un ente público que tendría el gobierno de la UES durante el plazo de transición para la elección y la toma de posesión de las nuevas autoridades universitarias en 1979, según lo dispuesto por el Decreto Legislativo N.º 108, del 19 de diciembre de 1978, publicado en el Diario Oficial N.º 236, Tomo N.º 261, del 19 de diciembre de 1978. El CAPUES estaba compuesto por el rector, el presidente de la Asamblea General Universitaria, los decanos de las diferentes facultades, el fiscal y el secretario general de la UES. Pero realmente fue la presión ejercida por los estudiantes universitarios lo que conseguiría que el gobierno del presidente Carlos Humberto Romero decidiera disolver el CAPUES el 19 de diciembre de 1978.
El 29 de octubre de 1979, varios estudiantes de la UES que participaban en un desfile bufo murieron al enfrentarse con los cuerpos de seguridad en las inmediaciones del Mercado Central de la capital.

#### La masacre estudiantil del 30 de julio de 1975

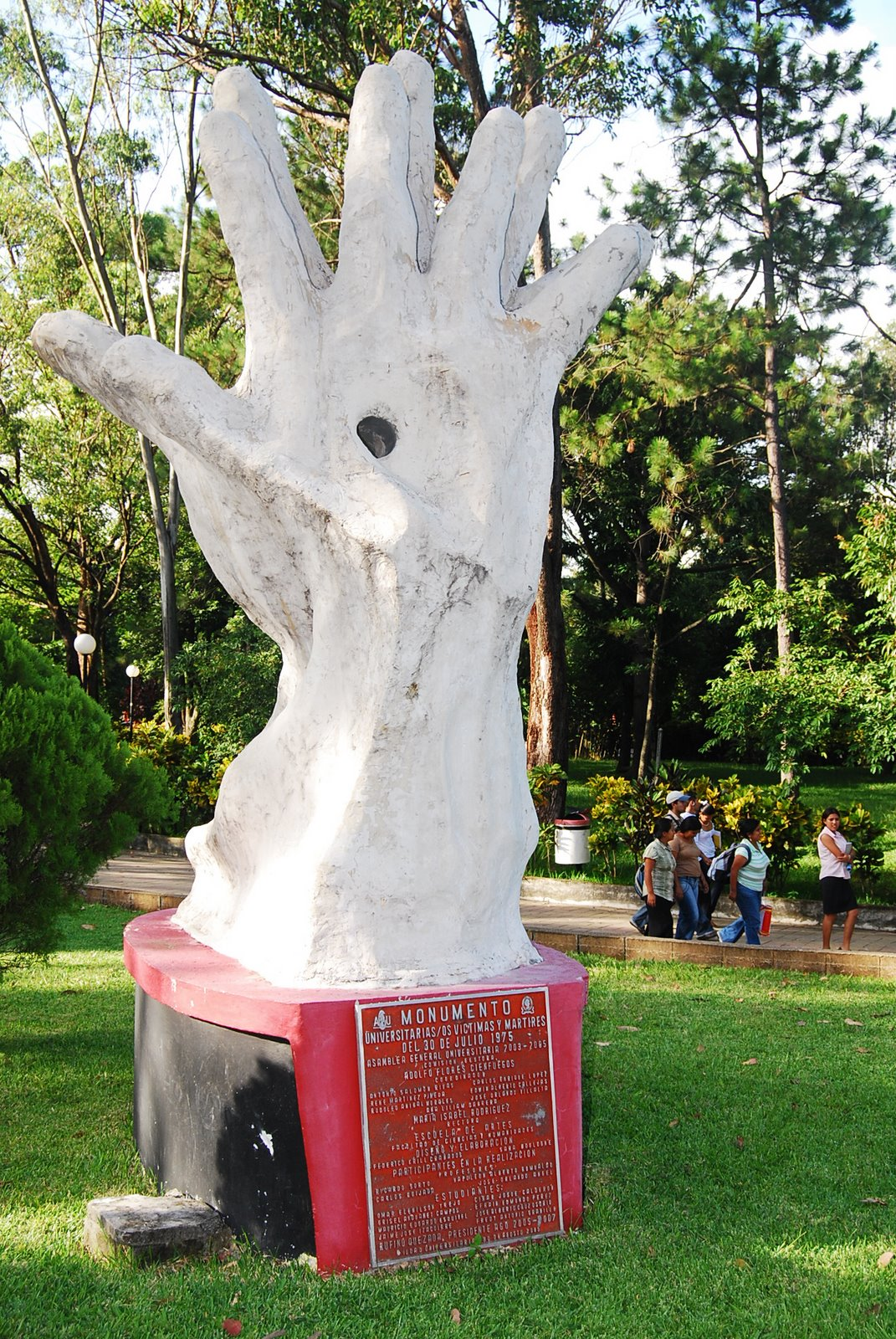
«Monumento Universitarios/as Víctimas y Mártires del 30 de julio 1975»: una de las esculturas dedicadas a los estudiantes asesinados durante una protesta a mediados de la década de 1970.

Existe una fecha de gran importancia y trascendencia que marcaría históricamente la vida de la comunidad universitaria: la masacre estudiantil suscitada el 30 de julio de 1975.
El 25 de julio de 1975 en el Centro Universitario de Occidente (actual Facultad Multidisciplinaria de Occidente), durante las fiestas patronales, los estudiantes se preparaban para montar un desfile “bufo”; acto artístico que consistía en disfrazarse de cualquier funcionario público de la época y parodiarlo ridículamente. Ese día los militares irrumpieron las instalaciones universitarias, aplicando la fuerza represiva y capturando a muchos estudiantes, lo cual provocó descontento y protesta en el estudiantado y la comunidad universitaria de aquella época.
Consecuentemente, la más importante manifestación pacífica social estudiantil que condenaba la intervención militar en Santa Ana, se produjo el 30 de julio de 1975, con una marcha que salió alrededor de las tres de la tarde, desde la Facultad de Ciencias y Humanidades, organizada por la Asociación General de Estudiantes Universitarios Salvadoreños (AGEUS) en la sede central, la cual tenía el objetivo de llegar hasta la Plaza Libertad del centro histórico de San Salvador. Durante el camino, se gritaron consignas contra el gobierno de Arturo Armando Molina y realizaron actividades “bufo”.
Cuando la marcha se encontraba a la altura del paso a dos niveles, ubicado en la 25 avenida norte, en frente del Hospital General del Instituto Salvadoreño del Seguro Social, y a dos cuadras del Hospital Rosales, un contingente militar de la Guardia Nacional, Policía Nacional y Policía de Hacienda, bajo órdenes del general Carlos Humberto Romero, embistió la marcha pacífica de jóvenes universitarios y de educación media, disparándoles con armas de grueso calibre, y aplastándolos con tanquetas. La marcha se convirtió en una frenética retirada por salvar la vida. Muchos estudiantes se lanzaron del puente, resultando con fracturas graves, mientras que otros, impactados por las balas cayeron bajo las orugas de los tanques de guerra, y algunos huían heridos, mientras que los demás sobrevivientes se replegaron en un frenesí.
El número exacto de universitarios fallecidos no se conoce hasta la fecha, aunque algunas versiones de sobrevivientes argumentan que las muertes ascendieron a más de cien. Sin embargo, este bélico acontecimiento no detuvo a los estudiantes en la organización y preparación del trabajo reivindicativo por la justicia social del país. La masacre estudiantil del 30 de julio de 1975 ha pasado a ser un genocidio más en la impunidad de los tiempos porque los asesinos intelectuales y materiales nunca fueron enjuiciados.
Como recuerdo de este evento histórico, en el artículo 82-G del Reglamento General de la Ley Orgánica de la UES de 2001, agregado a su texto original mediante una reforma aprobada el 28 de julio de 2006, se expresa que la alma mater reconoce el día 30 de julio de cada año como "Día del Estudiante de la Universidad de El Salvador"; y que asimismo, proveerá los recursos económicos para que se promuevan actos socioculturales en conmemoración de esa fecha.

#### La UES durante el conflicto armado de los años 80 y en la época de la posguerra

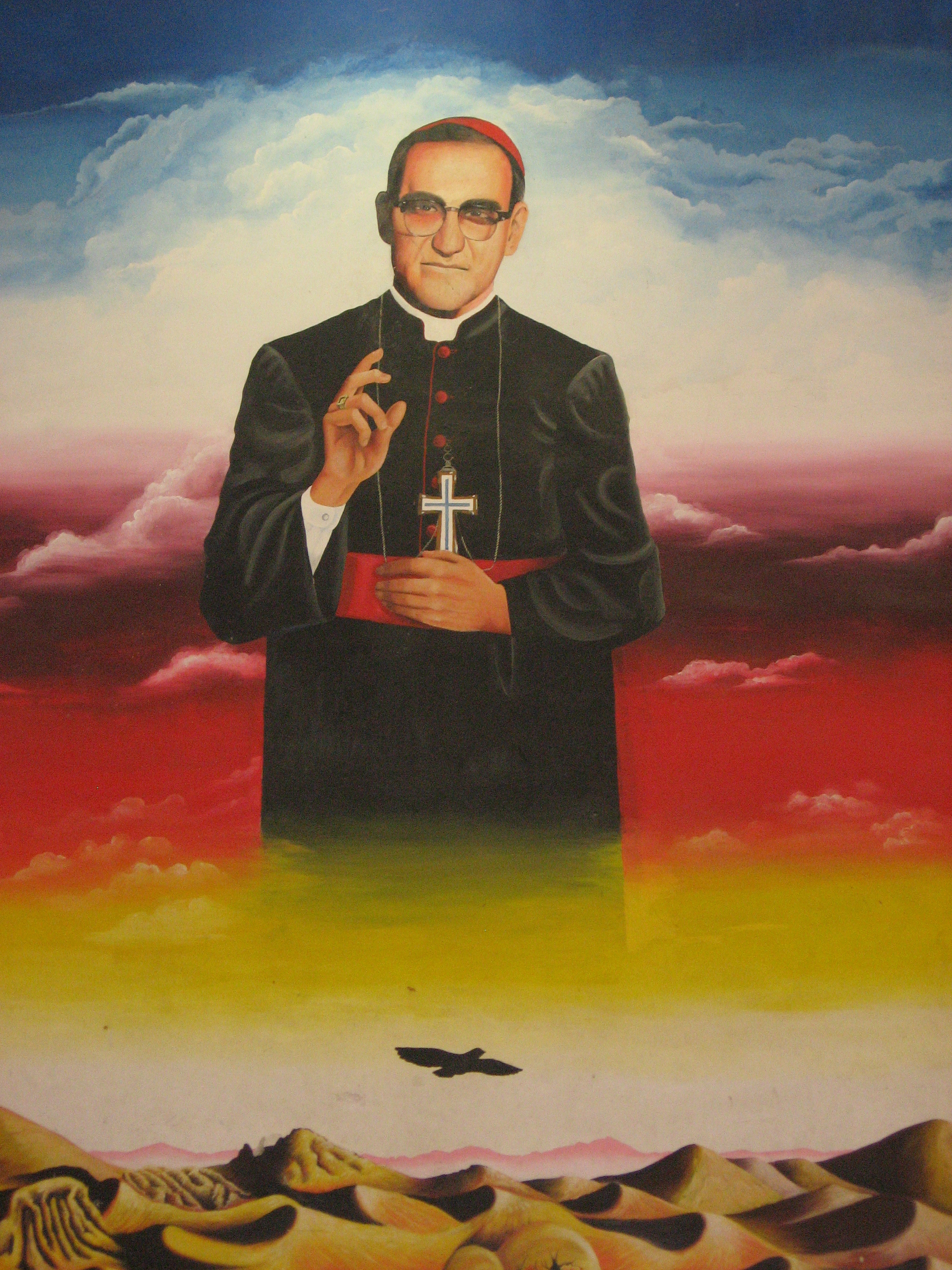
Mural de Óscar Arnulfo Romero en la Facultad de Jurisprudencia y Ciencias Sociales.

El 26 de junio de 1980, por orden de la Junta Revolucionaria de Gobierno, la Universidad de El Salvador fue ocupada nuevamente por la Fuerza Armada, iniciándose un período de cuatro años de exilio de la comunidad universitaria, que se convertiría en la intervención militar más prolongada de la historia de la UES. La UES conmemora cada 26 de junio como el "Día del Trabajador Universitario" en recuerdo de ese hecho histórico. El 28 de octubre de 1980, el rector Félix Ulloa fue atacado con arma de fuego a escasos metros de la sede central de la UES, muriendo al día siguiente a consecuencia de la gravedad de las lesiones sufridas. Por Decreto Ley N.º 603, del 27 de febrero de 1981, publicado en el Diario Oficial N.º 40, Tomo N.º 270, del 27 de febrero de 1981, la Junta Revolucionaria de Gobierno designó al gerente general de la UES como el único ordenador de pagos de salarios de los funcionarios, docentes y empleados de dicha institución educativa, y al mismo tiempo, decidió suspender los pagos de salarios, dietas, viáticos y gastos de representación al rector, vicerrector, fiscal, secretario general, auditor externo, decanos, vicedecanos y directores de los centros regionales de la UES, mientras la misma se mantuviera cerrada. Ese decreto ley sería derogado por la Asamblea Constituyente que posteriormente aprobaría la Constitución de la República de El Salvador de 1983, por medio del Decreto Legislativo N.º 157, del 8 de febrero de 1983, publicado en el Diario Oficial N.º 32, Tomo N.º 278, del 15 de febrero de 1983. Pero la UES continuó desarrollando sus actividades en el edificio de la Corte de Cuentas de la República durante el resto del tiempo que duró la ocupación militar de su infraestructura. Por Decreto Legislativo N.º 183, del 24 de marzo de 1983, publicado en el Diario Oficial N.º 60, Tomo N.º 278, del 25 de marzo de 1983, esa misma Asamblea Constituyente decidió crear la «Comisión de Entrega de las Instalaciones de la Universidad de El Salvador», con el objeto de establecer y ejecutar todos aquellos mecanismos necesarios requeridos para entregar las instalaciones, el mobiliario, equipo y demás enseres del patrimonio universitario a las autoridades de la misma. Y fue así como el 22 de mayo de 1984 que finalmente fueron entregadas las instalaciones de la UES por parte de los militares al rector Miguel Ángel Parada. En los años siguientes, centenares de estudiantes, catedráticos, y autoridades universitarias cayeron víctimas de la represión gubernamental.
En el artículo 61 de la Constitución del 15 de diciembre de 1983, que entró en vigencia cinco días después de su aprobación, se mantuvieron los preceptos de las constituciones anteriores relativas a la UES, añadiendo únicamente que sus gastos están sujetos a la fiscalización del organismo estatal correspondiente, de acuerdo con lo manifestado en su Exposición de Motivos. Sin embargo, para la época de la guerra civil la asignación presupuestaria para la UES fue reducida significativamente, debido a que la alma mater fue considerada por los gobiernos de turno como un "santuario guerrillero" por la existencia de grupos de estudiantes favorables al movimiento revolucionario.
Hasta el final de la guerra civil, la UES sufrió un período de decadencia, sumado al daño de la infraestructura de la Ciudad Universitaria producido por el terremoto del 10 de octubre de 1986. En el campus central de la UES quedaron destruidas casi en su totalidad las Facultades de Ciencias Económicas, de Odontología y de Química y Farmacia, en tanto que otras cinco resultaron con daños graves, además de la Administración Central. Los daños económicos en la UES ascendieron a 89 millones de colones. El presidente José Napoleón Duarte visitó el 10 de noviembre de 1986 las instalaciones de la UES para comprobar los daños sufridos por el sismo del mes pasado, pero tuvo que abandonar el lugar ante el recibimiento hostil que obtuvo por parte de los estudiantes universitarios.
El 13 de septiembre de 1988, una manifestación de estudiantes de la UES que exigía una mayor asignación presupuestaria terminó en una serie de disturbios que concluyeron con un muerto y varios detenidos.
El 27 de abril de 1989, a petición de grupo de ciudadanos, fue fundado el Centro Regional Universitario Paracentral con sede en la ciudad de San Vicente, el cual se transformaría en la Facultad Multidisciplinaria Paracentral el 4 de junio de 1992.
El 28 de agosto de 1989, tropas militares dispararon contra quince estudiantes universitarios, matando a uno de ellos e hiriendo a otros seis. Por otra parte, el 16 de diciembre de 1989 fue asesinada una profesora que trabajaba en la sede de la UES de Santa Ana.
El 12 de noviembre de 1989, dentro del contexto de la ofensiva insurgente lanzada por el FMLN el día anterior, el presidente Alfredo Cristiani ordenó la última intervención militar que sufriría la UES y que la mantendría cerrada hasta el siguiente año. La UES fue entregada en mayo de 1990 a las autoridades universitarias.
En 1991, con la elección del rector Fabio Castillo Figueroa para una segunda gestión, se inició un período de recuperación para la Universidad de El Salvador. Uno de sus logros conseguidos en esta nueva etapa de labores al frente de la UES fue hacer realidad el sueño de crear la Facultad de Ciencias Naturales y Matemática el 5 de septiembre de 1991, la cual comenzaría a funcionar como tal el 4 de enero de 1992. También en este período de gestión se logró construir un nuevo edificio para la Biblioteca Central de la UES.
En 1992 fue fundado el Instituto de Formación y Recursos Pedagógicos de la Universidad de El Salvador, con el propósito de contribuir a la formación del profesorado y a la investigación educativa. El 13 de octubre de 1994 fue establecido el Instituto Universitario de Educación de la UES, con la finalidad de contribuir a la transformación y el desarrollo del sistema educativo nacional. Y por su parte, el 2 de febrero de 1995 fue creado el Instituto de Estudios Históricos, Antropológicos y Arqueológicos de la UES, con el objetivo de esclarecer y fortalecer la memoria histórica y la toma de conciencia acerca de la realidad nacional.
Por Decreto Legislativo N.º 134, del 30 de octubre de 1997, publicado en el Diario Oficial N.º 227, Tomo N.º 337, del 4 de diciembre de 1997, el parlamento salvadoreño declaró monumento nacional al antiguo edificio de la Escuela de Medicina de la UES, conocido como La Rotonda, que está ubicado frente al Hospital Rosales.
Posteriormente se aprobaron la Ley Orgánica de la UES de 1999 y el Reglamento General de la Ley Orgánica de la UES de 2001.

### SigloXXI

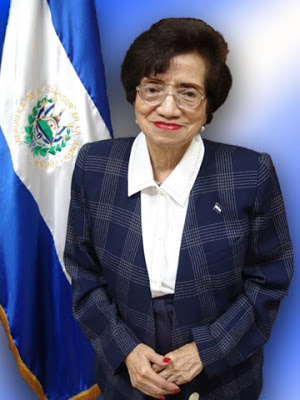
Dra. María Isabel Rodríguez, además de ser una de las primeras mujeres en convertirse en diputadas de El Salvador, fue la primera mujer vicedecana y la primera mujer decana de una facultad en esta institución; y, además, la primera -y hasta hoy única- mujer rectora de la UES (1999-2007).

En la gestión de la rectora María Isabel Rodríguez (1999-2007) se superaron la mayoría de prejuicios sociales hacia la UES, las luchas internas de la Universidad de El Salvador se aplacaron, se luchó por un presupuesto adecuado y un mayor desarrollo académico y científico; y además se firmaron acuerdos de cooperación con el gobierno del presidente Francisco Flores y se obtuvo un préstamo de $25 000 000 a través del BCIE para la reconstrucción de la infraestructura de la alma mater, como resultado de negociaciones iniciadas por la UES con el gobierno del presidente Armando Calderón Sol durante la gestión del rector José Benjamín López Guillén (1995-1999).
En noviembre de 2001, la Biblioteca Central de la UES publica en línea la primera versión de la Biblioteca Virtual de la Universidad de El Salvador, con la finalidad de preservar en formato digital aquellos materiales antiguos o dañados por el tiempo y por otras causas, que fueran de mayor interés para la comunidad universitaria.
Entre 2001 y 2002 se construyó el Complejo Deportivo de la Universidad de El Salvador, uno de los escenarios universitarios más modernos y complejos del país y Centroamérica, donde se disputaron los XIX Juegos Centroamericanos y del Caribe. La UES se convirtió en la Vía Olímpica Centroamericana, dejando como legado una moderna infraestructura y un complejo deportivo que ninguna otra universidad salvadoreña posee.
El 6 de julio de 2005 se produjo una marcha estudiantil en contra del gobierno del presidente Elías Antonio Saca por la posibilidad de autorizar un incremento al precio del pasaje del transporte colectivo. La protesta juvenil terminó en una batalla campal entre policías antimotines y manifestantes frente a la entrada principal de la UES que dejó varios heridos y daños materiales.
Casi exactamente un año después, el 5 de julio de 2006, se realizó una nueva marcha estudiantil en contra del gobierno del presidente Elías Antonio Saca, pero esta vez en señal de inconformidad al conocer de la aprobación de un aumento a la tarifa del pasaje del autobús urbano, la cual culminó en las afueras del campus central de la UES, donde se produjo un tiroteo entre algunos manifestantes y los agentes policiales. En el enfrentamiento armado murieron dos miembros de la Policía Nacional Civil (PNC) y varios policías antimotines más resultaron heridos. Sobre este caso fueron procesados y condenados los manifestantes José Mario Belloso Castillo y Luis Antonio Herrador Funes, respectivamente, como autor y cómplice del homicidio de los dos agentes policiales.
Durante estos hechos, francotiradores de la PNC lesionaron a un empleado universitario y dispararon contra los edificios de la UES. Como consecuencia de estos sucesos, la UES estuvo cerrada durante los siguientes seis días mientras la PNC allanaba sus instalaciones en busca de evidencias contra los responsables de la muerte de los dos policías antimotines.
Ante el ataque armado perpetrado contra los agentes policiales, el gobierno del presidente Elías Antonio Saca culpó directamente al FMLN de haber planificado esos disturbios, debido a que el autor de los disparos y su cómplice estaban afiliados a ese partido político. El FMLN, sin embargo, rechazó públicamente tal acusación y se desvinculó de las acciones violentas cometidas por sus mismos militantes involucrados en el asesinato de los dos policías antimotines. Posteriormente el propio presidente Elías Antonio Saca se retractó de haber hecho ese señalamiento. Y por su parte, la UES se desligó de esos acontecimientos y consideró que la actuación de la PNC violentó su autonomía universitaria.
En el período de funciones de la rectora María Isabel Rodríguez, la comunidad universitaria rechazó en mayo de 2006 un préstamo del BID destinado para la alma mater, con el argumento de que se quería privatizar a la UES.
Durante la gestión del rector Rufino Quezada (2007-2011) reaparece la revista "La Universidad", cuya publicación había sido suspendida en 1996. También en este período de gestión vuelve a circular el periódico "El Universitario", cuyo origen se remonta a la década de 1950, comenzando así la época XIII de su existencia; aunque de acuerdo con otra fuente, el periódico "El Universitario" fue fundado a mediados de la década de 1960.
El 9 de febrero de 2010 fue inaugurado el Centro Regional de Salud Valencia en la UES, cuya atención médica está enfocada en la prevención y tratamiento de problemas visuales y auditivos de la población infantil. Su creación fue gestionada desde 2004 por la UES y la Universidad de Valencia de España, y contó con el apoyo de la Generalidad Valenciana y la Agencia Española de Cooperación Internacional para el Desarrollo.
El 15 de febrero de 2013 se dio inicio al proyecto de "Construcción y Equipamiento del Instituto Nacional de Ciencia y Tecnología Aplicada de la Universidad de El Salvador y Sedes Regionales" (INCTAUES), con la inauguración en la sede de Nueva Concepción, Chalatenango.
En 2014 la Universidad de El Salvador afrontaba una situación crítica debido a un déficit presupuestario de 6.5 millones de dólares para cubrir sus gastos en ese año.

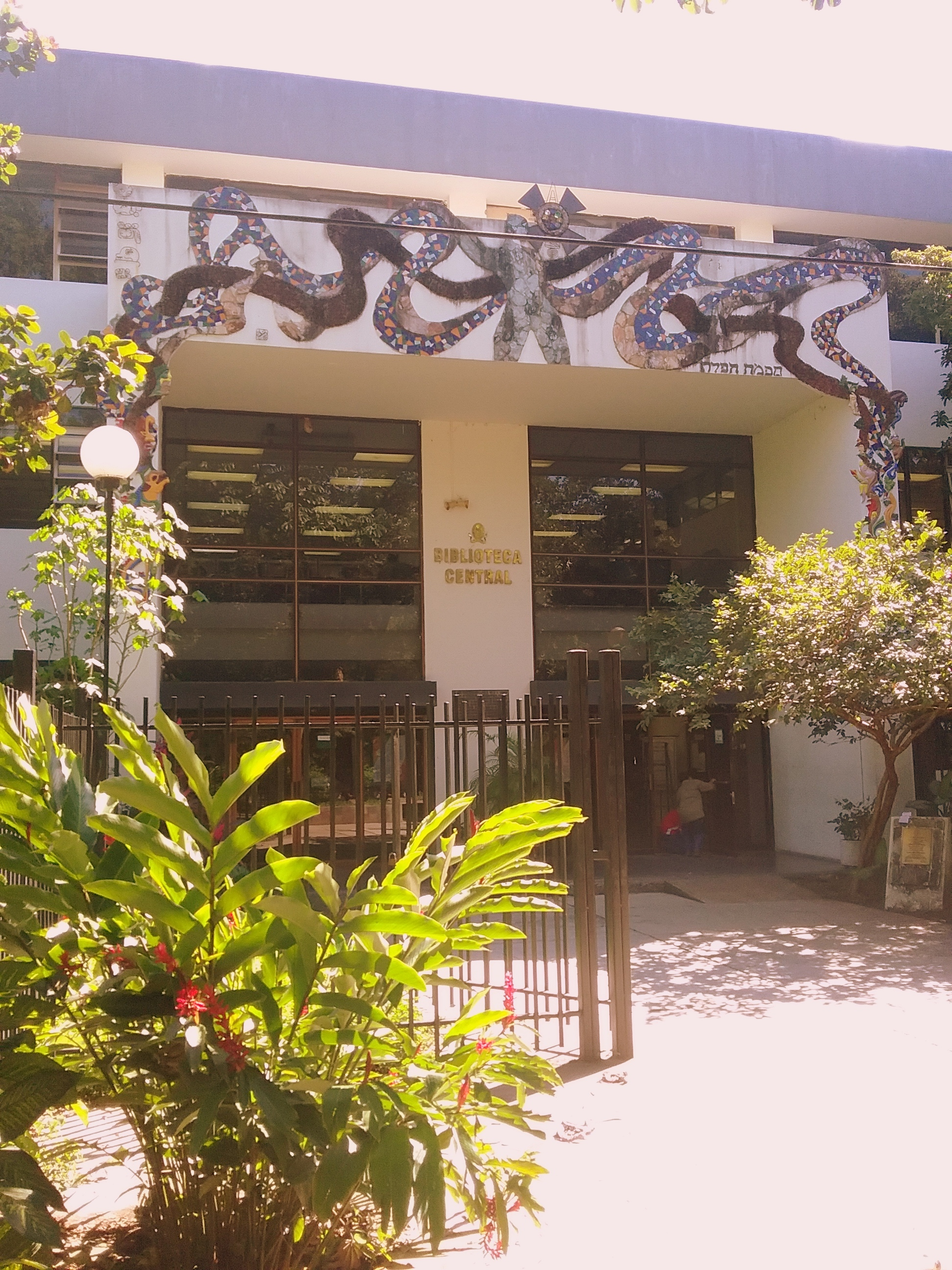
Biblioteca Central de la Universidad de El Salvador.

El 29 de octubre de 2015, el Consejo Superior Universitario nombró a José Luis Argueta Antillón como rector interino de la UES, luego de que la Asamblea General Universitaria (AGU) no lograra elegir al sustituto del rector Mario Roberto Nieto Lovo, quien ejerció sus funciones al frente de la UES en el período comprendido de 2011 a 2015. La candidata Ana María Glower de Alvarado ganó la mayoría de votos en los tres sectores de la UES: estudiantil, docente y profesional no docente. El problema se originó cuando la AGU aceptó un recurso de nulidad presentado por el sector profesional no docente para la elección celebrada en la Facultad Multidisciplinaria de Occidente, debido a supuestas irregularidades ocurridas en la votación. Ante esta situación, la AGU ordenó que se repitiera la elección en la sede de la UES de Santa Ana, pese a que la Fiscalía General Universitaria dictaminó que el recurso de nulidad de la votación en esa sede regional debía desestimarse por falta de pruebas pertinentes. En la nueva elección, el candidato Roger Arias, contrario a lo sucedido en la primera votación, obtuvo mejores resultados, consiguiendo un empate técnico con la candidata Ana María Glower de Alvarado, lo que obligaría a los dos contendientes a ir a unos nuevos comicios para saber si uno o ambos candidatos podrían ser tomados en cuenta para ser votados por la AGU y llegar finalmente a la rectoría de la UES. Posteriormente fue la candidata Ana María Glower de Alvarado quien interpuso ante la AGU un recurso de nulidad de esta nueva elección realizada en la misma sede regional, por considerar que existieron anomalías en el padrón de votantes; así como también presentó una demanda de amparo ante la Sala de lo Constitucional de la Corte Suprema de Justicia en contra de las actuaciones de las autoridades universitarias. La AGU, por su parte, accedió enviar el caso a estudio ante la Fiscalía General Universitaria, pero la elección del nuevo rector de la UES seguía entrampada.
El 19 de enero de 2016, la UES, en coordinación con el Ministerio de Educación, inauguró el proyecto "Universidad en línea", con el objetivo de extender el acceso a la educación superior a un mayor número de personas. Las primeras carreras a impartir con este programa de educación a distancia son Licenciatura en Enseñanza del Idioma Inglés, Licenciatura en Enseñanza de las Ciencias Naturales, Licenciatura en Enseñanza en Matemática y Licenciatura en Informática Educativa.
Por Decreto Legislativo N.º 277, del 11 de febrero de 2016, publicado en el Diario Oficial N.º 35, Tomo N.º 410, del 19 de febrero de 2016, la Asamblea Legislativa le otorgó la distinción honorífica de "Notable Institución de Educación Superior" a la UES, con motivo de la conmemoración del 175 aniversario de su fundación. El pergamino que contiene este reconocimiento público fue entregado por la presidenta de la Asamblea Legislativa, Lorena Peña, al rector interino de la UES, José Luis Argueta Antillón, en una sesión plenaria solemne que fue celebrada por los diputados el 25 de febrero de 2016 en la Ciudad Universitaria. Sin embargo, los legisladores fueron recibidos con una protesta por parte de algunos grupos de estudiantes de la UES que solicitaban más apoyo económico para la alma mater.
Para salir del problema en que había quedado la elección del nuevo rector de la UES desde el 29 de octubre de 2015, se realizaron de nuevo las votaciones en el sector profesional no docente de la Facultad Multidisciplinaria Paracentral el 7 de abril de 2016. El resultado de la elección dejó como candidato de ese sector a Roger Arias con 59 votos a favor, frente a Ana María Glower de Alvarado, quien obtuvo 43 votos. El 15 de abril de 2016, la Asamblea General Universitaria (AGU) desestimó dos recursos de nulidad interpuestos contra esta votación, por lo que el resultado de la misma quedó firme. El primero de estos recursos fue presentado por dos profesionales, y el segundo, por la candidata Ana María Glower de Alvarado. El 29 de abril de 2016 ambos candidatos a rector presentaron a la AGU los planes de trabajo a implementar en caso de ser elegidos por este organismo universitario. Ese mismo día la AGU realizó tres rondas de votación, pero aun así no logró elegir a ninguno de los dos candidatos como el nuevo rector de la UES. Ante esta situación, algunos miembros de la alma mater aseguraron que la elección del nuevo rector de la UES estaba siendo manipulada por el partido político FMLN en favor del candidato Roger Arias. El presidente de la AGU, por su parte, anunció el 11 de mayo de 2016 que se recibió la notificación de la Sala de lo Constitucional de la Corte Suprema de Justicia en la que informa que aceptó la demanda de amparo interpuesta por la candidata Ana María Glower de Alvarado a finales del año pasado, por lo que ese organismo universitario decidió cumplir la medida cautelar que suspendía el proceso de elección del nuevo rector de la UES hasta que el máximo tribunal de justicia pronunciara su sentencia definitiva en este caso.
El 6 de octubre de 2016, la UES anunció que el programa Universidad en línea ofrecerá tres nuevas carreras a impartir en esta nueva modalidad educativa: Ingeniería de Sistemas Informáticos, Ingeniería Industrial y Licenciatura en Mercadeo Internacional.
Por sentencia definitiva del 23 de diciembre de 2016, pronunciada en el proceso de amparo con referencia número 626-2015, la Sala de lo Constitucional de la Corte Suprema de Justicia desestimó la demanda de amparo interpuesta por la candidata Ana María Glower de Alvarado al determinar que las actuaciones de la Asamblea General Universitaria (AGU) no incurrieron en ilegalidad en el proceso de elección del nuevo rector de la UES. Esta decisión fue anunciada por la Sala de lo Constitucional el 10 de enero de 2017.
El 18 de enero de 2017, la Asamblea Legislativa aprobó un aumento presupuestario de 2.9 millones de dólares para la UES.

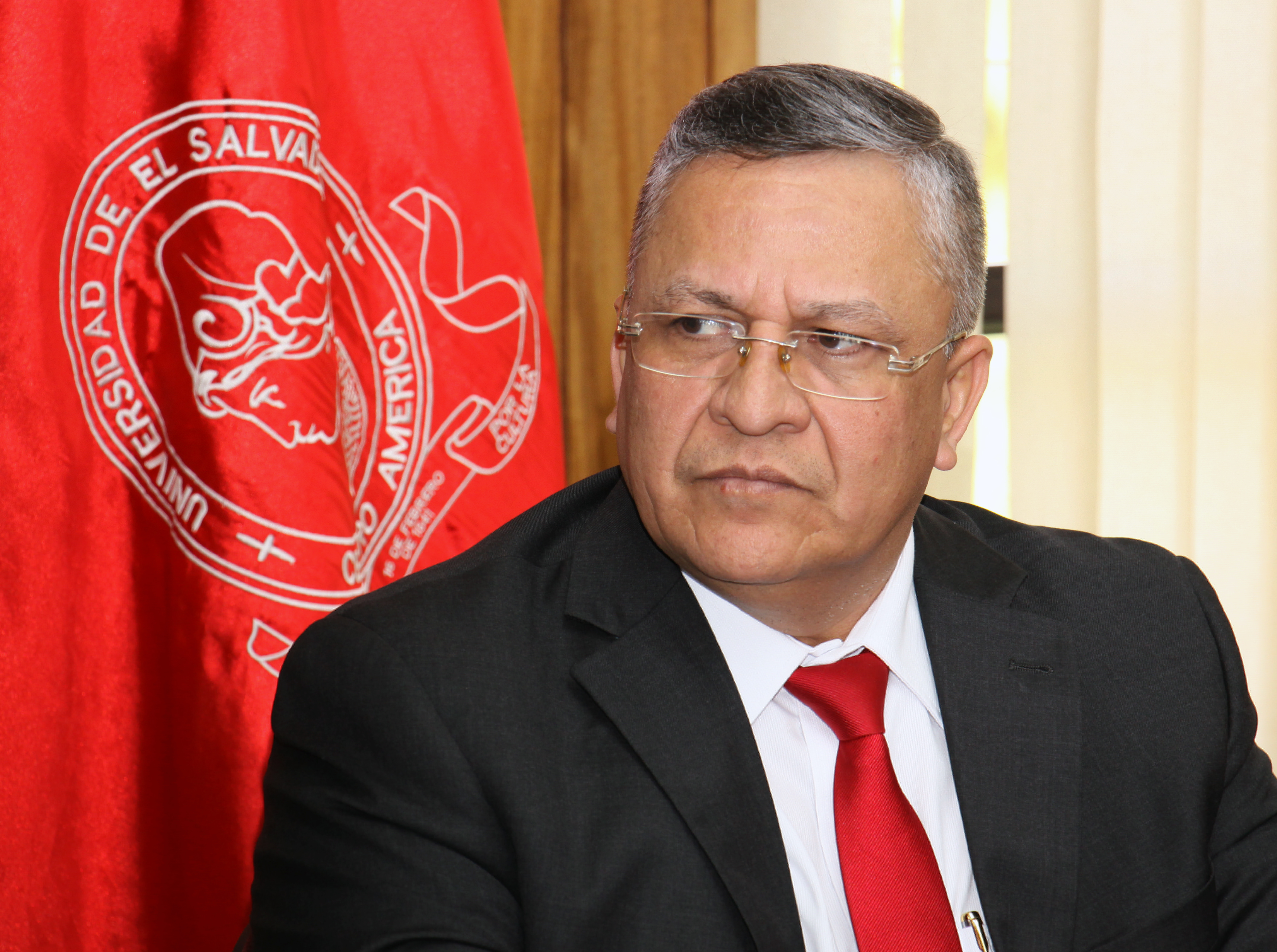
Roger Arias, rector de la Universidad de El Salvador de 2017 a 2023.

Con la resolución judicial que desestima la demanda de amparo interpuesta por la candidata Ana María Glower de Alvarado, la Asamblea General Universitaria (AGU) decidió reiniciar el proceso de elección para rector de la alma mater el 20 de enero de 2017, la cual, finalmente, nombró al candidato Roger Arias como nuevo rector de la UES el 27 de enero de 2017 para concluir en 2019 el período de gestión iniciado en 2015 de forma interina por José Luis Argueta Antillón. Roger Arias fue juramentado por la AGU como rector de la UES el 17 de febrero de 2017.
El 24 de agosto de 2017, el Consejo Superior Universitario (CSU) de la UES decidió declarar el 7 de septiembre como el “Día de la Autonomía Universitaria”, en consideración a que fue un día como ese, en 1950, que una Asamblea Constituyente aprobó una nueva Constitución de la República, en la cual quedó establecida por primera vez, con rango constitucional, la autonomía universitaria de la UES.
Por resolución administrativa del 5 de septiembre de 2017, el Centro Nacional de Registros (CNR) inscribió en el Registro de la Propiedad Intelectual, a favor de la Universidad de El Salvador, el nombre y el logotipo con la imagen de Minerva de esta institución educativa.
En sesión extraordinaria del 20 de octubre de 2017, el Consejo Superior Universitario (CSU) de la UES acordó designar a su campus central con el nombre de su exrector, Dr. Fabio Castillo Figueroa, como reconocimiento a su incansable labor de luchador y patriota.
El 15 de diciembre de 2017, la Asamblea Legislativa aprobó un aumento presupuestario de un poco más de 6 millones de dólares para la UES; de los cuales, 2 millones fueron destinados para exonerar del pago de matrícula y cuota de escolaridad en 2018 a todos los estudiantes de la UES que provengan de institutos nacionales.
El 23 de febrero de 2019 se inauguraron las actividades académicas en el nuevo Centro Universitario de Ahuachapán, el cual fue creado por iniciativa de la Facultad Multidisciplinaria de Occidente de la UES.
El 16 de enero de 2020, por orden judicial, se inició el proceso de exhumación de los cuerpos de dos estudiantes universitarios que fueron asesinados por los agentes del Estado en 1980, los cuales terminaron sepultados bajo la Plaza Salvador Allende, que está ubicada frente a la Facultad de Medicina de la UES.
Durante la mayor parte que duró la pandemia de COVID-19, que comenzó en marzo de 2020, todas las autoridades de la UES, tanto el personal como administrativo, de todas las facultades y sedes tuvieron que adecuarse para dar y recibir sus clases de manera virtual, algo que le fue muy difícil especialmente a aquellas personas de escasos recursos y que no tenían buen conocimiento de la tecnología. Esto provocó en contra posición la deserción del 18% de la comunidad estudiantil por la falta de acceso a internet.
A finales de 2020, la UES obtuvo un refuerzo presupuestario que permitió implementar la gratuidad de los estudios en la alma mater para 2021, ya que el Consejo Superior Universitario (CSU) aprobó para ese año la exoneración del pago de matrícula y cuota de escolaridad a todos los estudiantes de la UES, independientemente de que provengan de institutos nacionales o colegios privados.
El 25 de junio de 2021, las autoridades de la Universidad de El Salvador develaron una estatua en honor al exrector Fabio Castillo Figueroa, cerca de la entrada principal del campus central de la UES, que lleva su nombre.
El 27 de octubre de 2021, el Consejo Superior Universitario (CSU) de la UES decidió declarar el 28 de octubre como el "Día del Rector Mártir", en consideración a que el 28 de octubre de 1980, el rector Félix Ulloa fue atacado a balazos cerca del campus central de la UES, muriendo al día siguiente a consecuencia de la gravedad de las heridas recibidas.
El 17 de noviembre de 2021, la Asamblea General Universitaria (AGU) aprobó el Código de Ética de la UES, por ser «necesario contar con un Código de Ética institucional, que establezca estándares de conducta de las personas que laboran en la Universidad de El Salvador.»
El 26 de noviembre de 2021, las autoridades de la Universidad de El Salvador develaron una estatua en honor a la exrectora de la alma mater y antigua Ministra de Salud, María Isabel Rodríguez, cerca de la entrada principal de la Plaza Minerva del campus central de la UES. Y por su parte, el 24 de junio de 2022, también develaron una estatua en honor al exrector Carlos A. Llerena, en la misma zona cercana a la Plaza Minerva de la Ciudad Universitaria. Posteriormente, el 19 de julio de 2022, aprovechando la conmemoración de los cincuenta años de la intervención militar sufrida por la UES el 19 de julio de 1972, y que fuera ordenada por el entonces presidente Arturo Armando Molina, en los alrededores de la Plaza Minerva también fue develada una estatua en honor al exrector Rafael Menjívar, quien a raíz de ese hecho fue depuesto en esa época de su cargo de rector de la UES, además de terminar capturado y exiliado en Nicaragua.
El 30 de agosto de 2022, la UES entregó títulos honoríficos a los familiares de dos alumnas de la alma mater que desaparecieron durante el inicio del conflicto armado de los años 80 del siglo XX. El acto de entrega de los títulos honoríficos se llevó a cabo en la sede central de la UES y fue organizado por la Comisión de Investigación sobre Graves Violaciones a Derechos Humanos Cometidos contra la Comunidad Universitaria entre 1975 y 1995.
El 26 de octubre de 2022, las autoridades de la Universidad de El Salvador develaron una estatua en honor al exrector Félix Ulloa padre, cerca de la entrada principal de la Ciudad Universitaria de la UES, a cuyo acto asistió el Vicepresidente de la República, Félix Ulloa hijo, en calidad de invitado especial.
Con motivo de los XXIV Juegos Centroamericanos y del Caribe, celebrados en la capital salvadoreña del 23 de junio al 8 de julio de 2023, la Ciudad Universitaria fue sometida previamente a un proceso de remodelación con el objeto de convertirse en la Villa Centroamericana para los atletas de todos los países participantes. La ceremonia de clausura de este evento deportivo se llevó a cabo el 8 de julio de 2023 en el campus central de la UES.
El 13 de octubre de 2023, Juan Rosa Quintanilla fue elegido como rector de la UES para el período comprendido de 2023 a 2027, quien tomó posesión de su cargo el día 28 de ese mismo mes y año.
El 6 de mayo de 2024, la UES anunció públicamente la inauguración en la Ciudad Universitaria del proyecto de bibliotecas con estantería abierta, las cuales cuentan con estaciones de autopréstamo y devolución de libros, además de nuevos muebles y espacios de trabajo para la comunidad estudiantil.
El 26 de junio de 2024, en el marco de la conmemoración del "Día del Trabajador Universitario", que se lleva a cabo anualmente en esa fecha en recuerdo de la intervención militar sufrida por la UES el 26 de junio de 1980, el polideportivo del campus central de la alma mater fue denominado oficialmente como Complejo Deportivo «Jorge Salvador Ubau Barrientos», en honor de un miembro de la comuniudad universitaria que se destacó como atleta, además de haber sido jefe de recreación y deportes de la UES, y quien fuera desaparecido forzadamente el 1 de septiembre de 1987.
El 7 de mayo de 2025, las autoridades de la UES inauguraron el Laboratorio Secundario de Calibración Dosimétrica, el cual fue instalado en el Centro de Investigaciones y Aplicaciones Nucleares (CIAN) de la Facultad de Ingeniería y Arquitectura, con la finalidad de ejercer la investigación en radioterapia y el uso de energía ionizante para procesos curativos. Dicho proyecto fue financiando con medio millón de dólares por parte del Organismo Internacional de Energía Atómica (OIEA).

## Autonomía universitaria

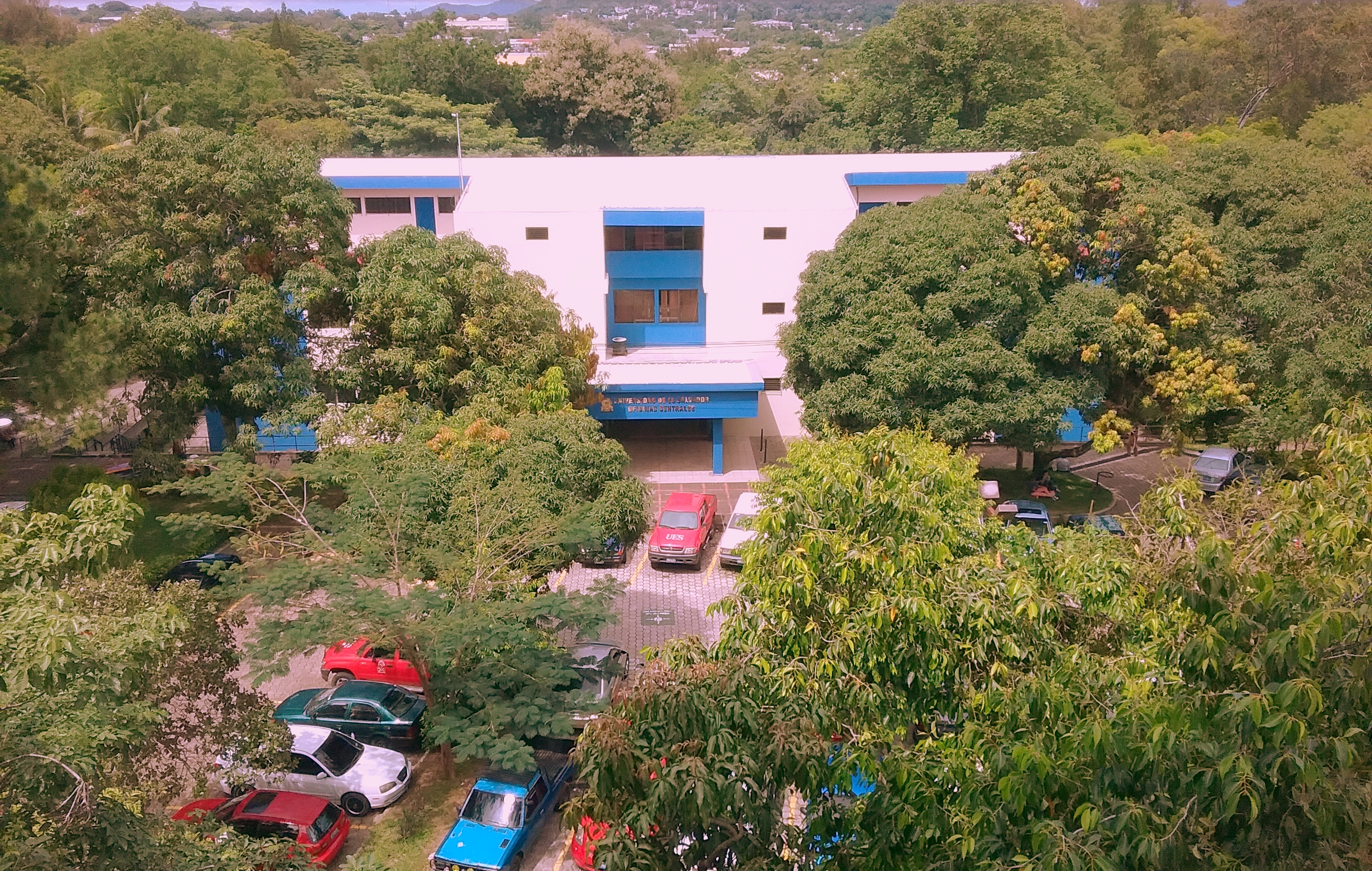
Oficinas centrales.

La autonomía de la Universidad de El Salvador fue reconocida por primera vez durante el gobierno del presidente Santiago González al ser emitido un Decreto Legislativo de Autonomía Universitaria el 23 de octubre de 1871, la cual fue anulada por el gobierno del presidente Rafael Zaldívar el 30 de enero de 1885, aunque resurgiría el 16 de febrero de 1886, bajo el gobierno del presidente Francisco Menéndez; pero al poco tiempo fue suprimida por este mismo mandatario el 26 de diciembre de 1887, resurgiendo hasta el 23 de mayo de 1927 por decisión del presidente Pío Romero Bosque; solo para ser abolida de nuevo el 2 de febrero de 1932 por el presidente Maximiliano Hernández Martínez después de reprimir el levantamiento campesino ocurrido en enero de ese mismo año, aunque se la devolvería el 2 de mayo de 1933, y si bien esta autonomía universitaria no pasaría de ser puramente teórica, volvería, no obstante, a arrebatársela una vez más el 20 de enero de 1939; recuperándola el 27 de julio de 1944 por medio de un decreto ejecutivo aprobado durante el gobierno provisional del presidente Andrés Ignacio Menéndez; hasta quedar finalmente consolidada la autonomía universitaria el 7 de septiembre de 1950 cuando fue elevada a nivel de norma constitucional con la aprobación de la Carta Magna de esa misma fecha.

## Estatutos universitarios
El artículo 61 de la Constitución de la República de El Salvador de 1983 establece que "La Universidad de El Salvador y las demás del Estado gozarán de autonomía en los aspectos docente, administrativo y económico" y que se otorgarán "anualmente en el Presupuesto del Estado las partidas destinadas al sostenimiento de las universidades estatales y las necesarias para asegurar y acrecentar su patrimonio."
El funcionamiento de los órganos de gobierno de la UES está previsto en la Ley Orgánica de la Universidad de El Salvador, aprobada mediante Decreto Legislativo N.º 597, del 29 de abril de 1999, publicado en el Diario Oficial N.º 96, Tomo N.º 343, del 25 de mayo de 1999. La Rectoría es la máxima autoridad ejecutiva de esta universidad pública y tiene a su cargo ejecutar y hacer cumplir las resoluciones de la Asamblea General Universitaria y del Consejo Superior Universitario.

### Asamblea General Universitaria (AGU)
La Asamblea General Universitaria (AGU) es el máximo organismo normativo y elector de la universidad; es, además, el órgano supremo para la interpretación de sus fines y la conservación de sus instituciones, todo dentro del marco de las atribuciones que la Ley Orgánica de la Universidad de El Salvador determina (artículo 16, Ley Orgánica de la Universidad de El Salvador). Son atribuciones de la AGU:
1. Procurar que la legislación universitaria permita el desarrollo adecuado de la Universidad conforme a las necesidades del país.
2. Velar por la perfecta armonía de la legislación universitaria entre sí y con el marco jurídico del país, así como por su aplicación.
3. Garantizar que la elección de los funcionarios universitarios, sea de acuerdo con las necesidades y circunstancias y en el plazo estipulado (artículo 3, Reglamento Interno de la Asamblea General Universitaria).

La AGU está conformada por una Junta Directiva, compuesta por Representantes Propietarios y Suplentes de los Sectores: Académico, Estudiantil y Profesional no Docente de las diferentes Facultades de la Universidad de El Salvador.

### Consejo Superior Universitario (CSU)
El Consejo Superior Universitario (CSU) es el máximo organismo en las funciones administrativa, docente, técnica y disciplinaria de la Universidad; al efecto, dictará las resoluciones pertinentes para el cumplimiento de las disposiciones de la Ley Orgánica de la UES y de los reglamentos universitarios. Estará integrado por el Rector (Suplente: Vicerrectoría), los Decanos (Suplentes: Vicedecanos), un representante del Personal Académico de cada Facultad (y sus suplentes) y un representante de los estudiantes de cada Facultad (y sus suplentes). El Consejo será presidido por el Rector, quien tendrá voto de calidad en caso de empate.

## Facultades
La Universidad de El Salvador cuenta con nueve facultades en la Ciudad Universitaria y tres más a nivel nacional.
- Ciudad Universitaria (sede central en San Salvador)
  - Facultad de Jurisprudencia y Ciencias Sociales
  - Facultad de Ciencias y Humanidades
  - Facultad de Ciencias Económicas
  - Facultad de Ciencias Naturales y Matemática
  - Facultad de Ingeniería y Arquitectura
  - Facultad de Química y Farmacia
  - Facultad de Ciencias Agronómicas
  - Facultad de Medicina
  - Facultad de Odontología
- Facultad Multidisciplinaria de Occidente (Santa Ana)
- Facultad Multidisciplinaria Oriental (San Miguel)
- Facultad Multidisciplinaria Paracentral (San Vicente)

### Autoridades por Facultades (2023-2027)
| Año de creación | Facultad                                       | Logo | Decanato                               | Vicedecanato                 |
| --------------- | ---------------------------------------------- | ---- | -------------------------------------- | ---------------------------- |
| 1964            | Facultad de Ciencias Agronómicas               |      | Ing. Agr. MSc. Nelson Bernabé Granados | MVZ. Rosy Francis Alvarenga  |
| 1946            | Facultad de Ciencias Económicas                |      | Licda. Celina Amaya de Calderón        | Lic. Nixon Rogelio Hernández |
| 1948            | Facultad de Ciencias y Humanidades             |      | Lic. MSc. Julio César Grande           | Licda. MSc. María Blas Cruz  |
| 1966            | Facultad de Ingeniería y Arquitectura          |      | Ing. Luis Salvador Barrera             | Ing. Ana Beatriz Lima        |
| 1880            | Facultad de Jurisprudencia y Ciencias Sociales |      | MSc. Hugo Dagoberto Pineda             | MSc. Oscar Mauricio Duarte   |
| 1847            | Facultad de Medicina                           |      | Dr. Saúl Díaz Peña                     | Dr. Franklin Arnulfo Méndez  |
| 1992            | Facultad de Ciencias Naturales y Matemáticas   |      | Dr. Luis Gilberto Parada               | Dr. José Nery Funes          |
| 1899            | Facultad de Odontología                        |      | Dr. José Osmin Rivera                  | Dra. Karina Lisseth Juárez   |
| 1850            | Facultad de Química y Farmacia                 |      | Licda. Nancy Zuleyma González          | MSc. Katia Lissette Martínez |
| 1965            | Facultad Multidisciplinaria de Occidente       | -    | Ing. Roberto Carlos Sigüenza           | Dr. José Guillermo García    |
| 1966            | Facultad Multidisciplinaria Oriental           | -    | MSc. Carlos Iván Hernández             | Dra. Norma Azucena Flores    |
| 1989            | Facultad Multidisciplinaria Paracentral        | -    | MSc. José Martin Montoya               | MSc. Maira Carolina Molina   |

### Autoridades Centrales Periodo 2023-2027[440][441][442][443]
- Rector: M.Sc. Juan Rosa Quintanilla
- Vicerrectora Académica: Dra. Evelyn Beatriz Farfán
- Vicerrector Administrativo: M.Sc. Roger Arias
- Secretario General: Lic. Pedro Rosalío Escobar Castaneda
- Defensora de los Derechos Universitarios: Licda. Ana Ruth Avelar
- Fiscal: Lic. Carlos Amílcar Serrano Rivera
- Secretaria de Comunicaciones: Licda. Mónica Escalante
- Secretario de Relaciones Nacionales e Internacionales: M.Sc. Néstor Hernández
- Secretario de Asuntos Académicos: Ing. Carlos Ernesto Vargas Ramos
- Secretario de Proyección Social: Ing. Omar Antonio Lara Diaz
- Secretario de Arte y Cultura: Lic. Iván Ernesto Bonilla Quinteros
- Secretario de Investigación: M.Sc. José Miguel Sermeño Chicas
- Secretaria de Planificación: Licda. Juliana Gisela Buendía Canizalez
- Auditora Interna: Licda. Evelyn Elizabeth López De Cardoza
- Jefe de Género: Lic. José Danilo Ramírez Martínez
- Jefe de la Unidad de Recursos Humanos: Lic. Benjamín Humberto Pérez Pineda
- Jefe de la Unidad de Compras Públicas: Lic. Roberto Antonio Iraheta Ávalos
- Director de la Unidad de Seguridad Institucional: Lic. Walter Adonay Brizuela Alvarenga
- Jefe de la Unidad de Transporte: Ing. Hanns Norman López Henríquez
- Coordinador de Reordenamiento Vehicular: Lic. Juan Antonio Guerrero
- Intendente: Lic. Elí Salomón Rosales
- Gerente del Fondo Universitario de Protección: Lic. Manuel Sergio Reyes Méndez
- Coordinadora de Estudios Socioeconómicos: Licda. Karen Antonia Arias de Cuchillas
- Jefe de la Unidad Financiera Institucional: Lic. Rodolfo Santos Velásquez
- Coordinadora del Subsistema de Tesorería: Licda. Evarista Maricela García Perez
- Coordinador del Subsistema de Presupuesto: Lic. Héctor Alexander Corvera Salinas
- Coordinador del Subsistema de Contabilidad: Lic. Mario Ernesto Rivera De La Rosa
- Jefe de Activo Fijo: Lic. Enrique Alberto Pérez Ramírez
- Jefa de Conciliaciones y Depuraciones Bancarias: Licda. Evelyn Marlene Claros Cruz
- Jefa de Archivo Central: Licda. Alma Margarita Blanco Pérez
- Director de la Editorial Universitaria: Lic. Luis Alonso Álvarez Hernández
- Director de Imprenta Universitaria Ad Honorem: Lic. Luis Alonso Álvarez Hernández
- Directora del Instituto de Estudios Históricos, Antropológicos y Arqueológicos: M.Sc. Ana Silvia Ortiz Gómez
- Coordinador Interino de la Secretaría de Postgrado: M.Sc. Marlon Marcelo Cantón Navarrete
- Coordinador de la Unidad de Evaluación Institucional: Dr. Hugo Ernesto Figueroa Moran
- Coordinador del Consejo de Becas de Posgrado: Dr. David Antonio Hernández Santos
- Director de Biblioteca Central: Lic. Héctor Manuel Chacón Argueta
- Directora de Librería Universitaria: Licda. Alma Lisseth Sánchez Duque
- Administrador Académico Central: Licda. Elvia Melani Rivas de Contreras
- Jefe de Taller de Imprenta: Lic. Hugo Edgardo Cabrera Alvarado
- Oficial de Información: M.Sc. Karla Sofía Zamora Briones
- Coordinadora de la Unidad de educación Superior Inclusiva: Licda. María Rosario Villalta Rivera
- Coordinador de la Unidad Ambiental: Ing. Agr. Jacob Eliezer Carpio Vásquez
- Coordinadora de la Unidad de Ingreso Universitario: Ing. Thelma Carolina Rivas de Rosales
- Coordinador del Sistema Institucional de Gestión Documental y Archivos: Lic. Ramón Armando Benítez Alberto
- Director Ejecutivo del INFORP-UES: Lic. Jorge Geovanny Ramos Avelar
- Coordinador de Vida Estudiantil: M.Sc. Jorge Eduardo Cortez Martínez
- Directora de Bienestar Universitario: M.Sc. Yesenia Beatriz Martínez de Guzmán
- Jefe de Desarrollo Físico: Ing. Mauricio Isaías Velásquez Paz
- Administrador General del Complejo Deportivo: Lic. Salvador Antonio Vargas Aquino
- Jefe de la Unidad de Mantenimiento de Bienes: Lic. Ricardo Antonio Campos González
- Director del Centro de Investigación y Desarrollo en Salud (CENSALUD): Lic. Carlos Alberto Buendía Rivas
- Director de Tecnologías de Información: Ing. Julio Damián Morales Ayala
- Directora del Programa Jóvenes Talento: Licda. Jennifer Beatriz Chávez Zamora

## Oferta académica
La Universidad de El Salvador (UES) cuenta con una amplia variedad de carreras académicas distribuidas entre sus diferentes sedes a nivel nacional. Además, ofrece programas completamente virtuales, ampliando así el acceso a la educación superior. La Ciudad Universitaria, ubicada en San Salvador, concentra la mayor cantidad de programas de pregrado y posgrado, consolidándose como el principal campus de la institución. Con una oferta educativa significativamente superior a la de cualquier otra universidad en el país, la UES lidera en diversidad y alcance académico.
A lo largo de los años, y en respuesta a las demandas de la comunidad estudiantil y la realidad socioeconómica de El Salvador, la UES ha implementado políticas que han reducido significativamente los costos educativos. Actualmente, estudiar en esta institución es prácticamente gratuito, siempre que se cumplan ciertos requisitos. La UES no cobra matrícula ni cuotas mensuales de escolaridad, lo que la convierte en una opción accesible para todos los salvadoreños y salvadoreñas con título de bachiller o en proceso de obtenerlo.
La UES ofrece más de 170 carreras académicas distribuidas entre sus cuatro sedes principales. Las carreras se agrupan por facultades, facilitando el acceso a diversas disciplinas y áreas del conocimiento. Muchas carreras en algunas facultades dependen de la disponibilidad del personal docente y de la demanda estudiantil para ser ofertadas:
| Facultad                                                                     | Facultad                                                                     | Carreras                                                                     | Carreras | Duración                                                                     | Ref.                                                                         |
| UNIVERSIDAD DE EL SALVADOR CEDE CENTRAL (CIUDAD UNIVERSITARIA, SAN SALVADOR) | UNIVERSIDAD DE EL SALVADOR CEDE CENTRAL (CIUDAD UNIVERSITARIA, SAN SALVADOR) | UNIVERSIDAD DE EL SALVADOR CEDE CENTRAL (CIUDAD UNIVERSITARIA, SAN SALVADOR) | UNIVERSIDAD DE EL SALVADOR CEDE CENTRAL (CIUDAD UNIVERSITARIA, SAN SALVADOR)                                | UNIVERSIDAD DE EL SALVADOR CEDE CENTRAL (CIUDAD UNIVERSITARIA, SAN SALVADOR) | UNIVERSIDAD DE EL SALVADOR CEDE CENTRAL (CIUDAD UNIVERSITARIA, SAN SALVADOR) |
| ---------------------------------------------------------------------------- | ---------------------------------------------------------------------------- | ---------------------------------------------------------------------------- | --- | ---------------------------------------------------------------------------- | ---------------------------------------------------------------------------- |
| 01                                                                           | Facultad de Ciencias Agronómicas                                             | 01                                                                           | Licenciatura en Medicina Veterinaria y Zootecnia.                                                           | 5 años                                                                       | [ 447 ] [ 448 ]                                                              |
| 01                                                                           | Facultad de Ciencias Agronómicas                                             | 02                                                                           | Ingeniería Agronómica.                                                                                      | 5 años                                                                       | [ 447 ] [ 448 ]                                                              |
| 01                                                                           | Facultad de Ciencias Agronómicas                                             | 03                                                                           | Ingeniería Agroindustrial.                                                                                  | 5 años                                                                       | [ 447 ] [ 448 ]                                                              |
| 01                                                                           | Facultad de Ciencias Agronómicas                                             | 04                                                                           | Ingeniería Geológica.                                                                                       | 5 años                                                                       | [ 447 ] [ 448 ]                                                              |
| 02                                                                           | Facultad de Ciencias Económicas                                              | 01                                                                           | Licenciatura en Economía.                                                                                   | 5 años                                                                       | [ 449 ] [ 448 ]                                                              |
| 02                                                                           | Facultad de Ciencias Económicas                                              | 02                                                                           | Licenciatura en Administración de Empresas.                                                                 | 5 años                                                                       | [ 449 ] [ 448 ]                                                              |
| 02                                                                           | Facultad de Ciencias Económicas                                              | 03                                                                           | Licenciatura en Mercadeo Internacional.                                                                     | 5 años                                                                       | [ 449 ] [ 448 ]                                                              |
| 02                                                                           | Facultad de Ciencias Económicas                                              | 04                                                                           | Licenciatura en Contaduría Pública.                                                                         | 5 años                                                                       | [ 449 ] [ 448 ]                                                              |
| 03                                                                           | Facultad de Ciencias y Humanidades                                           | 01                                                                           | Licenciatura en Filosofía.                                                                                  | 5 años                                                                       | [ 450 ] [ 448 ]                                                              |
| 03                                                                           | Facultad de Ciencias y Humanidades                                           | 02                                                                           | Licenciatura en Sociología.                                                                                 | 5 años                                                                       | [ 450 ] [ 448 ]                                                              |
| 03                                                                           | Facultad de Ciencias y Humanidades                                           | 03                                                                           | Licenciatura en Historia.                                                                                   | 5 años                                                                       | [ 450 ] [ 448 ]                                                              |
| 03                                                                           | Facultad de Ciencias y Humanidades                                           | 04                                                                           | Licenciatura en Trabajo Social.                                                                             | 5 años                                                                       | [ 450 ] [ 448 ]                                                              |
| 03                                                                           | Facultad de Ciencias y Humanidades                                           | 05                                                                           | Licenciatura en Antropología Sociocultural.                                                                 | 5 años                                                                       | [ 450 ] [ 448 ]                                                              |
| 03                                                                           | Facultad de Ciencias y Humanidades                                           | 06                                                                           | Licenciatura en Psicología.                                                                                 | 5 años                                                                       | [ 450 ] [ 448 ]                                                              |
| 03                                                                           | Facultad de Ciencias y Humanidades                                           | 07                                                                           | Licenciatura en Letras.                                                                                     | 5 años                                                                       | [ 450 ] [ 448 ]                                                              |
| 03                                                                           | Facultad de Ciencias y Humanidades                                           | 08                                                                           | Licenciatura en Biblioteconomía y Gestión de la Información.                                                | 5 años                                                                       | [ 450 ] [ 448 ]                                                              |
| 03                                                                           | Facultad de Ciencias y Humanidades                                           | 09                                                                           | Técnico en Bibliotecología.                                                                                 | 3 años                                                                       | [ 450 ] [ 448 ]                                                              |
| 03                                                                           | Facultad de Ciencias y Humanidades                                           | 10                                                                           | Profesorado en Lenguaje y Literatura para Tercer Ciclo de Educación Básica y Educación Media.               | 3 años                                                                       | [ 450 ] [ 448 ]                                                              |
| 03                                                                           | Facultad de Ciencias y Humanidades                                           | 11                                                                           | Licenciatura en Periodismo.                                                                                 | 5 años                                                                       | [ 450 ] [ 448 ]                                                              |
| 03                                                                           | Facultad de Ciencias y Humanidades                                           | 12                                                                           | Licenciatura en Idioma Inglés: Opción Enseñanza                                                             | 5 años                                                                       | [ 450 ] [ 448 ]                                                              |
| 03                                                                           | Facultad de Ciencias y Humanidades                                           | 13                                                                           | Licenciatura en Lenguas Modernas: Especialidad en Francés e Inglés.                                         | 5 años                                                                       | [ 450 ] [ 448 ]                                                              |
| 03                                                                           | Facultad de Ciencias y Humanidades                                           | 14                                                                           | Licenciatura en Enseñanza del Inglés                                                                        | 5 años                                                                       | [ 450 ] [ 448 ]                                                              |
| 03                                                                           | Facultad de Ciencias y Humanidades                                           | 15                                                                           | Licenciatura en Ciencias de la Educación.                                                                   | 5 años                                                                       | [ 450 ] [ 448 ]                                                              |
| 03                                                                           | Facultad de Ciencias y Humanidades                                           | 16                                                                           | Licenciatura en Ciencias de la Educación: Especialidad Educación Física, Deporte y Recreación.              | 5 años                                                                       | [ 450 ] [ 448 ]                                                              |
| 03                                                                           | Facultad de Ciencias y Humanidades                                           | 17                                                                           | Profesorado en Educación Física y Deportes.                                                                 | 3 años                                                                       | [ 450 ] [ 448 ]                                                              |
| 03                                                                           | Facultad de Ciencias y Humanidades                                           | 18                                                                           | Licenciatura en Artes Plásticas Opción Cerámica.                                                            | 5 años                                                                       | [ 450 ] [ 448 ]                                                              |
| 03                                                                           | Facultad de Ciencias y Humanidades                                           | 19                                                                           | Licenciatura en Artes Plásticas Opción Diseño Gráfico.                                                      | 5 años                                                                       | [ 450 ] [ 448 ]                                                              |
| 03                                                                           | Facultad de Ciencias y Humanidades                                           | 20                                                                           | Licenciatura en Artes Plásticas Opción Escultura.                                                           | 5 años                                                                       | [ 450 ] [ 448 ]                                                              |
| 03                                                                           | Facultad de Ciencias y Humanidades                                           | 21                                                                           | Licenciatura en Artes Plásticas Opción Pintura.                                                             | 5 años                                                                       | [ 450 ] [ 448 ]                                                              |
| 03                                                                           | Facultad de Ciencias y Humanidades                                           | 22                                                                           | Profesorado en Educación Media para la Enseñanza de las Letras                                              | 2 años                                                                       | [ 450 ] [ 448 ]                                                              |
| 03                                                                           | Facultad de Ciencias y Humanidades                                           | 23                                                                           | Licenciatura en Educación: Especialidad Administración Escolar                                              | 2 años                                                                       | [ 450 ] [ 448 ]                                                              |
| 03                                                                           | Facultad de Ciencias y Humanidades                                           | 24                                                                           | Licenciatura en Educación: Especialidad Primero y Segundo Ciclo de Educación Básica                         | 2 años                                                                       | [ 450 ] [ 448 ]                                                              |
| 03                                                                           | Facultad de Ciencias y Humanidades                                           | 25                                                                           | Licenciatura en Educación: Especialidad en Administración y Gestión Educativa                               | 5 años                                                                       | [ 450 ] [ 448 ]                                                              |
| 03                                                                           | Facultad de Ciencias y Humanidades                                           | 26                                                                           | Licenciatura en Educación: Especialidad en Entornos Virtuales para el Aprendizaje                           | 5 años                                                                       | [ 450 ] [ 448 ]                                                              |
| 03                                                                           | Facultad de Ciencias y Humanidades                                           | 27                                                                           | Licenciatura en Ciencias Aplicadas al Deporte, Educación Física y Recreación                                | 5 años                                                                       | [ 450 ] [ 448 ]                                                              |
| 04                                                                           | Facultad de Ciencias Naturales y Matemáticas                                 | 01                                                                           | Profesorado en Química para Tercer Ciclo de Educación Básica y Educación Media.                             | 3 años                                                                       | [ 451 ] [ 448 ]                                                              |
| 04                                                                           | Facultad de Ciencias Naturales y Matemáticas                                 | 02                                                                           | Profesorado en Matemáticas para Tercer Ciclo de Educación Básica y Educación Media.                         | 3 años                                                                       | [ 451 ] [ 448 ]                                                              |
| 04                                                                           | Facultad de Ciencias Naturales y Matemáticas                                 | 03                                                                           | Profesorado en Física para Tercer Ciclo de Educación Básica y Educación Media.                              | 3 años                                                                       | [ 451 ] [ 448 ]                                                              |
| 04                                                                           | Facultad de Ciencias Naturales y Matemáticas                                 | 04                                                                           | Profesorado en Biología para Tercer Ciclo de Educación Básica y Educación Media.                            | 3 años                                                                       | [ 451 ] [ 448 ]                                                              |
| 04                                                                           | Facultad de Ciencias Naturales y Matemáticas                                 | 05                                                                           | Licenciatura en Ciencias Químicas.                                                                          | 5 años                                                                       | [ 451 ] [ 448 ]                                                              |
| 04                                                                           | Facultad de Ciencias Naturales y Matemáticas                                 | 06                                                                           | Licenciatura en Matemáticas.                                                                                | 5 años                                                                       | [ 451 ] [ 448 ]                                                              |
| 04                                                                           | Facultad de Ciencias Naturales y Matemáticas                                 | 07                                                                           | Licenciatura en Geofísica.                                                                                  | 5 años                                                                       | [ 451 ] [ 448 ]                                                              |
| 04                                                                           | Facultad de Ciencias Naturales y Matemáticas                                 | 08                                                                           | Licenciatura en Física.                                                                                     | 5 años                                                                       | [ 451 ] [ 448 ]                                                              |
| 04                                                                           | Facultad de Ciencias Naturales y Matemáticas                                 | 09                                                                           | Licenciatura en Estadística.                                                                                | 5 años                                                                       | [ 451 ] [ 448 ]                                                              |
| 04                                                                           | Facultad de Ciencias Naturales y Matemáticas                                 | 10                                                                           | Licenciatura en Biología Marina.                                                                            | 5 años                                                                       | [ 451 ] [ 448 ]                                                              |
| 04                                                                           | Facultad de Ciencias Naturales y Matemáticas                                 | 11                                                                           | Licenciatura en Biología.                                                                                   | 5 años                                                                       | [ 451 ] [ 448 ]                                                              |
| 04                                                                           | Facultad de Ciencias Naturales y Matemáticas                                 | 12                                                                           | Licenciatura en Informática Educativa.                                                                      | 5 años                                                                       | [ 451 ] [ 448 ]                                                              |
| 04                                                                           | Facultad de Ciencias Naturales y Matemáticas                                 | 13                                                                           | Licenciatura en Enseñanza de la Matemática.                                                                 | 5 años                                                                       | [ 451 ] [ 448 ]                                                              |
| 04                                                                           | Facultad de Ciencias Naturales y Matemáticas                                 | 14                                                                           | Licenciatura en Enseñanza de las Ciencias Naturales.                                                        | 5 años                                                                       | [ 451 ] [ 448 ]                                                              |
| 05                                                                           | Facultad de Ingeniería y Arquitectura                                        | 01                                                                           | Ingeniería Civil.                                                                                           | 5 años                                                                       | [ 452 ] [ 448 ]                                                              |
| 05                                                                           | Facultad de Ingeniería y Arquitectura                                        | 02                                                                           | Ingeniería de Sistemas Informáticos.                                                                        | 5 años                                                                       | [ 452 ] [ 448 ]                                                              |
| 05                                                                           | Facultad de Ingeniería y Arquitectura                                        | 03                                                                           | Ingeniería Química.                                                                                         | 5 años                                                                       | [ 452 ] [ 448 ]                                                              |
| 05                                                                           | Facultad de Ingeniería y Arquitectura                                        | 04                                                                           | Ingeniería de Alimentos.                                                                                    | 5 años                                                                       | [ 452 ] [ 448 ]                                                              |
| 05                                                                           | Facultad de Ingeniería y Arquitectura                                        | 05                                                                           | Ingeniería Eléctrica.                                                                                       | 5 años                                                                       | [ 452 ] [ 448 ]                                                              |
| 05                                                                           | Facultad de Ingeniería y Arquitectura                                        | 06                                                                           | Ingeniería Mecánica.                                                                                        | 5 años                                                                       | [ 452 ] [ 448 ]                                                              |
| 05                                                                           | Facultad de Ingeniería y Arquitectura                                        | 07                                                                           | Ingeniería Industrial.                                                                                      | 5 años                                                                       | [ 452 ] [ 448 ]                                                              |
| 05                                                                           | Facultad de Ingeniería y Arquitectura                                        | 08                                                                           | Arquitectura.                                                                                               | 5 años                                                                       | [ 452 ] [ 448 ]                                                              |
| 06                                                                           | Facultad de Jurisprudencia y Ciencias Sociales                               | 01                                                                           | Licenciatura en Ciencias Jurídicas.                                                                         | 5 años                                                                       | [ 453 ] [ 448 ]                                                              |
| 06                                                                           | Facultad de Jurisprudencia y Ciencias Sociales                               | 02                                                                           | Licenciatura en Relaciones Internacionales.                                                                 | 5 años                                                                       | [ 453 ] [ 448 ]                                                              |
| 06                                                                           | Facultad de Jurisprudencia y Ciencias Sociales                               | 03                                                                           | Licenciatura en Ciencias Políticas                                                                          | 5 años                                                                       | [ 453 ] [ 448 ]                                                              |
| 07                                                                           | Facultad de Medicina                                                         | 01                                                                           | Doctorado en Medicina.                                                                                      | 8 años                                                                       | [ 454 ] [ 455 ] [ 448 ]                                                      |
| 07                                                                           | Facultad de Medicina                                                         | 02                                                                           | Licenciatura en Laboratorio Clínico.                                                                        | 6 años                                                                       | [ 454 ] [ 455 ] [ 448 ]                                                      |
| 07                                                                           | Facultad de Medicina                                                         | 03                                                                           | Licenciatura en Educación para la Salud.                                                                    | 5 años                                                                       | [ 454 ] [ 455 ] [ 448 ]                                                      |
| 07                                                                           | Facultad de Medicina                                                         | 04                                                                           | Licenciatura en Radiología.                                                                                 | 5 años                                                                       | [ 454 ] [ 455 ] [ 448 ]                                                      |
| 07                                                                           | Facultad de Medicina                                                         | 05                                                                           | Licenciatura en Nutrición.                                                                                  | 5 años                                                                       | [ 454 ] [ 455 ] [ 448 ]                                                      |
| 07                                                                           | Facultad de Medicina                                                         | 06                                                                           | Licenciatura en Anestesiología e Inhalatoria.                                                               | 5 años                                                                       | [ 454 ] [ 455 ] [ 448 ]                                                      |
| 07                                                                           | Facultad de Medicina                                                         | 07                                                                           | Licenciatura en Salud Materno Infantil.                                                                     | 6 años                                                                       | [ 454 ] [ 455 ] [ 448 ]                                                      |
| 07                                                                           | Facultad de Medicina                                                         | 08                                                                           | Licenciatura en Fisioterapia.                                                                               | 5 años                                                                       | [ 454 ] [ 455 ] [ 448 ]                                                      |
| 07                                                                           | Facultad de Medicina                                                         | 09                                                                           | Licenciatura en Salud Ambiental.                                                                            | 6 años                                                                       | [ 454 ] [ 455 ] [ 448 ]                                                      |
| 07                                                                           | Facultad de Medicina                                                         | 10                                                                           | Licenciatura en Optometría.                                                                                 | 5 años                                                                       | [ 454 ] [ 455 ] [ 448 ]                                                      |
| 07                                                                           | Facultad de Medicina                                                         | 11                                                                           | Licenciatura en Enfermería.                                                                                 | 5 años                                                                       | [ 454 ] [ 455 ] [ 448 ]                                                      |
| 08                                                                           | Facultad de Odontología                                                      | 01                                                                           | Doctorado en Cirugía Dental.                                                                                | 8 años                                                                       | [ 456 ] [ 448 ]                                                              |
| 09                                                                           | Facultad de Química y Farmacia                                               | 01                                                                           | Licenciatura en Química y Farmacia.                                                                         | 5 años                                                                       | [ 457 ] [ 448 ]                                                              |
| 09                                                                           | Facultad de Química y Farmacia                                               | 02                                                                           | Técnico en Farmacia Asistencial.                                                                            | 2 años                                                                       | [ 457 ] [ 448 ]                                                              |
| FACULTAD MULTIDISCIPLINARIA DE OCCIDENTE (SANTA ANA)                         |                                                                              |                                                                              | |                                                                              |                                                                              |
| 01                                                                           | Departamento de Medicina                                                     | 01                                                                           | Doctorado en Medicina                                                                                       | 8 años                                                                       | [ 458 ] [ 448 ] [ 459 ]                                                      |
| 01                                                                           | Departamento de Medicina                                                     | 02                                                                           | Licenciatura en Anestesiología y Medicina Perioperatoria.                                                   | 5 años                                                                       | [ 458 ] [ 448 ] [ 459 ]                                                      |
| 01                                                                           | Departamento de Medicina                                                     | 03                                                                           | Técnico en Enfermería.                                                                                      | 2 años                                                                       | [ 458 ] [ 448 ] [ 459 ]                                                      |
| 02                                                                           | Departamento de Ciencias Jurídicas                                           | 01                                                                           | Licenciatura en Ciencias Jurídicas.                                                                         | 5 años                                                                       | [ 458 ] [ 448 ] [ 459 ]                                                      |
| 03                                                                           | Departamento de Ciencias Sociales, Filosofía y Letras                        | 01                                                                           | Licenciatura en Sociología.                                                                                 | 5 años                                                                       | [ 458 ] [ 448 ] [ 459 ]                                                      |
| 03                                                                           | Departamento de Ciencias Sociales, Filosofía y Letras                        | 02                                                                           | Licenciatura en Psicología.                                                                                 | 5 años                                                                       | [ 458 ] [ 448 ] [ 459 ]                                                      |
| 03                                                                           | Departamento de Ciencias Sociales, Filosofía y Letras                        | 03                                                                           | Licenciatura en Ciencias de la Educación Especialidad Educación Básica para Primero y Segundo Ciclo.        | 5 años                                                                       | [ 458 ] [ 448 ] [ 459 ]                                                      |
| 03                                                                           | Departamento de Ciencias Sociales, Filosofía y Letras                        | 04                                                                           | Licenciatura en Ciencias de la Educación con Especialidad en Lenguaje y Literatura.                         | 5 años                                                                       | [ 458 ] [ 448 ] [ 459 ]                                                      |
| 03                                                                           | Departamento de Ciencias Sociales, Filosofía y Letras                        | 05                                                                           | Licenciatura en Educación, Especialidad Lenguaje y Literatura.                                              | 3 años                                                                       | [ 458 ] [ 448 ] [ 459 ]                                                      |
| 03                                                                           | Departamento de Ciencias Sociales, Filosofía y Letras                        | 06                                                                           | Licenciatura en Letras.                                                                                     | 5 años                                                                       | [ 458 ] [ 448 ] [ 459 ]                                                      |
| 03                                                                           | Departamento de Ciencias Sociales, Filosofía y Letras                        | 07                                                                           | Licenciatura en Educación, Especialidad Primero y Segundo Ciclo de Educación Básica.                        | 2 años                                                                       | [ 458 ] [ 448 ] [ 459 ]                                                      |
| 03                                                                           | Departamento de Ciencias Sociales, Filosofía y Letras                        | 08                                                                           | Licenciatura en Educación, Especialidad Administración Escolar.                                             | 2 años                                                                       | [ 458 ] [ 448 ] [ 459 ]                                                      |
| 03                                                                           | Departamento de Ciencias Sociales, Filosofía y Letras                        | 09                                                                           | Profesorado en Educación Básica para Primero y Segundo Ciclos.                                              | 3 años                                                                       | [ 458 ] [ 448 ] [ 459 ]                                                      |
| 03                                                                           | Departamento de Ciencias Sociales, Filosofía y Letras                        | 10                                                                           | Profesorado en Lenguaje y Literatura para Tercer Ciclo de Educación Básica y Educación Media.               | 3 años                                                                       | [ 458 ] [ 448 ] [ 459 ]                                                      |
| 03                                                                           | Departamento de Ciencias Sociales, Filosofía y Letras                        | 11                                                                           | Profesorado en Ciencias Sociales para Tercer Ciclo de Educación Básica y Educación Media                    | 3 años                                                                       | [ 458 ] [ 448 ] [ 459 ]                                                      |
| 03                                                                           | Departamento de Ciencias Sociales, Filosofía y Letras                        | 12                                                                           | Profesorado en Educación Física y Deportes.                                                                 | 3 años                                                                       | [ 458 ] [ 448 ] [ 459 ]                                                      |
| 04                                                                           | Departamento de Ingeniería                                                   | 01                                                                           | Ingeniería Civil.                                                                                           | 5 años                                                                       | [ 458 ] [ 448 ] [ 459 ]                                                      |
| 04                                                                           | Departamento de Ingeniería                                                   | 02                                                                           | Ingeniería en Desarrollo de Software.                                                                       | 5 años                                                                       | [ 458 ] [ 448 ] [ 459 ]                                                      |
| 04                                                                           | Departamento de Ingeniería                                                   | 03                                                                           | Ingeniería Agronómica.                                                                                      | 5 años                                                                       | [ 458 ] [ 448 ] [ 459 ]                                                      |
| 04                                                                           | Departamento de Ingeniería                                                   | 04                                                                           | Ingeniería Química.                                                                                         | 5 años (2 años en Occidente y 3 años en Central)                             | [ 458 ] [ 448 ] [ 459 ]                                                      |
| 04                                                                           | Departamento de Ingeniería                                                   | 05                                                                           | Ingeniería Eléctrica.                                                                                       | 5 años (2 años en Occidente y 3 años en Central)                             | [ 458 ] [ 448 ] [ 459 ]                                                      |
| 04                                                                           | Departamento de Ingeniería                                                   | 06                                                                           | Ingeniería Mecánica.                                                                                        | 5 años (2 años en Occidente y 3 años en Central)                             | [ 458 ] [ 448 ] [ 459 ]                                                      |
| 04                                                                           | Departamento de Ingeniería                                                   | 07                                                                           | Ingeniería Industrial.                                                                                      | 5 años                                                                       | [ 458 ] [ 448 ] [ 459 ]                                                      |
| 04                                                                           | Departamento de Ingeniería                                                   | 08                                                                           | Arquitectura.                                                                                               | 5 años                                                                       | [ 458 ] [ 448 ] [ 459 ]                                                      |
| 04                                                                           | Departamento de Ingeniería                                                   | 09                                                                           | Técnico en Medicina Veterinaria y Zootecnia.                                                                | 3 años                                                                       | [ 458 ] [ 448 ] [ 459 ]                                                      |
| 05                                                                           | Departamento de Ciencias Económicas                                          | 01                                                                           | Licenciatura en Administración de Empresas.                                                                 | 5 años                                                                       | [ 458 ] [ 448 ] [ 459 ]                                                      |
| 05                                                                           | Departamento de Ciencias Económicas                                          | 02                                                                           | Licenciatura en Mercadeo Internacional.                                                                     | 5 años                                                                       | [ 458 ] [ 448 ] [ 459 ]                                                      |
| 05                                                                           | Departamento de Ciencias Económicas                                          | 03                                                                           | Licenciatura en Contaduría Pública.                                                                         | 5 años                                                                       | [ 458 ] [ 448 ] [ 459 ]                                                      |
| 06                                                                           | Departamento de Química                                                      | 01                                                                           | Licenciatura en Química y Farmacia.                                                                         | 5 años (3 años en Occidente y 2 años en Central)                             | [ 458 ] [ 448 ] [ 459 ]                                                      |
| 06                                                                           | Departamento de Química                                                      | 02                                                                           | Licenciatura en Ciencias Químicas.                                                                          | 5 años                                                                       | [ 458 ] [ 448 ] [ 459 ]                                                      |
| 06                                                                           | Departamento de Química                                                      | 03                                                                           | Profesorado en Química para Tercer Ciclo de Educación Básica y Educación Media.                             | 3 años                                                                       | [ 458 ] [ 448 ] [ 459 ]                                                      |
| 07                                                                           | Departamento de Idiomas                                                      | 01                                                                           | Licenciatura en Idioma Inglés: Opción Enseñanza.                                                            | 5 años                                                                       | [ 458 ] [ 448 ] [ 459 ]                                                      |
| 07                                                                           | Departamento de Idiomas                                                      | 02                                                                           | Profesorado en Idioma Inglés para Tercer Ciclo de Educación Básica y Educación Media.                       | 3 años                                                                       | [ 458 ] [ 448 ] [ 459 ]                                                      |
| 08                                                                           | Departamento de Biología                                                     | 01                                                                           | Licenciatura en Biología.                                                                                   | 5 años                                                                       | [ 458 ] [ 448 ] [ 459 ]                                                      |
| 08                                                                           | Departamento de Biología                                                     | 02                                                                           | Profesorado en Biología para Tercer Ciclo de Educación Básica y Educación Media.                            | 3 años                                                                       | [ 458 ] [ 448 ] [ 459 ]                                                      |
| 08                                                                           | Departamento de Biología                                                     | 03                                                                           | Técnico en Turismo Ecológico y Cultural.                                                                    | 2 años                                                                       | [ 458 ] [ 448 ] [ 459 ]                                                      |
| 09                                                                           | Departamento de Física                                                       | 01                                                                           | Licenciatura en Geofísica.                                                                                  | 5 años                                                                       | [ 458 ] [ 448 ] [ 459 ]                                                      |
| 09                                                                           | Departamento de Física                                                       | 02                                                                           | Profesorado en Física para Tercer Ciclo de Educación Básica y Educación Media.                              | 3 años                                                                       | [ 458 ] [ 448 ] [ 459 ]                                                      |
| 10                                                                           | Departamento de Matemática                                                   | 01                                                                           | Licenciatura en Estadística.                                                                                | 5 años                                                                       | [ 458 ] [ 448 ] [ 459 ]                                                      |
| 10                                                                           | Departamento de Matemática                                                   | 02                                                                           | Licenciatura en Educación, Especialidad Matemática.                                                         | 3 años                                                                       | [ 458 ] [ 448 ] [ 459 ]                                                      |
| 10                                                                           | Departamento de Matemática                                                   | 03                                                                           | Profesorado en Matemáticas para Tercer Ciclo de Educación Básica y Educación Media.                         | 3 años                                                                       | [ 458 ] [ 448 ] [ 459 ]                                                      |
| 11                                                                           | PROGRAMA CENTRO UNIVERSITARIO DE AHUACHAPÁN                                  | 01                                                                           | Licenciatura en Educación Especialidad Administración Escolar.                                              | 3 años                                                                       | [ 462 ]                                                                      |
| 11                                                                           | PROGRAMA CENTRO UNIVERSITARIO DE AHUACHAPÁN                                  | 02                                                                           | Licenciatura en Educación Especialidad Primero y Segundo Ciclo de Educación Básica.                         | 3 años                                                                       | [ 462 ]                                                                      |
| 11                                                                           | PROGRAMA CENTRO UNIVERSITARIO DE AHUACHAPÁN                                  | 03                                                                           | Licenciatura en Educación Especialidad en Matemática.                                                       | 3 años                                                                       | [ 462 ]                                                                      |
| 11                                                                           | PROGRAMA CENTRO UNIVERSITARIO DE AHUACHAPÁN                                  | 04                                                                           | Licenciatura en Educación Especialidad en Lenguaje y Literatura.                                            | 3 años                                                                       | [ 462 ]                                                                      |
| FACULTAD MULTIDISCIPLINARIA ORIENTAL (SAN MIGUEL)                            |                                                                              |                                                                              | |                                                                              |                                                                              |
| 01                                                                           | Departamento de Medicina                                                     | 01                                                                           | Doctorado en Medicina                                                                                       | 8 años                                                                       | [ 463 ] [ 464 ]                                                              |
| 01                                                                           | Departamento de Medicina                                                     | 02                                                                           | Licenciatura en Laboratorio Clínico.                                                                        | 6 años                                                                       | [ 463 ] [ 464 ]                                                              |
| 01                                                                           | Departamento de Medicina                                                     | 03                                                                           | Licenciatura en Anestesiología e Inhalatoria.                                                               | 5 años                                                                       | [ 463 ] [ 464 ]                                                              |
| 01                                                                           | Departamento de Medicina                                                     | 04                                                                           | Licenciatura en Fisioterapia y Terapia Ocupacional.                                                         | 5 años                                                                       | [ 463 ] [ 464 ]                                                              |
| 02                                                                           | Departamento de Ciencias Jurídicas                                           | 01                                                                           | Licenciatura en Ciencias Jurídicas.                                                                         | 5 años                                                                       | [ 463 ] [ 464 ]                                                              |
| 03                                                                           | Departamento de Ciencias Sociales, Filosofía y Letras                        | 01                                                                           | Licenciatura en Sociología.                                                                                 | 5 años                                                                       | [ 463 ] [ 464 ]                                                              |
| 03                                                                           | Departamento de Ciencias Sociales, Filosofía y Letras                        | 02                                                                           | Licenciatura en Psicología.                                                                                 | 5 años                                                                       | [ 463 ] [ 464 ]                                                              |
| 03                                                                           | Departamento de Ciencias Sociales, Filosofía y Letras                        | 03                                                                           | Licenciatura en Letras.                                                                                     | 5 años                                                                       | [ 463 ] [ 464 ]                                                              |
| 03                                                                           | Departamento de Ciencias Sociales, Filosofía y Letras                        | 04                                                                           | Licenciatura en Ciencias de la Educación en la Especialidad de Primero y Segundo Ciclo de Educación Básica. | 5 años                                                                       | [ 463 ] [ 464 ]                                                              |
| 03                                                                           | Departamento de Ciencias Sociales, Filosofía y Letras                        | 05                                                                           | Licenciatura en Educación Inicial y Parvularia.                                                             | 5 años                                                                       | [ 463 ] [ 464 ]                                                              |
| 03                                                                           | Departamento de Ciencias Sociales, Filosofía y Letras                        | 06                                                                           | Profesorado en Educación Básica para Primero y Segundo Ciclo.                                               | 3 años                                                                       | [ 463 ] [ 464 ]                                                              |
| 03                                                                           | Departamento de Ciencias Sociales, Filosofía y Letras                        | 07                                                                           | Profesorado en Educación Inicial y Parvularia.                                                              | 3 años                                                                       | [ 463 ] [ 464 ]                                                              |
| 03                                                                           | Departamento de Ciencias Sociales, Filosofía y Letras                        | 08                                                                           | Profesorado en Ciencias Sociales para Tercer Ciclo de Educación Básica y Educación Media.                   | 3 años                                                                       | [ 463 ] [ 464 ]                                                              |
| 03                                                                           | Departamento de Ciencias Sociales, Filosofía y Letras                        | 09                                                                           | Licenciatura en Educación, Especialidad Primero y Segundo Ciclo de Educación Básica.                        | 2 años                                                                       | [ 463 ] [ 464 ]                                                              |
| 03                                                                           | Departamento de Ciencias Sociales, Filosofía y Letras                        | 10                                                                           | Licenciatura en Educación, Especialidad Lenguaje y Literatura.                                              | 2 años                                                                       | [ 463 ] [ 464 ]                                                              |
| 03                                                                           | Departamento de Ciencias Sociales, Filosofía y Letras                        | 11                                                                           | Licenciatura en Educación, Especialidad Administración Escolar.                                             | 2 años                                                                       | [ 463 ] [ 464 ]                                                              |
| 03                                                                           | Departamento de Ciencias Sociales, Filosofía y Letras                        | 12                                                                           | Licenciatura en Educación, Especialidad Matemática.                                                         | 2 años                                                                       | [ 463 ] [ 464 ]                                                              |
| 04                                                                           | Departamento de Ingeniería                                                   | 01                                                                           | Ingeniería Civil.                                                                                           | 5 años                                                                       | [ 463 ] [ 464 ]                                                              |
| 04                                                                           | Departamento de Ingeniería                                                   | 02                                                                           | Ingeniería en Desarrollo de Software.                                                                       | 5 años                                                                       | [ 463 ] [ 464 ]                                                              |
| 04                                                                           | Departamento de Ingeniería                                                   | 03                                                                           | Ingeniería Agronómica.                                                                                      | 5 años                                                                       | [ 463 ] [ 464 ]                                                              |
| 04                                                                           | Departamento de Ingeniería                                                   | 04                                                                           | Ingeniería Eléctrica.                                                                                       | 5 años                                                                       | [ 463 ] [ 464 ]                                                              |
| 04                                                                           | Departamento de Ingeniería                                                   | 05                                                                           | Ingeniería Mecánica.                                                                                        | 5 años                                                                       | [ 463 ] [ 464 ]                                                              |
| 04                                                                           | Departamento de Ingeniería                                                   | 06                                                                           | Ingeniería Industrial.                                                                                      | 5 años                                                                       | [ 463 ] [ 464 ]                                                              |
| 04                                                                           | Departamento de Ingeniería                                                   | 07                                                                           | Arquitectura.                                                                                               | 5 años                                                                       | [ 463 ] [ 464 ]                                                              |
| 05                                                                           | Departamento de Ciencias Económicas                                          | 01                                                                           | Licenciatura en Administración de Empresas.                                                                 | 5 años                                                                       | [ 463 ] [ 464 ]                                                              |
| 05                                                                           | Departamento de Ciencias Económicas                                          | 02                                                                           | Licenciatura en Mercadeo Internacional.                                                                     | 5 años                                                                       | [ 463 ] [ 464 ]                                                              |
| 05                                                                           | Departamento de Ciencias Económicas                                          | 03                                                                           | Licenciatura en Contaduría Pública.                                                                         | 5 años                                                                       | [ 463 ] [ 464 ]                                                              |
| 05                                                                           | Departamento de Ciencias Económicas                                          | 04                                                                           | Licenciatura en Economía.                                                                                   | 5 años                                                                       | [ 463 ] [ 464 ]                                                              |
| 05                                                                           | Departamento de Ciencias Económicas                                          | 05                                                                           | Licenciatura en Logística Comercial Internacional.                                                          | 5 años                                                                       | [ 463 ] [ 464 ]                                                              |
| 06                                                                           | Departamento de Química                                                      | 01                                                                           | Licenciatura en Ciencias Químicas.                                                                          | 5 años                                                                       | [ 463 ] [ 464 ]                                                              |
| 06                                                                           | Departamento de Química                                                      | 02                                                                           | Profesorado en Química para Tercer Ciclo de Educación Básica y Educación Media.                             | 3 años                                                                       | [ 463 ] [ 464 ]                                                              |
| 06                                                                           | Departamento de Química                                                      | 03                                                                           | Licenciatura en Química y Farmacia.                                                                         | 5 años                                                                       | [ 463 ] [ 464 ]                                                              |
| 07                                                                           | Departamento de Idiomas                                                      | 01                                                                           | Licenciatura en Lenguas Modernas: Especialidad en Francés e Inglés.                                         | 5 años                                                                       | [ 463 ] [ 464 ]                                                              |
| 07                                                                           | Departamento de Idiomas                                                      | 02                                                                           | Profesorado en Idioma Inglés para Tercer Ciclo de Educación Básica y Educación Media.                       | 3 años                                                                       | [ 463 ] [ 464 ]                                                              |
| 08                                                                           | Departamento de Biología                                                     | 01                                                                           | Licenciatura en Biología.                                                                                   | 5 años                                                                       | [ 463 ] [ 464 ]                                                              |
| 08                                                                           | Departamento de Biología                                                     | 02                                                                           | Profesorado en Biología para Tercer Ciclo de Educación Básica y Educación Media.                            | 3 años                                                                       | [ 463 ] [ 464 ]                                                              |
| 09                                                                           | Departamento de Física                                                       | 01                                                                           | Licenciatura en Física.                                                                                     | 5 años                                                                       | [ 463 ] [ 464 ]                                                              |
| 09                                                                           | Departamento de Física                                                       | 02                                                                           | Profesorado en Física para Tercer Ciclo de Educación Básica y Educación Media.                              | 3 años                                                                       | [ 463 ] [ 464 ]                                                              |
| 10                                                                           | Departamento de Matemática                                                   | 01                                                                           | Licenciatura en Educación: Especialidad Matemática.                                                         | 2 años                                                                       | [ 463 ] [ 464 ]                                                              |
| 10                                                                           | Departamento de Matemática                                                   | 02                                                                           | Licenciatura en Matemática.                                                                                 | 5 años                                                                       | [ 463 ] [ 464 ]                                                              |
| 10                                                                           | Departamento de Matemática                                                   | 03                                                                           | Profesorado en Matemática para Tercer Ciclo de Educación Básica y Educación Media.                          | 3 años                                                                       | [ 463 ] [ 464 ]                                                              |
| 11                                                                           | PROGRAMA CENTRO UNIVERSITARIO DE MORAZÁN                                     | 01                                                                           | Técnico en Agricultura Sostenible.                                                                          | 3 años                                                                       | [ 463 ] [ 464 ]                                                              |
| 11                                                                           | PROGRAMA CENTRO UNIVERSITARIO DE MORAZÁN                                     | 02                                                                           | Técnico en Gestión del Desarrollo Territorial.                                                              | 2 años                                                                       | [ 463 ] [ 464 ]                                                              |
| 11                                                                           | PROGRAMA CENTRO UNIVERSITARIO DE MORAZÁN                                     | 03                                                                           | Técnico en Turismo Ecológico y Cultural.                                                                    | 2 años                                                                       | [ 463 ] [ 464 ]                                                              |
| 11                                                                           | PROGRAMA CENTRO UNIVERSITARIO DE MORAZÁN                                     | 04                                                                           | Técnico en Veterinaria y Zootecnia.                                                                         | 3 años                                                                       | [ 463 ] [ 464 ]                                                              |
| 11                                                                           | PROGRAMA CENTRO UNIVERSITARIO DE MORAZÁN                                     | 05                                                                           | Técnico en Medicina Preventiva.                                                                             | 2 años                                                                       | [ 463 ] [ 464 ]                                                              |
| FACULTAD MULTIDISCIPLINARIA PARACENTRAL (SAN VICENTE)                        |                                                                              |                                                                              | |                                                                              |                                                                              |
| 01                                                                           | Departamento de Ciencias Sociales, Filosofía y Letras                        | 01                                                                           | Licenciatura en Trabajo Social.                                                                             | 5 años                                                                       | [ 466 ] [ 467 ] [ 463 ]                                                      |
| 01                                                                           | Departamento de Ciencias Sociales, Filosofía y Letras                        | 02                                                                           | Profesorado en Educación Básica para Primero y Segundo Ciclo.                                               | 3 años                                                                       | [ 466 ] [ 467 ] [ 463 ]                                                      |
| 01                                                                           | Departamento de Ciencias Sociales, Filosofía y Letras                        | 03                                                                           | Profesorado en Educación Inicial y Parvularia.                                                              | 3 años                                                                       | [ 466 ] [ 467 ] [ 463 ]                                                      |
| 01                                                                           | Departamento de Ciencias Sociales, Filosofía y Letras                        | 04                                                                           | Licenciatura en Educación, Especialidad Primero y Segundo Ciclo de Educación Básica.                        | 2 años                                                                       | [ 466 ] [ 467 ] [ 463 ]                                                      |
| 01                                                                           | Departamento de Ciencias Sociales, Filosofía y Letras                        | 05                                                                           | Licenciatura en Educación, Especialidad Administración Escolar.                                             | 2 años                                                                       | [ 466 ] [ 467 ] [ 463 ]                                                      |
| 01                                                                           | Departamento de Ciencias Sociales, Filosofía y Letras                        | 06                                                                           | Licenciatura en Educación, Especialidad Lenguaje y Literatura.                                              | 2 años                                                                       | [ 466 ] [ 467 ] [ 463 ]                                                      |
| 02                                                                           | Departamento de Ingeniería                                                   | 01                                                                           | Ingeniería de Sistemas Informáticos.                                                                        | 5 años                                                                       | [ 466 ] [ 467 ] [ 463 ]                                                      |
| 02                                                                           | Departamento de Ingeniería                                                   | 02                                                                           | Ingeniería Agronómica.                                                                                      | 5 años                                                                       | [ 466 ] [ 467 ] [ 463 ]                                                      |
| 02                                                                           | Departamento de Ingeniería                                                   | 03                                                                           | Ingeniería Agroindustrial.                                                                                  | 5 años                                                                       | [ 466 ] [ 467 ] [ 463 ]                                                      |
| 03                                                                           | Departamento de Ciencias Económicas                                          | 01                                                                           | Licenciatura en Administración de Empresas.                                                                 | 5 años                                                                       | [ 466 ] [ 467 ] [ 463 ]                                                      |
| 03                                                                           | Departamento de Ciencias Económicas                                          | 02                                                                           | Licenciatura en Mercadeo Internacional.                                                                     | 5 años                                                                       | [ 466 ] [ 467 ] [ 463 ]                                                      |
| 03                                                                           | Departamento de Ciencias Económicas                                          | 03                                                                           | Licenciatura en Contaduría Pública.                                                                         | 5 años                                                                       | [ 466 ] [ 467 ] [ 463 ]                                                      |
| 04                                                                           | Departamento de Idiomas                                                      | 01                                                                           | Profesorado en Idioma Inglés para Tercer Ciclo de Educación Básica y Educación Media.                       | 3 años                                                                       | [ 466 ] [ 467 ] [ 463 ]                                                      |
| 04                                                                           | Departamento de Idiomas                                                      | 02                                                                           | Licenciatura en Enseñanza de Idiomas Extranjeros: Especialidad Inglés y Francés.                            | 5 años                                                                       | [ 466 ] [ 467 ] [ 463 ]                                                      |
| 05                                                                           | Departamento de Matemática                                                   | 01                                                                           | Profesorado en Matemática para Tercer Ciclo de Educación Básica y Educación Media.                          | 3 años                                                                       | [ 466 ] [ 467 ] [ 463 ]                                                      |
| 05                                                                           | Departamento de Matemática                                                   | 02                                                                           | Licenciatura en Educación, Especialidad Matemática.                                                         | 2 años                                                                       | [ 466 ] [ 467 ] [ 463 ]                                                      |
| 06                                                                           | Departamento de Biología                                                     | 01                                                                           | Profesorado en Biología para Tercer Ciclo de Educación Básica y Educación Media.                            | 3 años                                                                       | [ 466 ] [ 467 ] [ 463 ]                                                      |

| Facultad                                                                     | Facultad                                                                     | Carreras                                                                     | Carreras                                                                                | Duración                                                                     | Ref.                                                                         |
| UNIVERSIDAD DE EL SALVADOR CEDE CENTRAL (CIUDAD UNIVERSITARIA, SAN SALVADOR) | UNIVERSIDAD DE EL SALVADOR CEDE CENTRAL (CIUDAD UNIVERSITARIA, SAN SALVADOR) | UNIVERSIDAD DE EL SALVADOR CEDE CENTRAL (CIUDAD UNIVERSITARIA, SAN SALVADOR) | UNIVERSIDAD DE EL SALVADOR CEDE CENTRAL (CIUDAD UNIVERSITARIA, SAN SALVADOR)            | UNIVERSIDAD DE EL SALVADOR CEDE CENTRAL (CIUDAD UNIVERSITARIA, SAN SALVADOR) | UNIVERSIDAD DE EL SALVADOR CEDE CENTRAL (CIUDAD UNIVERSITARIA, SAN SALVADOR) |
| ---------------------------------------------------------------------------- | ---------------------------------------------------------------------------- | ---------------------------------------------------------------------------- | --------------------------------------------------------------------------------------- | ---------------------------------------------------------------------------- | ---------------------------------------------------------------------------- |
| 01                                                                           | Facultad de Ciencias Agronómicas                                             | 01                                                                           | Maestría en Agricultura Sostenible.                                                     | 3 años                                                                       | [ 468 ] [ 469 ]                                                              |
| 01                                                                           | Facultad de Ciencias Agronómicas                                             | 02                                                                           | Maestría en Ciencias en Geología.                                                       | 2 años                                                                       | [ 468 ] [ 469 ]                                                              |
| 01                                                                           | Facultad de Ciencias Agronómicas                                             | 03                                                                           | Maestría en Ciencias en Biología Molecular.                                             | 2 años                                                                       | [ 468 ] [ 469 ]                                                              |
| 01                                                                           | Facultad de Ciencias Agronómicas                                             | 04                                                                           | Maestría en Ciencias en Gestión Integral del Agua.                                      | 2 años                                                                       | [ 468 ] [ 469 ]                                                              |
| 01                                                                           | Facultad de Ciencias Agronómicas                                             | 05                                                                           | Maestría en Ciencias en Manejo de Cuencas Hidrográficas.                                | 2 años                                                                       | [ 468 ] [ 469 ]                                                              |
| 01                                                                           | Facultad de Ciencias Agronómicas                                             | 06                                                                           | Maestría en Evaluación de Peligrosidades Naturales.                                     | 2 años                                                                       | [ 468 ] [ 469 ]                                                              |
| 01                                                                           | Facultad de Ciencias Agronómicas                                             | 07                                                                           | Doctorado en Biología Molecular.                                                        | 4 años                                                                       | [ 468 ] [ 469 ]                                                              |
| 02                                                                           | Facultad de Ciencias Económicas                                              | 01                                                                           | Maestría en Políticas Públicas.                                                         | 2 años                                                                       | [ 470 ] [ 469 ]                                                              |
| 02                                                                           | Facultad de Ciencias Económicas                                              | 02                                                                           | Maestría en Consultoría Empresarial.                                                    | 2 años                                                                       | [ 470 ] [ 469 ]                                                              |
| 02                                                                           | Facultad de Ciencias Económicas                                              | 03                                                                           | Maestría en Administración Financiera.                                                  | 2 años                                                                       | [ 470 ] [ 469 ]                                                              |
| 02                                                                           | Facultad de Ciencias Económicas                                              | 04                                                                           | Maestría en Sistemas Integrados de Gestión de Calidad.                                  | 2 años                                                                       | [ 470 ] [ 469 ]                                                              |
| 02                                                                           | Facultad de Ciencias Económicas                                              | 05                                                                           | Maestría en Economía para el Desarrollo.                                                | 2 años                                                                       | [ 470 ] [ 469 ]                                                              |
| 02                                                                           | Facultad de Ciencias Económicas                                              | 06                                                                           | Doctorado en Ciencias Económicas.                                                       | 3 años                                                                       | [ 470 ] [ 469 ]                                                              |
| 03                                                                           | Facultad de Ciencias y Humanidades                                           | 01                                                                           | Maestría en Didáctica del Idioma Inglés.                                                | 3 años                                                                       | [ 471 ] [ 469 ]                                                              |
| 03                                                                           | Facultad de Ciencias y Humanidades                                           | 02                                                                           | Maestría en Derechos Humanos y Educación para la Paz.                                   | 2 años                                                                       | [ 471 ] [ 469 ]                                                              |
| 03                                                                           | Facultad de Ciencias y Humanidades                                           | 03                                                                           | Maestría en Métodos y Técnicas de Investigación Social.                                 | 3 años                                                                       | [ 471 ] [ 469 ]                                                              |
| 03                                                                           | Facultad de Ciencias y Humanidades                                           | 04                                                                           | Maestría en Estudios de Cultura Centroamericana, Opción Literatura.                     | 2 años                                                                       | [ 471 ] [ 469 ]                                                              |
| 03                                                                           | Facultad de Ciencias y Humanidades                                           | 05                                                                           | Maestría en Formación para la Docencia Universitaria.                                   | 2 años y medio                                                               | [ 471 ] [ 469 ]                                                              |
| 03                                                                           | Facultad de Ciencias y Humanidades                                           | 06                                                                           | Maestría en Traducción Inglés Español - Español Inglés.                                 | 2 años                                                                       | [ 471 ] [ 469 ]                                                              |
| 03                                                                           | Facultad de Ciencias y Humanidades                                           | 07                                                                           | Maestría en Psicología Clínica de la Comunidad.                                         | 2 años                                                                       | [ 471 ] [ 469 ]                                                              |
| 03                                                                           | Facultad de Ciencias y Humanidades                                           | 08                                                                           | Maestría en Historia y Didácta                                                          | 2 años                                                                       | [ 471 ] [ 469 ]                                                              |
| 03                                                                           | Facultad de Ciencias y Humanidades                                           | 09                                                                           | Maestría en Artes Visuales                                                              | 2 años                                                                       | [ 471 ] [ 469 ]                                                              |
| 03                                                                           | Facultad de Ciencias y Humanidades                                           | 10                                                                           | Maestría en Trabajo Social Clínico                                                      | 2 años                                                                       | [ 471 ] [ 469 ]                                                              |
| 03                                                                           | Facultad de Ciencias y Humanidades                                           | 11                                                                           | Maestría en Psicología con Especialidad Jurídico Forense                                | 2 años                                                                       | [ 471 ] [ 469 ]                                                              |
| 03                                                                           | Facultad de Ciencias y Humanidades                                           | 12                                                                           | Doctorado en Educación con Especialidad en Investigación y Evaluación.                  | 3 años                                                                       | [ 471 ] [ 469 ]                                                              |
| 03                                                                           | Facultad de Ciencias y Humanidades                                           | 13                                                                           | Doctorado en Psicología Clínico Social                                                  | 3 años                                                                       | [ 471 ] [ 469 ]                                                              |
| 03                                                                           | Facultad de Ciencias y Humanidades                                           | 14                                                                           | Doctorado en Filosofía y Pensamiento Crítico                                            | 2 años                                                                       | [ 471 ] [ 469 ]                                                              |
| 03                                                                           | Facultad de Ciencias y Humanidades                                           | 15                                                                           | Doctorado en Ciencias Sociales.                                                         | 2 años                                                                       | [ 471 ] [ 469 ]                                                              |
| 04                                                                           | Facultad de Ciencias Naturales y Matemáticas                                 | 01                                                                           | Maestría en Gestión Ambiental.                                                          | 2 años                                                                       | [ 469 ] [ 472 ]                                                              |
| 04                                                                           | Facultad de Ciencias Naturales y Matemáticas                                 | 02                                                                           | Maestría en Manejo Sustentable de los Recursos Naturales Continentales.                 | 2 años                                                                       | [ 469 ] [ 472 ]                                                              |
| 04                                                                           | Facultad de Ciencias Naturales y Matemáticas                                 | 03                                                                           | Maestría en Manejo Sustentable de los Recursos Naturales Costero-Marinos.               | 2 años                                                                       | [ 469 ] [ 472 ]                                                              |
| 04                                                                           | Facultad de Ciencias Naturales y Matemáticas                                 | 04                                                                           | Maestría en Química.                                                                    | 2 años                                                                       | [ 469 ] [ 472 ]                                                              |
| 04                                                                           | Facultad de Ciencias Naturales y Matemáticas                                 | 05                                                                           | Maestría en Didáctica de la Matemática.                                                 | 2 años                                                                       | [ 469 ] [ 472 ]                                                              |
| 04                                                                           | Facultad de Ciencias Naturales y Matemáticas                                 | 06                                                                           | Maestría en Estadística.                                                                | 1 año y medio                                                                | [ 469 ] [ 472 ]                                                              |
| 04                                                                           | Facultad de Ciencias Naturales y Matemáticas                                 | 07                                                                           | Maestría en Formación de Formadores de Docentes de Educación Básica.                    | 2 años                                                                       | [ 469 ] [ 472 ]                                                              |
| 04                                                                           | Facultad de Ciencias Naturales y Matemáticas                                 | 08                                                                           | Maestría en Matemática Fundamental.                                                     | 3 años                                                                       | [ 469 ] [ 472 ]                                                              |
| 04                                                                           | Facultad de Ciencias Naturales y Matemáticas                                 | 09                                                                           | Doctorado en Matemáticas.                                                               | 3 años                                                                       | [ 469 ] [ 472 ]                                                              |
| 04                                                                           | Facultad de Ciencias Naturales y Matemáticas                                 | 10                                                                           | Doctorado Regional en Ciencias Físicas.                                                 | 3 años                                                                       | [ 469 ] [ 472 ]                                                              |
| 05                                                                           | Facultad de Ingeniería y Arquitectura                                        | 01                                                                           | Maestría en Gestión de Recursos Hidrogeológicos.                                        | 2 años                                                                       | [ 473 ] [ 469 ]                                                              |
| 05                                                                           | Facultad de Ingeniería y Arquitectura                                        | 02                                                                           | Maestría en Ingeniería Estructural.                                                     | 1 año y medio                                                                | [ 473 ] [ 469 ]                                                              |
| 05                                                                           | Facultad de Ingeniería y Arquitectura                                        | 03                                                                           | Maestría en Energías Renovables y Medio Ambiente.                                       | 1 año y medio                                                                | [ 473 ] [ 469 ]                                                              |
| 05                                                                           | Facultad de Ingeniería y Arquitectura                                        | 04                                                                           | Maestría en Formulación, Evaluación y Gestión de la Implementación de Proyectos.        | 1 año y medio                                                                | [ 473 ] [ 469 ]                                                              |
| 05                                                                           | Facultad de Ingeniería y Arquitectura                                        | 05                                                                           | Maestría en Ingeniería Vial.                                                            | 2 años                                                                       | [ 473 ] [ 469 ]                                                              |
| 05                                                                           | Facultad de Ingeniería y Arquitectura                                        | 06                                                                           | Maestría en Prevención de Riesgos Laborales.                                            | 2 años                                                                       | [ 473 ] [ 469 ]                                                              |
| 05                                                                           | Facultad de Ingeniería y Arquitectura                                        | 07                                                                           | Maestría en Ingeniería para la Industria Especialización en Telecomunicaciones.         | 2 años                                                                       | [ 473 ] [ 469 ]                                                              |
| 05                                                                           | Facultad de Ingeniería y Arquitectura                                        | 08                                                                           | Maestría en Ingeniería para la Industria Especialización en Ciencias de la Computación. | 2 años                                                                       | [ 473 ] [ 469 ]                                                              |
| 05                                                                           | Facultad de Ingeniería y Arquitectura                                        | 09                                                                           | Doctorado en Ingeniería Sísmica.                                                        | 3 años                                                                       | [ 473 ] [ 469 ]                                                              |
| 06                                                                           | Facultad de Jurisprudencia y Ciencias Sociales                               | 01                                                                           | Maestría en Relaciones Internacionales.                                                 | 3 años                                                                       | [ 474 ] [ 469 ]                                                              |
| 06                                                                           | Facultad de Jurisprudencia y Ciencias Sociales                               | 02                                                                           | Maestría Judicial.                                                                      | 2 años                                                                       | [ 474 ] [ 469 ]                                                              |
| 06                                                                           | Facultad de Jurisprudencia y Ciencias Sociales                               | 03                                                                           | Maestría en Derecho Administrativo y Políticas Públicas.                                | 2 años                                                                       | [ 474 ] [ 469 ]                                                              |
| 06                                                                           | Facultad de Jurisprudencia y Ciencias Sociales                               | 04                                                                           | Maestría en Derecho Privado.                                                            | 2 años                                                                       | [ 474 ] [ 469 ]                                                              |
| 06                                                                           | Facultad de Jurisprudencia y Ciencias Sociales                               | 05                                                                           | Maestría en Derecho Penal Económico.                                                    | 2 años                                                                       | [ 474 ] [ 469 ]                                                              |
| 06                                                                           | Facultad de Jurisprudencia y Ciencias Sociales                               | 06                                                                           | Maestría en Ciencia Política y Gestión Pública.                                         | 2 años                                                                       | [ 474 ] [ 469 ]                                                              |
| 06                                                                           | Facultad de Jurisprudencia y Ciencias Sociales                               | 07                                                                           | Maestría en Estudios de Género.                                                         | 2 años                                                                       | [ 474 ] [ 469 ]                                                              |
| 06                                                                           | Facultad de Jurisprudencia y Ciencias Sociales                               | 08                                                                           | Maestría en Gerencia de Proyectos Sociales y Planificación para el Desarrollo.          | 2 años                                                                       | [ 474 ] [ 469 ]                                                              |
| 07                                                                           | Facultad de Medicina                                                         | 01                                                                           | Especialidad Médica en Cirugía General.                                                 | 2 años                                                                       | [ 475 ] [ 469 ]                                                              |
| 07                                                                           | Facultad de Medicina                                                         | 02                                                                           | Especialidad Médica en Ginecología y Obstetricia.                                       | 1 año y medio                                                                | [ 475 ] [ 469 ]                                                              |
| 07                                                                           | Facultad de Medicina                                                         | 03                                                                           | Especialidad Médica en Medicina Interna.                                                | 1 año y medio                                                                | [ 475 ] [ 469 ]                                                              |
| 07                                                                           | Facultad de Medicina                                                         | 04                                                                           | Especialidad Médica en Medicina Pediátrica.                                             | 1 año y medio                                                                | [ 475 ] [ 469 ]                                                              |
| 07                                                                           | Facultad de Medicina                                                         | 05                                                                           | Especialidad Médica en Psiquiatría y Salud Mental.                                      | 1 año y medio                                                                | [ 475 ] [ 469 ]                                                              |
| 07                                                                           | Facultad de Medicina                                                         | 06                                                                           | Especialidad Médica en Medicina Familiar.                                               | 1 año y medio                                                                | [ 475 ] [ 469 ]                                                              |
| 07                                                                           | Facultad de Medicina                                                         | 07                                                                           | Especialidad Médica en Medicina Legal.                                                  | 1 año y medio                                                                | [ 475 ] [ 469 ]                                                              |
| 07                                                                           | Facultad de Medicina                                                         | 08                                                                           | Especialidad Médica en Anestesiología.                                                  | 2 años                                                                       | [ 475 ] [ 469 ]                                                              |
| 07                                                                           | Facultad de Medicina                                                         | 09                                                                           | Especialidad Médica en Cirugía Pediátrica.                                              | 2 años                                                                       | [ 475 ] [ 469 ]                                                              |
| 07                                                                           | Facultad de Medicina                                                         | 10                                                                           | Especialidad Médica en Medicina del Trabajo.                                            | 1 año y medio                                                                | [ 475 ] [ 469 ]                                                              |
| 07                                                                           | Facultad de Medicina                                                         | 11                                                                           | Especialidad Médica en Neumología.                                                      | 1 año y medio                                                                | [ 475 ] [ 469 ]                                                              |
| 07                                                                           | Facultad de Medicina                                                         | 12                                                                           | Especialidad Médica en Radiología e Imágenes.                                           | 2 años                                                                       | [ 475 ] [ 469 ]                                                              |
| 07                                                                           | Facultad de Medicina                                                         | 13                                                                           | Especialidad Médica en Ortopedia y Traumatología.                                       | 2 años y medio                                                               | [ 475 ] [ 469 ]                                                              |
| 07                                                                           | Facultad de Medicina                                                         | 14                                                                           | Especialidad Médica en Medicina Crítica y Cuidados Intensivos.                          | 2 años                                                                       | [ 475 ] [ 469 ]                                                              |
| 07                                                                           | Facultad de Medicina                                                         | 15                                                                           | Especialidad Médica en Cardiología.                                                     | 2 años                                                                       | [ 475 ] [ 469 ]                                                              |
| 07                                                                           | Facultad de Medicina                                                         | 16                                                                           | Especialidad Médica en Oftalmología Pediátrica.                                         | 2 años                                                                       | [ 475 ] [ 469 ]                                                              |
| 07                                                                           | Facultad de Medicina                                                         | 17                                                                           | Especialidad Médica en Infectología.                                                    | 1 año y medio                                                                | [ 475 ] [ 469 ]                                                              |
| 07                                                                           | Facultad de Medicina                                                         | 18                                                                           | Especialidad Médica en Coloproctología.                                                 | 1 año y medio                                                                | [ 475 ] [ 469 ]                                                              |
| 07                                                                           | Facultad de Medicina                                                         | 19                                                                           | Especialidad Médica en Medicina Neonatal.                                               | 1 año y medio                                                                | [ 475 ] [ 469 ]                                                              |
| 07                                                                           | Facultad de Medicina                                                         | 20                                                                           | Especialidad Médica en Endocrinología, Diabetes y Metabolismo.                          | 1 año y medio                                                                | [ 475 ] [ 469 ]                                                              |
| 07                                                                           | Facultad de Medicina                                                         | 21                                                                           | Especialidad Médica en Oftalmología.                                                    | 2 años                                                                       | [ 475 ] [ 469 ]                                                              |
| 07                                                                           | Facultad de Medicina                                                         | 22                                                                           | Especialidad Médica en Anatomía Patológica.                                             | 1 año y medio                                                                | [ 475 ] [ 469 ]                                                              |
| 07                                                                           | Facultad de Medicina                                                         | 23                                                                           | Especialidad Médica en Medicina Materno Fetal.                                          | 1 año y medio                                                                | [ 475 ] [ 469 ]                                                              |
| 07                                                                           | Facultad de Medicina                                                         | 24                                                                           | Maestría en Educación, en Salud Sexual y Reproductiva.                                  | 2 años                                                                       | [ 475 ] [ 469 ]                                                              |
| 07                                                                           | Facultad de Medicina                                                         | 25                                                                           | Maestría en Salud Pública.                                                              | 2 años                                                                       | [ 475 ] [ 469 ]                                                              |
| 07                                                                           | Facultad de Medicina                                                         | 26                                                                           | Maestría en Epidemiología.                                                              | 2 años                                                                       | [ 475 ] [ 469 ]                                                              |
| 07                                                                           | Facultad de Medicina                                                         | 27                                                                           | Maestría en Gestión Hospitalaria.                                                       | 2 años                                                                       | [ 475 ] [ 469 ]                                                              |
| 07                                                                           | Facultad de Medicina                                                         | 28                                                                           | Maestría en Psicología Clínica de la Comunidad.                                         | 2 años                                                                       | [ 475 ] [ 469 ]                                                              |
| 07                                                                           | Facultad de Medicina                                                         | 29                                                                           | Maestría en Enfermería con Especialidad en Cuidados Críticos e Intensivos.              | 2 años                                                                       | [ 475 ] [ 469 ]                                                              |
| 07                                                                           | Facultad de Medicina                                                         | 30                                                                           | Doctorado en Ciencias de la Salud.                                                      | 3 años                                                                       | [ 475 ] [ 469 ]                                                              |
| 08                                                                           | Facultad de Odontología                                                      | 01                                                                           | Especialidad en Cirugía Oral y Maxilofacial.                                            | 2 años                                                                       | [ 456 ] [ 469 ]                                                              |
| 08                                                                           | Facultad de Odontología                                                      | 02                                                                           | Maestría en Odontopediatría.                                                            | 2 años                                                                       | [ 456 ] [ 469 ]                                                              |
| 09                                                                           | Facultad de Química y Farmacia                                               | 01                                                                           | Maestría en Microbiología e Inocuidad de Alimentos.                                     | 2 años                                                                       | [ 476 ] [ 469 ]                                                              |
| 09                                                                           | Facultad de Química y Farmacia                                               | 02                                                                           | Maestría en Farmacia Clínica y Atención Farmacéutica.                                   | 2 años                                                                       | [ 476 ] [ 469 ]                                                              |
| FACULTAD MULTIDISCIPLINARIA DE OCCIDENTE (SANTA ANA)                         |                                                                              |                                                                              |                                                                                         |                                                                              |                                                                              |
| 01                                                                           | Departamento de Medicina                                                     | 01                                                                           | Maestría en Salud Pública.                                                              | 2 años                                                                       | [ 458 ] [ 448 ]                                                              |
| 01                                                                           | Departamento de Medicina                                                     | 02                                                                           | Especialidad Médica en Cirugía General.                                                 | 2 años                                                                       | [ 458 ] [ 448 ]                                                              |
| 01                                                                           | Departamento de Medicina                                                     | 03                                                                           | Especialidad Médica en Ginecología y Obstetricia.                                       | 1 año y medio                                                                | [ 458 ] [ 448 ]                                                              |
| 01                                                                           | Departamento de Medicina                                                     | 04                                                                           | Especialidad Médica en Medicina Interna.                                                | 1 año y medio                                                                | [ 458 ] [ 448 ]                                                              |
| 01                                                                           | Departamento de Medicina                                                     | 05                                                                           | Especialidad Médica en Medicina Pediátrica.                                             | 1 año y medio                                                                | [ 458 ] [ 448 ]                                                              |
| 01                                                                           | Departamento de Medicina                                                     | 06                                                                           | Especialidad Médica en Medicina Neonatal.                                               | 1 año y medio                                                                | [ 458 ] [ 448 ]                                                              |
| 01                                                                           | Departamento de Medicina                                                     | 07                                                                           | Maestría en Psicología con Especialidad Jurídico Forense.                               | 2 años                                                                       | [ 458 ] [ 448 ]                                                              |
| 01                                                                           | Departamento de Medicina                                                     | 08                                                                           | Maestría en Gestión Hospitalaria.                                                       | 2 años                                                                       | [ 458 ] [ 448 ]                                                              |
| 02                                                                           | Departamento de Ciencias Jurídicas                                           | 01                                                                           | Maestría en Derechos Humanos y Educación para la Paz.                                   | 2 años                                                                       | [ 458 ] [ 448 ]                                                              |
| 02                                                                           | Departamento de Ciencias Jurídicas                                           | 02                                                                           | Maestría en Derecho Penal Económico.                                                    | 2 años                                                                       | [ 458 ] [ 448 ]                                                              |
| 03                                                                           | Departamento de Ciencias Sociales, Filosofía y Letras                        | 01                                                                           | Maestría en Métodos y Técnicas de Investigación Social.                                 | 2 años y medio                                                               | [ 458 ] [ 448 ]                                                              |
| 03                                                                           | Departamento de Ciencias Sociales, Filosofía y Letras                        | 02                                                                           | Maestría en Profesionalización de la Docencia Superior.                                 | 3 años                                                                       | [ 458 ] [ 448 ]                                                              |
| 03                                                                           | Departamento de Ciencias Sociales, Filosofía y Letras                        | 03                                                                           | Maestría en Estudios de Cultura Centroamericana, Opción Literatura.                     | 2 años                                                                       | [ 458 ] [ 448 ]                                                              |
| 03                                                                           | Departamento de Ciencias Sociales, Filosofía y Letras                        | 04                                                                           | Maestría en Formación para la Docencia Universitaria.                                   | 3 años                                                                       | [ 458 ] [ 448 ]                                                              |
| 03                                                                           | Departamento de Ciencias Sociales, Filosofía y Letras                        | 05                                                                           | Doctorado en Educación con Especialidad en Atención Integral a la Primera Infancia.     | 3 años                                                                       | [ 458 ] [ 448 ]                                                              |
| 03                                                                           | Departamento de Ciencias Sociales, Filosofía y Letras                        | 06                                                                           | Doctorado en Educación con Especialidad en Enseñanza Básica.                            | 3 años                                                                       | [ 458 ] [ 448 ]                                                              |
| 03                                                                           | Departamento de Ciencias Sociales, Filosofía y Letras                        | 07                                                                           | Doctorado en Educación con Especialidad en Educación Superior.                          | 3 años                                                                       | [ 458 ] [ 448 ]                                                              |
| 04                                                                           | Departamento de Ingeniería                                                   | 01                                                                           | Maestría en Desarrollo Local Sostenible.                                                | 2 años                                                                       | [ 458 ] [ 448 ]                                                              |
| 04                                                                           | Departamento de Ingeniería                                                   | 02                                                                           | Maestría en Sistemas Integrados de Gestión de Calidad.                                  | 2 años                                                                       | [ 458 ] [ 448 ]                                                              |
| 05                                                                           | Departamento de Ciencias Económicas                                          | 01                                                                           | Maestría en Administración Financiera.                                                  | 2 años                                                                       | [ 458 ] [ 448 ]                                                              |
| 05                                                                           | Departamento de Ciencias Económicas                                          | 02                                                                           | Maestría en Consultoría Empresarial.                                                    | 2 años                                                                       | [ 458 ] [ 448 ]                                                              |
| 06                                                                           | Departamento de Idiomas                                                      | 01                                                                           | Curso Intensivo de Inglés.                                                              | -                                                                            | [ 458 ] [ 448 ]                                                              |
| 06                                                                           | Departamento de Idiomas                                                      | 02                                                                           | Curso Intensivo de Coreano.                                                             | -                                                                            | [ 458 ] [ 448 ]                                                              |
| 06                                                                           | Departamento de Idiomas                                                      | 03                                                                           | Curso Intensivo de Francés.                                                             | -                                                                            | [ 458 ] [ 448 ]                                                              |
| 07                                                                           | Departamento de Biología                                                     | 01                                                                           | Maestría en Gestión Ambiental.                                                          | 2 años                                                                       | [ 458 ] [ 448 ]                                                              |
| FACULTAD MULTIDISCIPLINARIA ORIENTAL (SAN MIGUEL)                            |                                                                              |                                                                              |                                                                                         |                                                                              |                                                                              |
| 01                                                                           | Departamento de Medicina                                                     | 01                                                                           | Especialidad Médica en Cirugía General.                                                 | 1 año y medio                                                                | [ 463 ] [ 464 ]                                                              |
| 01                                                                           | Departamento de Medicina                                                     | 02                                                                           | Especialidad Médica en Ginecología y Obstetricia.                                       | 1 año y medio                                                                | [ 463 ] [ 464 ]                                                              |
| 01                                                                           | Departamento de Medicina                                                     | 03                                                                           | Especialidad Médica en Medicina Interna.                                                | 1 año y medio                                                                | [ 463 ] [ 464 ]                                                              |
| 01                                                                           | Departamento de Medicina                                                     | 04                                                                           | Especialidad Médica en Medicina Pediátrica.                                             | 1 año y medio                                                                | [ 463 ] [ 464 ]                                                              |
| 01                                                                           | Departamento de Medicina                                                     | 05                                                                           | Especialidad Médica en Ortopedia y Traumatología.                                       | 3 años                                                                       | [ 463 ] [ 464 ]                                                              |
| 01                                                                           | Departamento de Medicina                                                     | 06                                                                           | Maestría en Psicología con Especialidad Jurídico Forense.                               | 2 años                                                                       | [ 463 ] [ 464 ]                                                              |
| 01                                                                           | Departamento de Medicina                                                     | 07                                                                           | Especialidad Médica en Anatomía Patológica.                                             | 3 años                                                                       | [ 463 ] [ 464 ]                                                              |
| 01                                                                           | Departamento de Medicina                                                     | 08                                                                           | Maestría en Servicios Integrales de Salud Sexual y Reproductiva.                        | 2 años                                                                       | [ 463 ] [ 464 ]                                                              |
| 01                                                                           | Departamento de Medicina                                                     | 09                                                                           | Maestría en Salud Pública.                                                              | 2 años                                                                       | [ 463 ] [ 464 ]                                                              |
| 01                                                                           | Departamento de Medicina                                                     | 10                                                                           | Maestría en Psicología Clínica de la Comunidad.                                         | 2 años                                                                       | [ 463 ] [ 464 ]                                                              |
| 01                                                                           | Departamento de Medicina                                                     | 11                                                                           | Maestría en Gerontología Clínica y Social.                                              | 2 años y medio                                                               | [ 463 ] [ 464 ]                                                              |
| 02                                                                           | Departamento de Ciencias Jurídicas                                           | 01                                                                           | Maestría en Derecho Penal Económico.                                                    | 3 años                                                                       | [ 463 ] [ 464 ]                                                              |
| 02                                                                           | Departamento de Ciencias Jurídicas                                           | 02                                                                           | Maestría en Derecho Administrativo y Políticas Públicas.                                | 2 años                                                                       | [ 463 ] [ 464 ]                                                              |
| 02                                                                           | Departamento de Ciencias Jurídicas                                           | 03                                                                           | Maestría en Políticas Públicas.                                                         | 2 años                                                                       | [ 463 ] [ 464 ]                                                              |
| 03                                                                           | Departamento de Ciencias Sociales, Filosofía y Letras                        | 01                                                                           | Maestría en Profesionalización de la Docencia Superior.                                 | 3 años                                                                       | [ 463 ] [ 464 ]                                                              |
| 03                                                                           | Departamento de Ciencias Sociales, Filosofía y Letras                        | 02                                                                           | Maestría en Métodos y Técnicas de Investigación Social.                                 | 2 años y medio                                                               | [ 463 ] [ 464 ]                                                              |
| 03                                                                           | Departamento de Ciencias Sociales, Filosofía y Letras                        | 03                                                                           | Maestría en Formación para la Docencia Universitaria.                                   | 3 años                                                                       | [ 463 ] [ 464 ]                                                              |
| 03                                                                           | Departamento de Ciencias Sociales, Filosofía y Letras                        | 04                                                                           | Maestría en Didáctica Diferencial de las Ciencias Naturales.                            | 2 años                                                                       | [ 463 ] [ 464 ]                                                              |
| 03                                                                           | Departamento de Ciencias Sociales, Filosofía y Letras                        | 05                                                                           | Maestría Didáctica Diferencial y Gestión Escolar.                                       | 2 años                                                                       | [ 463 ] [ 464 ]                                                              |
| 03                                                                           | Departamento de Ciencias Sociales, Filosofía y Letras                        | 11                                                                           | Doctorado en Desarrollo Educativo y Praxis Didáctica.                                   | 3 años                                                                       | [ 463 ] [ 464 ]                                                              |
| 04                                                                           | Departamento de Ciencias Económicas                                          | 01                                                                           | Maestría en Administración Financiera.                                                  | 2 años                                                                       | [ 463 ] [ 464 ]                                                              |
| 05                                                                           | Departamento de Biología                                                     | 01                                                                           | Maestría en Gestión Ambiental.                                                          | 2 años                                                                       | [ 463 ] [ 464 ]                                                              |
| FACULTAD MULTIDISCIPLINARIA PARACENTRAL (SAN VICENTE)                        |                                                                              |                                                                              |                                                                                         |                                                                              |                                                                              |
| 01                                                                           | Departamento de Ciencias Sociales, Filosofía y Letras                        | 02                                                                           | Maestría en Formación para la Docencia Universitaria.                                   | 3 años                                                                       | [ 467 ] [ 469 ]                                                              |
| 01                                                                           | Departamento de Ciencias Sociales, Filosofía y Letras                        | 03                                                                           | Doctorado en Educación con Especialidad en Cultura de Paz y Derechos Humanos.           | 3 años                                                                       | [ 467 ] [ 469 ]                                                              |
| 02                                                                           | Departamento de Ingeniería                                                   | 01                                                                           | Maestría en Desarrollo Local Sostenible.                                                | 2 años                                                                       | [ 467 ] [ 469 ]                                                              |
| 03                                                                           | Departamento de Ciencias Económicas                                          | 01                                                                           | Maestría en Administración Financiera.                                                  | 2 años                                                                       | [ 467 ] [ 469 ]                                                              |

Entre las carreras con mayor demanda estudiantil están las de ingeniería, arquitectura, medicina, odontología, profesorados y mercadeo; en tanto que las carreras con menor demanda son las que se basan en la ciencia como geología, biología, física, química y matemáticas, además de las carreras de historia, letras y antropología.

### Programa educación en línea
El 19 de enero de 2016 se inaugura el proyecto de la Universidad de El Salvador en Línea - Educación a Distancia, con apoyo del Ministerio de Educación (MINED) y la asesoría de la Universidad Estatal a Distancia de Costa Rica (UNED). Las carreras impartidas bajo esta modalidad son las siguientes:
- Licenciatura en Enseñanza de las Ciencias Naturales.
- Licenciatura en Enseñanza de la Matemática.
- Licenciatura en Informática Educativa.
- Licenciatura en Enseñanza del Inglés.
- Licenciatura en Mercadeo Internacional.
- Ingeniería Industrial.
- Ingeniería de Sistemas Informáticos.
- Ingeniería Agroindustrial.

### Consejo de Becas
El Consejo de Becas ofrece becas de posgrado a docentes o profesionales no docentes que laboran en la Universidad de El Salvador. Además, mantiene informada a la comunidad universitaria y graduados de la UES, mediante convocatorias de becas de oferentes internacionales, universidades extranjeras e institutos de educación superior; así como también, las que sean remitidas a la Universidad de El Salvador.

### Secretaría de Investigaciones Científicas (SIC-UES)
La Secretaría de Investigaciones Científicas de la Universidad de El Salvador (SIC-UES) es la unidad orgánica encargada de coordinar los esfuerzos de la investigación científica que realiza la Universidad de El Salvador, por medio de las actividades de investigación en las Facultades, los Centros, Institutos y Unidades de Investigación, orientadas a la gestión, promoción, avance, seguimiento y divulgación de las investigaciones científicas generadoras de nuevo conocimiento, para contribuir al desarrollo y el bienestar social y económico del país.

## Personajes emblemáticos
En la Universidad de El Salvador han estudiado e impartido clases reconocidos personajes que han formado parte de la historia de El Salvador, entre los cuales se encuentran presidentes, abogados, políticos, funcionarios públicos, médicos, escritores, artistas, historiadores, arqueólogos y doctores honoris causa.

## Población estudiantil

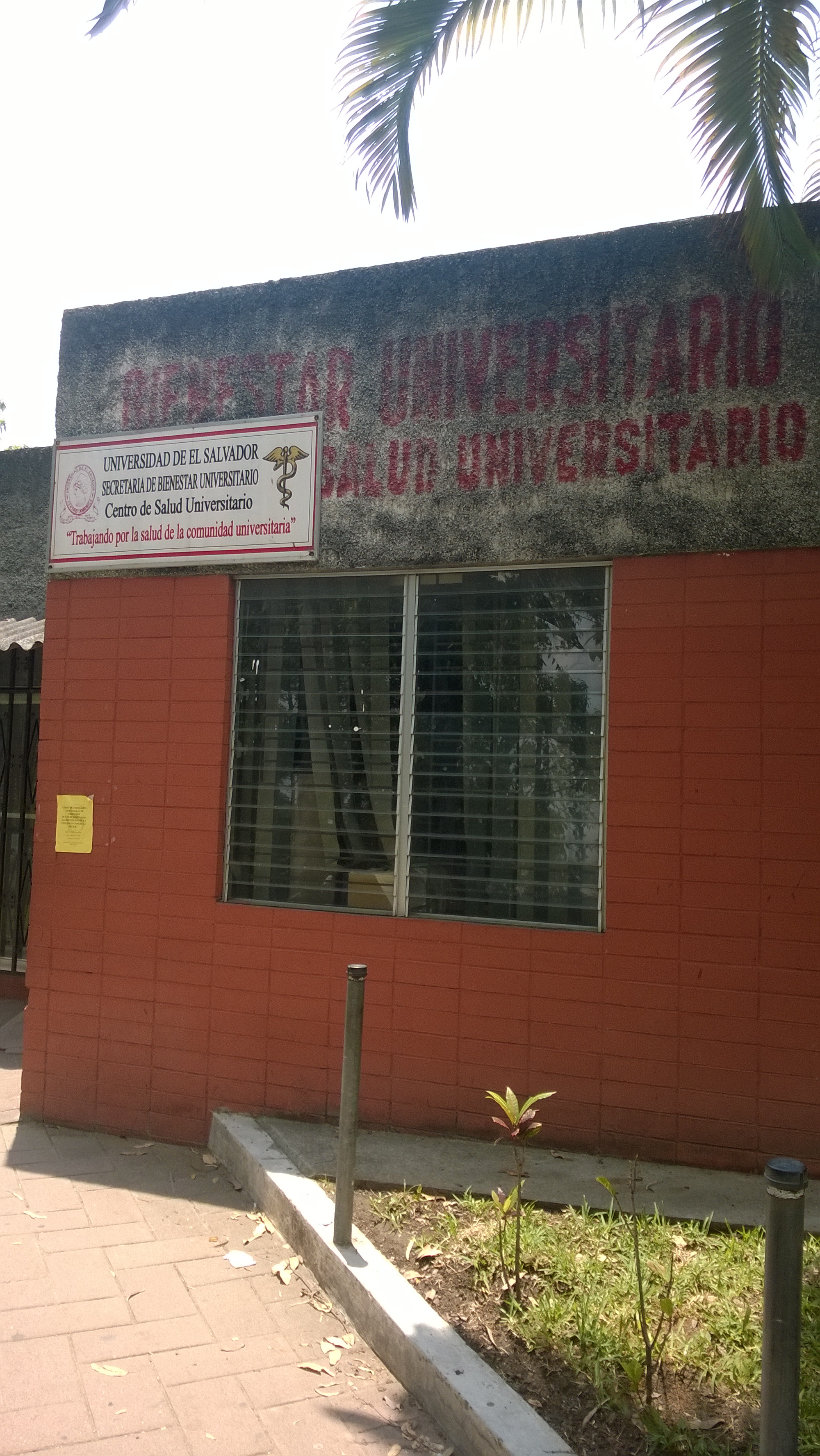
Oficina de Bienestar Universitario.

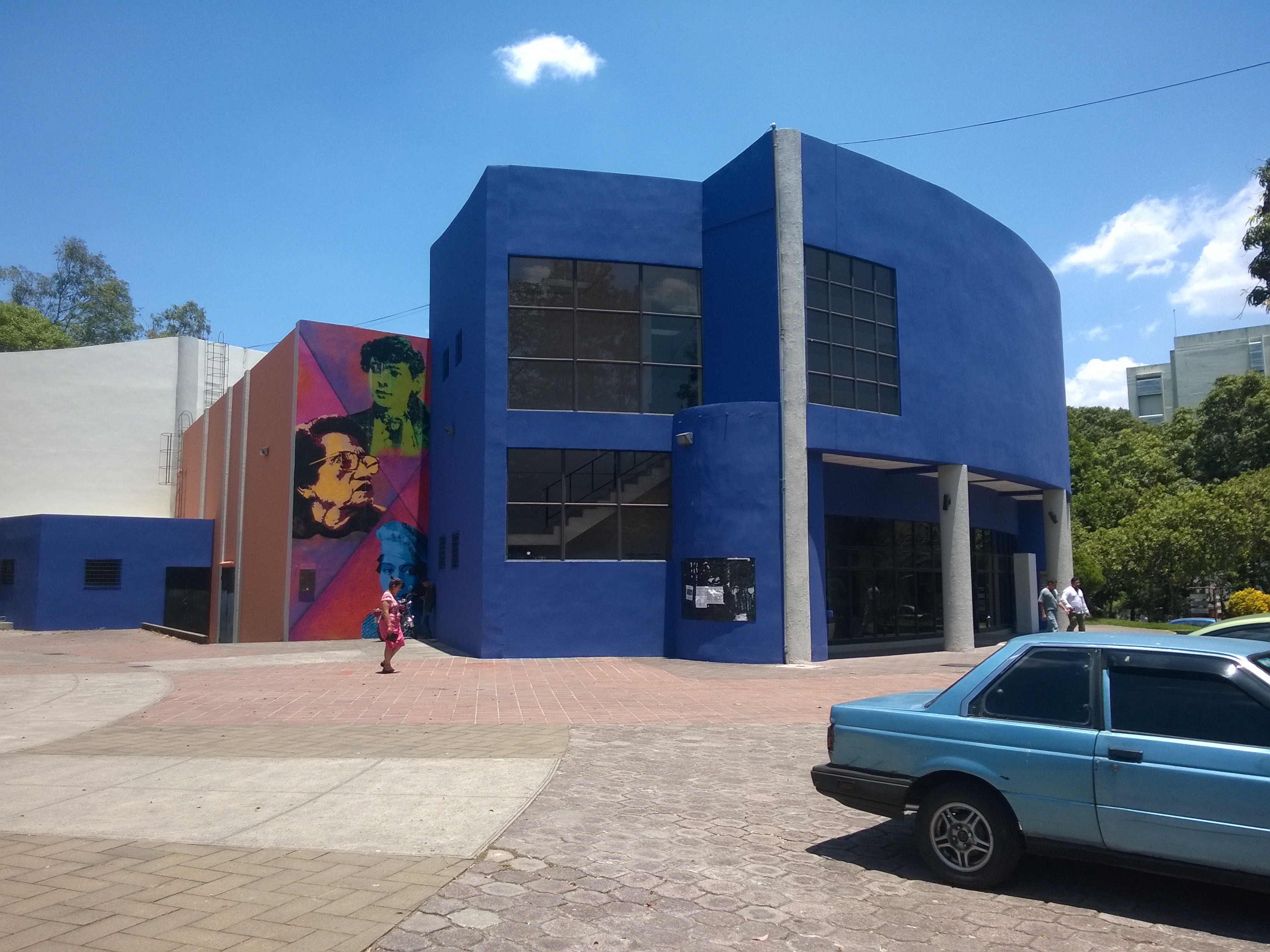
Teatro Universitario.

Anualmente la UES hace pública la convocatoria nacional de ingreso universitario en los distintos medios de comunicación, en la cual se especifican los pasos a seguir, las sedes, advertencias y recomendaciones del proceso de selección. Los aspirantes a nuevo ingreso deben someterse al examen general de admisión donde se evalúan las materias básicas impartidas en la educación media (Matemáticas, Ciencias Sociales, Ciencias Naturales y Lenguaje y Literatura). Usualmente la convocatoria y el proceso de admisión comienza en octubre y finaliza en diciembre.
El proceso de admisión en la Universidad de El Salvador (UES) ha sido objeto de críticas debido al alto nivel de burocracia en la recepción de documentos y los criterios de selección. Aunque la universidad ofrece distintas modalidades de ingreso, estas no garantizan un cupo para todos los aspirantes. En promedio, la UES ofrece entre 10,000 y 12,000 cupos anuales, una cifra limitada por la capacidad de la institución para absorber a nuevos estudiantes. Esta restricción ha generado preocupación, ya que muchas personas quedan fuera del sistema educativo superior público. En los últimos años, se ha registrado una disminución en el número de aspirantes que se someten al proceso de admisión. Por ejemplo, en 2022 participaron 3,000 bachilleres menos que en 2021, reflejando un posible cambio en las dinámicas de demanda educativa en el país.
En 2023, según los datos basados en el número de estudiantes matriculados a inicios del año en el ciclo I en la alma mater, se contabilizaron 59,761 estudiantes activos, mientras que para mediados del año en el ciclo II se contabilizaron 49,182 estudiantes activos. Las facultades descentralizadas aparecen en cursiva.
| Facultad                                       | Estudiantes | Estudiantes |
| Facultad                                       | Ciclo I     | Ciclo II    |
| ---------------------------------------------- | ----------- | ----------- |
| Facultad de Ciencias Económicas                | 3,660       | 2,950       |
| Facultad de Ciencias y Humanidades             | 2,697       | 2,146       |
| Facultad de Ingeniería y Arquitectura          | 4,116       | 4,496       |
| Facultad de Medicina                           | 1,869       | 1,503       |
| Facultad de Jurisprudencia y Ciencias Sociales | 1,516       | 1,212       |
| Facultad de Ciencias Naturales y Matemática    | 1,005       | 803         |
| Facultad de Ciencias Agronómicas               | 694         | 563         |
| Facultad de Química y Farmacia                 | 280         | 229         |
| Facultad de Odontología                        | 174         | 155         |
| Facultad Multidisciplinaria de Occidente       | 4,464       | 3,695       |
| Facultad Multidisciplinaria Oriental           | 3,733       | 3,139       |
| Facultad Multidisciplinaria Paracentral        | 1,050       | 888         |
| TOTAL                                          | 59,761      | 49,182      |

## Clasificaciones nacionales e internacionales
Diversas organizaciones realizan censos y clasificaciones de instituciones de educación superior a nivel mundial, posicionando a la Universidad de El Salvador (UES) entre las mejores del país.
Un ejemplo destacado es el Ranking Mundial de Universidades en la Web (Webometrics), elaborado por el Laboratorio de Cibermetría del Consejo Superior de Investigaciones Científicas (CSIC) de España. Esta evaluación se centra en la presencia en línea, impacto, apertura y excelencia académica de las instituciones.
En 2023, la UES fue reconocida como una de las mejores universidades de El Salvador, posicionándose entre las primeras diez del país según este conteo. Las demás universidades evaluadas incluyen tanto instituciones públicas como privadas, lo que resalta la competitividad de la UES dentro del sistema educativo salvadoreño.
| Universidad                                      | Posición nacional (2023) | Posición nacional (2017) | Posición global (2023) | Posición global (2017) |
| ------------------------------------------------ | ------------------------ | ------------------------ | ---------------------- | ---------------------- |
| Universidad de El Salvador                       | #2                       | #1                       | #5,432                 | #4,244                 |
| Universidad Centroamericana José Simeón Cañas    | #1                       | #2                       | #5,428                 | #4,732                 |
| Universidad Francisco Gavidia                    | #8                       | #3                       | #9,510                 | #5,262                 |
| Universidad Tecnológica de El Salvador           | #3                       | #4                       | #6,068                 | #7,223                 |
| Universidad Don Bosco                            | #4                       | #5                       | #6,192                 | #7,828                 |
| Universidad Dr. José Matías Delgado              | #7                       | #6                       | #8,708                 | #9,488                 |
| Instituto Especializado de Formación Diplomática | #31                      | #7                       | #23,416                | #10,292                |
| Escuela Superior de Economía y Negocios          | #13                      | #8                       | #16,690                | #11,549                |
| Universidad Luterana Salvadoreña                 | #15                      | #9                       | #17,103                | #12,338                |
| Universidad Católica de El Salvador              | #11                      | #10                      | #15,464                | #12,940                |

Por otro lado, el QS Top Universities: Worldwide University Rankings, elaborado anualmente por la consultora británica QS Quacquarelli Symonds, también destacó a la Universidad de El Salvador (UES) como una de las mejores instituciones de educación superior del país en 2023. Este ranking evalúa indicadores como la reputación académica, la empleabilidad de sus graduados, el impacto de la investigación y la internacionalización.
| Universidad                                   | Posición nacional (2023) | Posición nacional (2016) |
| --------------------------------------------- | ------------------------ | ------------------------ |
| Universidad de El Salvador                    | #2                       | #1                       |
| Universidad Centroamericana José Simeón Cañas | #1                       | #2                       |
| Universidad Católica de El Salvador           | #3                       | #3                       |
| Universidad Evangélica de El Salvador         | #6                       | #4                       |
| Universidad Francisco Gavidia                 | #4                       | #5                       |
| Universidad Tecnológica de El Salvador        | #5                       | #6                       |

Además, el ranking de International Colleges & Universities (4ICU), una plataforma que evalúa la popularidad y presencia en línea de instituciones de educación superior a nivel global, reafirmó en 2023 a la Universidad de El Salvador (UES) como la universidad mejor evaluada de todo el país. Este reconocimiento destaca la relevancia de la UES en el ámbito académico y digital, consolidándola como líder en educación superior en El Salvador.
| Universidad                                   | Posición nacional (2023) | Posición nacional (2017) |
| --------------------------------------------- | ------------------------ | ------------------------ |
| Universidad de El Salvador                    | #1                       | #1                       |
| Universidad Centroamericana José Simeón Cañas | #2                       | #2                       |
| Universidad Francisco Gavidia                 | #7                       | #3                       |
| Universidad Tecnológica de El Salvador        | #4                       | #4                       |
| Universidad Don Bosco                         | #3                       | #5                       |

## Controversias
Como cualquier institución de educación superior, la Universidad de El Salvador (UES) no está exenta de controversias y críticas provenientes de diversos sectores, tanto internos como externos. Siendo la única universidad pública del país con rango constitucional, el desafío de mejorar y mantener su imagen institucional es aún más significativo. 
A continuación, se presentan y describen algunos de los casos y temas más destacados que han generado críticas hacia la UES. Para obtener mayor información sobre cada caso, se incluye el enlace a las notas periodísticas correspondientes.

### Denuncias por violencia de género
- Un representante de estudiantes enfrenta denuncia por violencia sexual en la UES.[486]

El representante de los estudiantes en la Junta Directiva de la Facultad de Ciencias y Humanidades de la Universidad de El Salvador, Josué Alejandro Ruano Ramírez, enfrenta una denuncia por violencia psicológica y sexual en contra de una estudiante de la misma facultad. La víctima llevó el caso ante la Junta Directiva, pero el punto fue sacado de agenda en la reunión 17 de octubre.(...)
Revista GatoEncerrado (2022)

- “'El docente me negó el parcial diferido por no querer besarlo', estudio revela agresiones que sufren mujeres en la UES."[487]

Un estudio realizado por tres investigadoras de la Red de Colectivos Feministas reveló los tipo se violencia que sufren las alumnas de la Universidad de El Salvador (UES) por parte de los docentes y en segundo lugar por otros alumnos que ocupan cargos en organizaciones estudiantiles. La investigación, en la que se entrevistó a 166 víctimas de violencia dentro de la universidad pública, indica que la mayoría de los casos no son denunciados debido al temor a represalias por parte de los agresores y a la falta de confianza en las instancias universitarias encargadas de actuar en este tipo de abusos y agresiones.
Diario: El Diario de Hoy (2021)

- Decano de la UES enfrenta demanda por violencia contra la mujer.[488]

El decano de la Facultad de Ciencias y Humanidades de la Universidad de El Salvador, Oscar Wuilman Herrera Ramos, fue denunciado por la vicedecana de la misma facultad por expresiones de violencia y lesiones. A través de un tercero, Herrera Ramos respondió que se trata de un ataque político.
Revista GatoEncerrado (2022)

- "La UES encubre a los agresores".[489]

Las mujeres estudiantes, docentes o empleadas administrativas que sobreviven al acoso y a las agresiones sexuales en la Universidad de El Salvador no confían en las instituciones internas para conseguir justicia. La gran mayoría de mujeres ni siquiera denuncia y cuando sí lo hacen se enfrentan a que su caso no sea una prioridad y en el peor de los escenarios ni siquiera abren un expediente de investigación en contra de los agresores (...)
Revista GatoEncerrado (2022)

- "UES ignora a estudiantes acosadas por docentes".[490]

Una estudiante denunció el acoso sexual de su docente, pero ninguna instancia universitaria le dio seguimiento a su caso. Oficina de género dice que no está facultada para apoyar a víctimas.
Diario La Prensa Gráfica (2018).

- Catedrático de la UES, José Boanerges Osorto, es acusado de agredir y amenazar a alumna.[491]

Según la abogada de la víctima, el antropólogo amenazó a la alumna de “acabársela académicamente” y también “hubo golpes, humillaciones y sometimiento”.
Diario La Prensa Gráfica (2018)

***Días posteriores a los hechos, la Junta Directiva de la Facultad de Ciencias y Humanidades de la Universidad de El Salvador acordó destituir al docente y le solicitó al Consejo Superior Universitario suspenderle el acceso a la UES.
- "Asamblea cita a rector de la UES para que explique acosos en campus. El día de su cita se excusa y explica que no podrá atender al llamado, por lo que pide que se le reprograme".[493][494]

La comisión legislativa de la mujer de la Asamblea Legislativa citó al rector de la Universidad de El Salvador (UES), Róger Arias, para que el lunes 27 de agosto, a las 2 de la tarde, explique la situación de violencia en contra de las mujeres estudiantes que ocurre en el campus y que ha sido denunciada ante las instancias universitarias.
El rector de la Universidad de El Salvador, Roger Arias, notificó a la Comisión de la Mujer e Igualdad de Género de la Asamblea Legislativa que no podría asistir a la convocatoria programada para este día, a las 2:00 de la tarde. Arias había sido llamado por los diputados para aclarar la situación sobre violencia hacia la mujer y acoso sexual denunciado por varias estudiantes, y las cuales las institución ha ignorado.
La Prensa Gráfica (2018)

### Carreras con pensum desactualizados
- "Al menos 23 carreras de la UES no han sido actualizadas en su pensum desde antes del año 2000".[495]

Según expertos del área educativa, esto es una problemática en cuanto a la formación de profesionales. Al no actualizar sus planes de estudios, la universidad estatal incumple la Ley de Educación Superior.
Diario: El Diario de Hoy (2022).

### El maltrato hacia la comunidad estudiantil
- “'Nos dijeron que llegaríamos a ser perros callejeros': Estudiantes de medicina de la UES denuncian abusos de docentes".[496]

Los alumnos señalaron que los abusos y humillaciones comienzan en el área básica, es decir, cuando aún no asisten a hospitales, pero esto se prolonga en los años de práctica. (...) Tras la conmoción por la muerte de una estudiante de séptimo año de medicina de la Universidad de El Salvador, un grupo de sus compañeros de la carrera, denunciaron abusos de parte los docentes del doctorado.
Diario El Mundo (2022)

### Régimen de excepción
Durante el régimen de excepción, la Universidad de El Salvador se pronunció desde diferentes lados y en diferentes tiempos, generando un sinfín de ideas contrapuestas entre sí por diferentes autoridades de la institución.
- En primer lugar, el entonces rector de la UES, Roger Arias, se pronunció a favor de la medida y pidió apoyar la medida cuando el régimen llevaba pocos meses de haberse implementado.[498]

El rector de la Universidad de El Salvador (UES), Roger Arias, afirmó ayer que "no se pueden controlar" hechos como las vulneraciones a derechos humanos que han ocurrido durante el régimen de excepción, decretado el 27 de marzo en respuesta al repunte de homicidios ocurrido ese mes. (...) El rector de la UES indicó que medidas represivas como el régimen deben acompañarse de políticas de prevención, aunque también señaló que las comunidades perciben ahora más seguridad y que se deben reconocer "las violaciones a los derechos humanos que las y los salvadoreños generaban estos grupos de delincuentes, estos grupos anárquicos que tenían sometido al país y a los gobernantes".
Diario La Prensa Gráfica (2022)

- Un mes antes de estas declaraciones, el Consejo Superior Universitario lanzó un comunicado pidiendo que se respeten las garantías y libertad de circulación de la comunidad universitaria.[499]

La Universidad de El Salvador pidió a los cuerpos de seguridad garantizar el libre tránsito de las y los estudiantes en su desarrollo académico y profesional, así como las actividades recreativas que se desarrollen en el ámbito personal, familiar y comunitario. 
Revista GatoEncerrado (2022)

***Los casos más sonados de estudiantes que fueron capturados bajo el régimen, fueron el de un estudiante de la Facultad de Ciencias Agronómicas y de una estudiante de la Facultad de Medicina, ambos detenidos de manera arbitraria. Tales actos provocaron en su momento que se convocaran protestas por la comunidad estudiantil.
- A inicios de 2023 el Consejo Superior Universitario se volvió a pronunciar, esta vez exigiendo derogar el régimen de excepción debido a las múltiples capturas a inocentes que se estaban suscitando.[502]

El Consejo Superior Universitario (CSU) de la Universidad de El Salvador (UES) demandó “dejar sin efecto el régimen de excepción” y aplicar la justicia con las herramientas ordinarias que proporcionan las leyes del país.
La misiva que tuvo 30 votos reconoce que el régimen de excepción es “un recurso jurídico extraordinario y temporal del Estado para enfrentar situaciones que ponen en peligro la estabilidad nacional”, pero afirma que esta “no debe comprometer el respeto irrestricto a los Derechos Humanos”. Además, considera que las condiciones que existían para implementarlo ya “pueden haber desaparecido”, y el mecanismo debe revisarse.
Diario El Mundo (2023)

 ***Esto no fue de mucho agrado para el entonces vicerrector académico, Raúl Azcúnaga, quien salió a dar declaraciones en defensa para seguir apoyando la medida.

El vicerrector consideró importante contextualizar cómo los salvadoreños están viviendo las medidas de seguridad, porque quienes no acompañan dichas acciones es porque aún están viendo con lentes ideologizados, tienen una crítica e interés de ver nuevamente al país postrado de rodillas ante la delincuencia. A criterio de Azcúnaga, estas medidas, como lo dijo el presidente de la República, es una “medicina amarga”, pero necesaria, oportuna y valiente, tanto el Régimen de Excepción como la depuración de los jueces y policías, ya que el fortalecimiento y equipamiento del ejército está permitiendo ser a nivel internacional un país modelo de seguridad.
Diario Co Latino (2023)

- Algo que recalcar, es que sectores de la Universidad de El Salvador han manifestado su descontento con la implementación de este régimen por las autoridades salvadoreñas, viniendo desde el sector estudiantil al sector docente de la institución de estudios superiores.[504]

Cientos de estudiantes y docentes de la Universidad de El Salvador (UES) condenaron este sábado la implementación en el país de un régimen de excepción para erradicar a las pandillas, el cual ha sido rechazado por varios sectores nacionales y por organizaciones internacionales de derechos humanos.
Los estudiantes aprovecharon la marcha del 30 de julio, en la que recuerdan a estudiantes asesinados en 1975, para manifestar su rechazo a dicha medida.
Diario El Comercio (2022)

### Denuncias de irregularidades por elección de autoridades universitarias
- "Estudiantes siguen descontentos por supuestas irregularidades electorales en UES".[505]

La Universidad de El Salvador (UES) realizó un proceso de cambio de autoridades, para los próximos cuatro años, que empezó el 12 de agosto y culminó el 28 de octubre con la toma de posesión de mandatos académicos y administrativos. En el proceso, sin embargo, ocurrieron protestas estudiantiles, ocupaciones de edificios y distintas actividades de las facultades de la universidad fueron paralizadas, debido a las denuncias de supuestas irregularidades durante las elecciones universitarias.
Revista GatoEncerrado (2019)

- "Juego de tronos en la Universidad de El Salvador".[506]

Dos meses después de celebrados los comicios para elegir a las nuevas autoridades de la UES, en la Asamblea General Universitaria (AGU) todavía no hay un veredicto para culminar las elecciones. Una candidata ganó la mayoría de votos, pero una serie de recursos de nulidad ante la AGU catapultan a otro candidato hacia el trono, aunque la comunidad universitaria haya sentenciado que solo se merece el segundo lugar.
El Faro (2015)

- "Denunciarán ante Corte Suprema irregularidades en elecciones UES".[507]

Organizaciones dijeron que tiene pruebas de las denuncias sobre las elecciones en las facultades de Ciencias y Humanidades, Ingeniería y Arquitectura y en la Multidisciplinaria Paracentral, pero que no hallaron respaldo en las autoridades de la Universidad de El Salvador.
La Prensa Gráfica (2023)

## Reconocimientos
La Universidad de El Salvador (UES) también ha recibido distinciones y reconocimientos públicos por su destacada labor en temas sociales, especialmente por su contribución al bienestar de la población salvadoreña. Su compromiso con el desarrollo social y su impacto positivo en diversas comunidades han sido valorados tanto a nivel nacional como internacional.
A continuación, se presentan algunos de los temas y casos más destacados en los que la UES ha sobresalido, junto con los enlaces a las notas periodísticas correspondientes para obtener más detalles sobre cada uno.

### Mujer y Diversidad
- UES inicia “Ciudades Inclusivas y Libres de Violencia para la Mujer”.[508]

La UES ya inicia el proyecto de Ciudades Inclusivas y Libres de Violencia para la Mujer, dedicado a mujeres en situación de violencia y al fortalecimiento de la población académica universitaria.
Diario digital Contra Punto (2021).

- "UES busca aplicar registro de personas trans y fortalecer estudios de género".[509]

Identidad de género de personas trans podría establecerse en los registros demográficos de la Universidad de El Salvador (UES). El dato ha sido anunciado por el titular del Centro de Estudios de Género de la UES (CEG-UES), Danilo Ramírez, quien detalla que la iniciativa responde a la actualización de la Política de Equidad de Género, que demanda condiciones de “igualdad” en la comunidad universitaria.
Diario digital Contra Punto (2022)

- Mujer trans agradece a la UES por respetar su identidad de género en diploma.[510]

La mujer trans Brenda Oriana Rosales, agradeció a la Universidad de El Salvador (UES), por respetar su identidad de género a la hora de entregarle un diploma de reconocimiento por su trayectoria profesional.
Elblog (2021)

### Medio Ambiente y Agronomía
- "La Unidad Ecológica Salvadoreña (UNES) y la Unidad de Medio Ambiente de la Universidad Nacional de El Salvador anuncian desarrollo de diplomado en litigio estratégico ambiental".[511]

La Unidad Ecológica de El Salvador (UNES), en asocio con la Unidad de Medio Ambiente de la Universidad de El Salvador (UNA-UES), anunció el desarrollo de un diplomado en litigio estratégico enfocado a la defensa del derecho al medio ambiente.
Diario Co Latino (2019)

- "El Laboratorio de Toxinas Marinas de la UES está a la vanguardia en investigaciones de microalgas".[512]

Creado hace 16 años, ha hecho al menos 15 investigaciones de peso, como: marea roja, mortandad de peces en Lago de Güija, microalgas en Lago de Coatepeque. El LABTOX-UES realiza una vigilancia constante sobre la proliferación de microalgas que ocurren frecuentemente en el lago de Coatepeque y otras fuentes de agua, esto ayuda a tener control sobre el riesgo a los seres humano y animales, ya que muchas familias viven de la pesca y el turismo. En las investigaciones participan docentes y estudiantes de la Universidad de El Salvador, que hacen su servicio social para graduarse.
Periódico El Diario de Hoy (2023).

- "La Facultad de Ciencias Agronómicas de la UES, al servicio del desarrollo de El Salvador".[513]

La Ciencias Agronómicas, impulsadas desde hace 57 años en la Universidad de El Salvador como carrera, se basa en los conocimientos de las ciencias aplicadas al desarrollo productivo de la agricultura, ganadería, tecnología agrícola, investigación científica y donde además, el ser humano interviene con la naturaleza para verificar las necesidades básicas de El Salvador.
Diario digital ContraPunto (2021)

- "Comisión que estudia el agua recibe al sector académico del país".[514]

La Comisión ad hoc para el análisis de la propuesta de Ley de Recursos Hídricos sesionó (...) y recibió al sector académico del país, entre estas, a la Universidad de El Salvador (UES), la Universidad José Simeón Cañas (UCA) y otras, para que brindaran sus observaciones a la ley presentada por el Ejecutivo el mes pasado.
Los primeros en ser escuchados fue el rector el Rector de la UES, Roger Arias, quien estuvo acompañado con la decana de Derecho, Evelyn Farfán, y el experto de la Escuela de Ciencias Jurídicas, Francisco Oporto. Los académicos de la UES dijeron que analizaron la propuesta hecha por el Ejecutivo, y que han hecho 25 observaciones y 35 propuestas en torno al tema.
Diario Co Latino (2021)

### Proyección social
- "UES y World Vision se unen por la salud de población".[515]

Raúl Ernesto Azcúnaga, vicerrector académico y rector en funciones de la Universidad de El Salvador (UES) anunció la entrega de un lote de alcohol gel producido por los laboratorios de la Facultad de Química y Farmacia, que será distribuido a personas y comunidades en vulnerabilidad económica y social.
Diario Co Latino (2020)

- "UES y CIDEP lanzan el Diccionario Especializado de Educación Superior de Lengua de Señas Salvadoreña (DEES-LESSA)".[516]

La Universidad de El Salvador y la Asociación Intersectorial para el Desarrollo Económico y el Progreso (CIDEP) junto a la Liga Española de la Educación y la Cultura Popular (LEECP) y el financiamiento de la Agencia Extremeña de Cooperación Internacional (AEXCID) realizaron el lanzamiento del Diccionario Especializado de Educación Superior de Lengua de Señas Salvadoreña (DEES-LESSA) además de la inauguración de la Guía Podo Táctil.
El Universitario (2023)

- "Científicos extranjeros visitan UES para conocer laboratorio que estudia el COVID-19".[517]

Representantes de la Baylor College y de los CDC de Estados Unidos visitaron el Laboratorio de Virología y Microbiología Molecular, de la Facultad de Medicina de la Universidad de El Salvador, donde sus encargados lograron secuenciar el Sars-CoV-2.
Periódico El Diario de Hoy (2021)

## Crisis Presupuestaria
La Universidad de El Salvador (UES) ha atravesado desde 2020 una profunda crisis financiera que ha afectado su operatividad, poniendo en riesgo su capacidad para ofrecer educación superior de calidad. Esta crisis ha estado marcada principalmente por el incumplimiento de pagos del gobierno central, que, según el rector de la UES, ha dejado a la institución con una deuda significativa que amenaza su estabilidad.

### Situación Financiera desde 2020
En 2020, el presidente Nayib Bukele anunció una ampliación del presupuesto para la UES, elevando la asignación estatal hasta $100 millones para garantizar la educación superior pública. Sin embargo, el rector de la UES aclaró que el presupuesto se mantuvo en $91.7 millones, sin el incremento prometido, y que el resto de los fondos provenían de ingresos propios de la universidad.

### Deuda Acumulada y Crisis Operativa
Desde 2022, el gobierno ha incumplido con la transferencia oportuna de fondos a la UES, acumulando una deuda que, según el rector Juan Rosa Quintanilla, ascendía a $47 millones en febrero de 2024. Esta situación ha llevado a la universidad a implementar políticas de ahorro y a suspender programas esenciales, como proyectos de investigación científica y becas para estudiantes.

### Deuda acumulada y falta de pagos del gobierno
A lo largo de 2024, la deuda del gobierno con la UES ha continuado incrementándose, alcanzando en algunos momentos cifras cercanas a los $47 millones. A pesar de las gestiones por parte de la universidad, el gobierno ha realizado pagos parciales, como se evidenció en abril de 2024, cuando el Ministerio de Hacienda abonó parcialmente a la deuda acumulada, aunque la deuda con los proveedores se mantenía en torno a los $21 millones.
En 2024, el rector de la UES recalcó que el impago ha tenido consecuencias directas en la universidad. La UES ha debido recortar varios programas académicos, investigaciones y becas para estudiantes debido a la falta de recursos. Según el rector, este ha sido un "año marcado por la crisis financiera", lo que ha afectado gravemente la capacidad de la universidad para cumplir con su misión de ofrecer educación gratuita y de calidad.

### Disminución de la deuda con proveedores y esfuerzos de solución
Aunque la universidad ha logrado reducir su deuda con proveedores a $45 millones a finales de 2024, la situación sigue siendo delicada. La falta de pagos puntuales por parte del gobierno sigue siendo una de las principales causas del desfinanciamiento de la universidad, lo que sigue generando incertidumbre dentro de la comunidad universitaria.
El rector de la UES, Juan Rosa Quintanilla, ha señalado que la universidad necesita una solución urgente y sostenible para enfrentar esta crisis. A pesar de los esfuerzos realizados, como las reuniones con el gobierno y las solicitudes de más fondos, la deuda persiste y el futuro de la universidad sigue siendo incierto.
Situación política y controversias
La crisis financiera también ha generado tensiones políticas. Algunos sectores dentro de la universidad han expresado que el gobierno debería ser más transparente y cumplir con sus compromisos financieros. Además, el rector ha sido criticado por algunos movimientos estudiantiles que consideran que la UES debe confrontar más directamente al gobierno para exigir una solución.